# Color en l'art

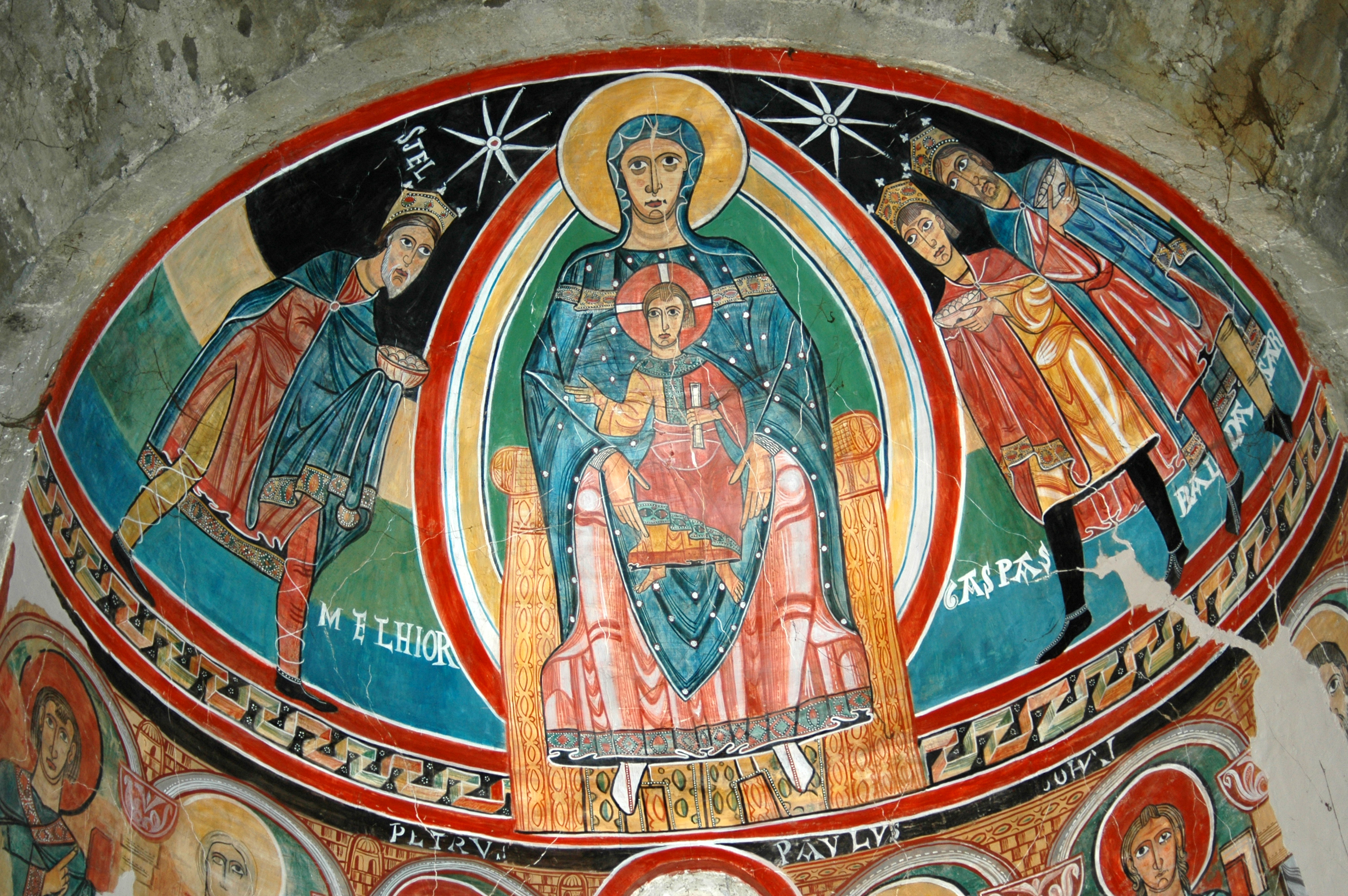
Absis de Santa Maria de Taüll, ca. 1123. Els colors (roig, blau, groc, verd) omplin completament i sense modulació els plans nítidament separats del fons, mentre que en les figures es combinen amb espais en què es deixa al blanc de la calç proporcionar una sensació de gradació. La nit estrelada s'obté amb el contrast entre negre i blanc (els "no colors")

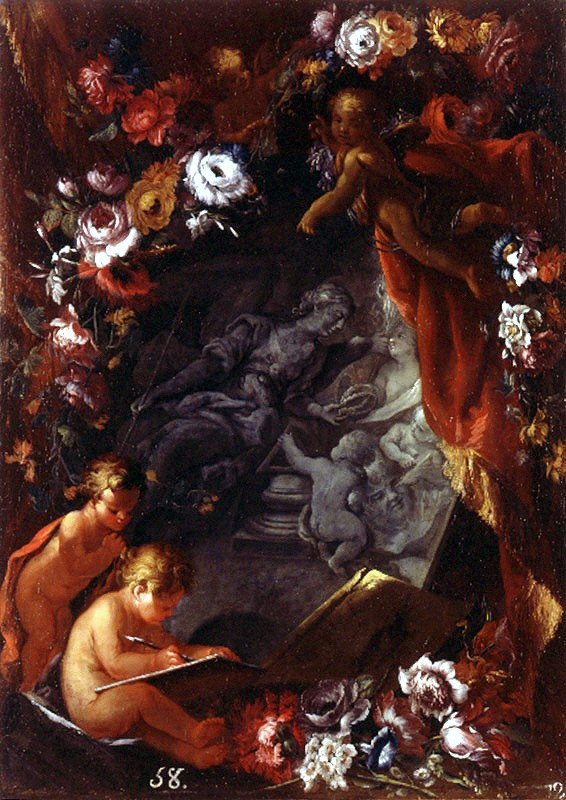
Garlanda de flors amb una pintura en grisalla i putti pintant, de Miguel Parra, 1801.

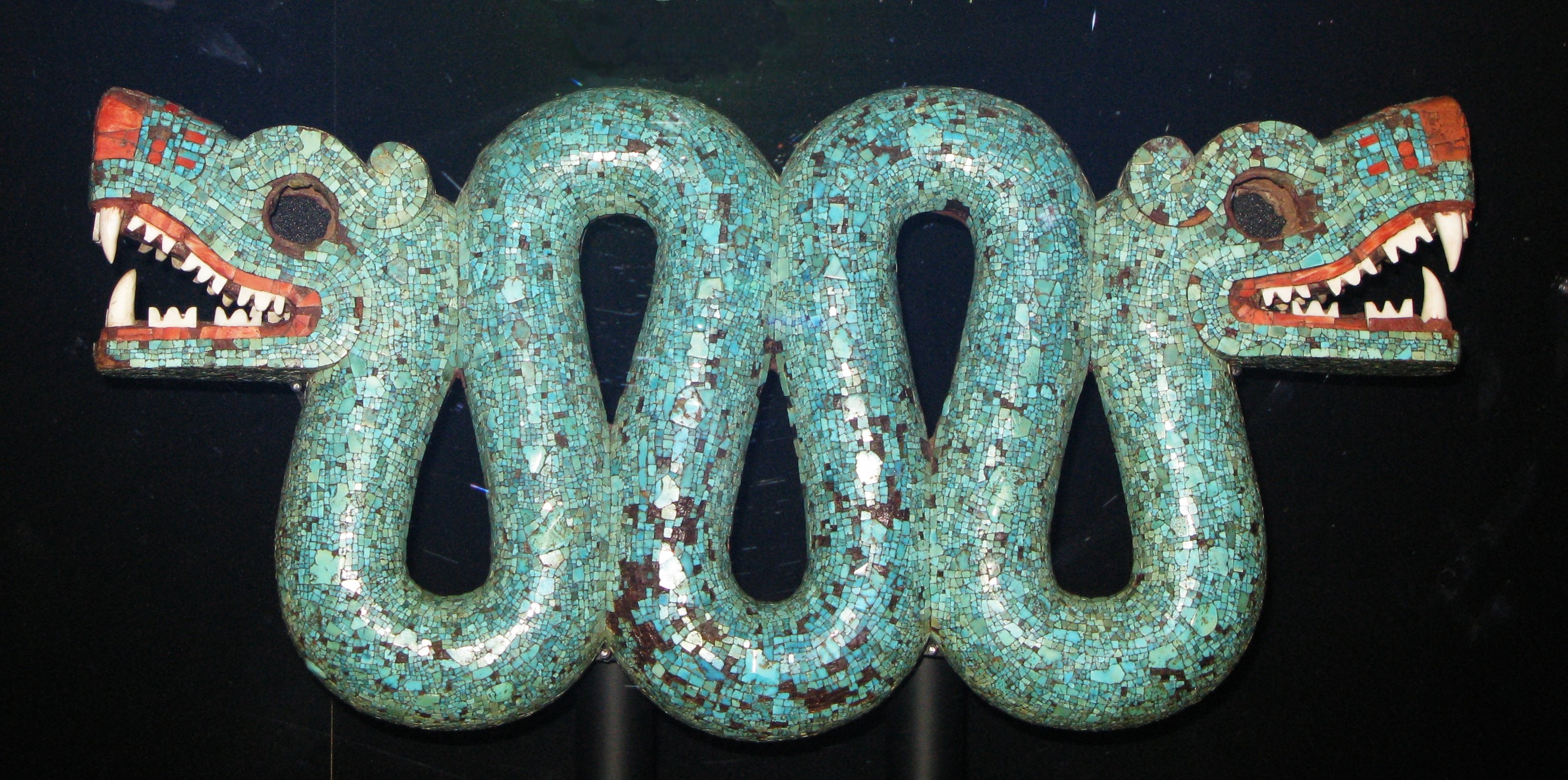
Serp asteca de doble cap (turquesa, petxina i hematites sobre fusta). Se suposa que formaria part del botí de la conquesta de Mèxic, 1519

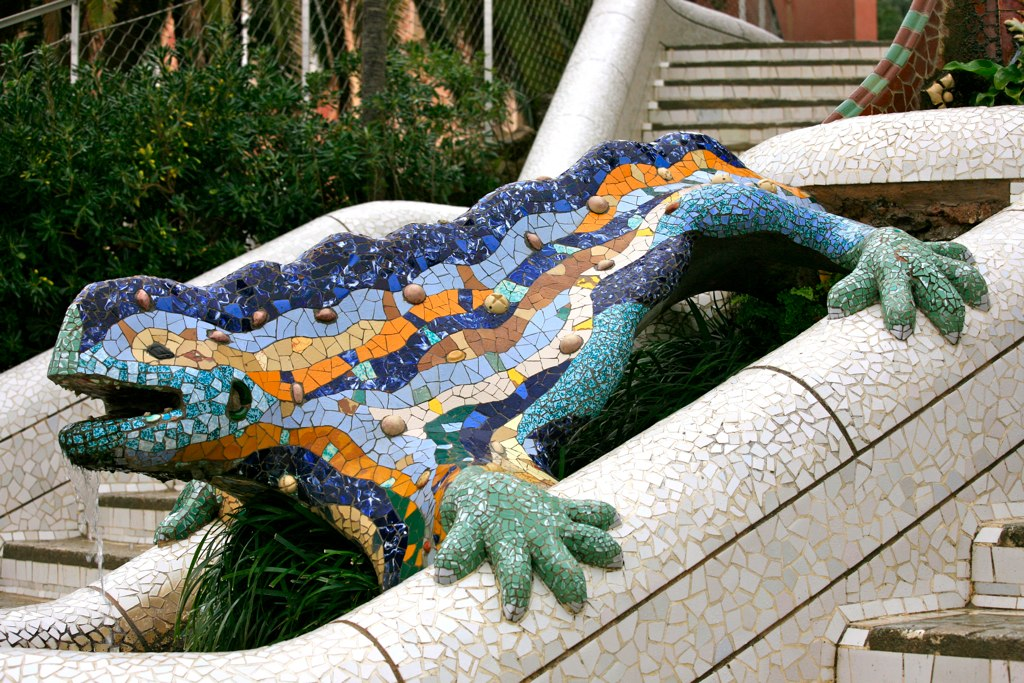
El drac del Parc Güell, trencadís de Gaudí, 1900-1903

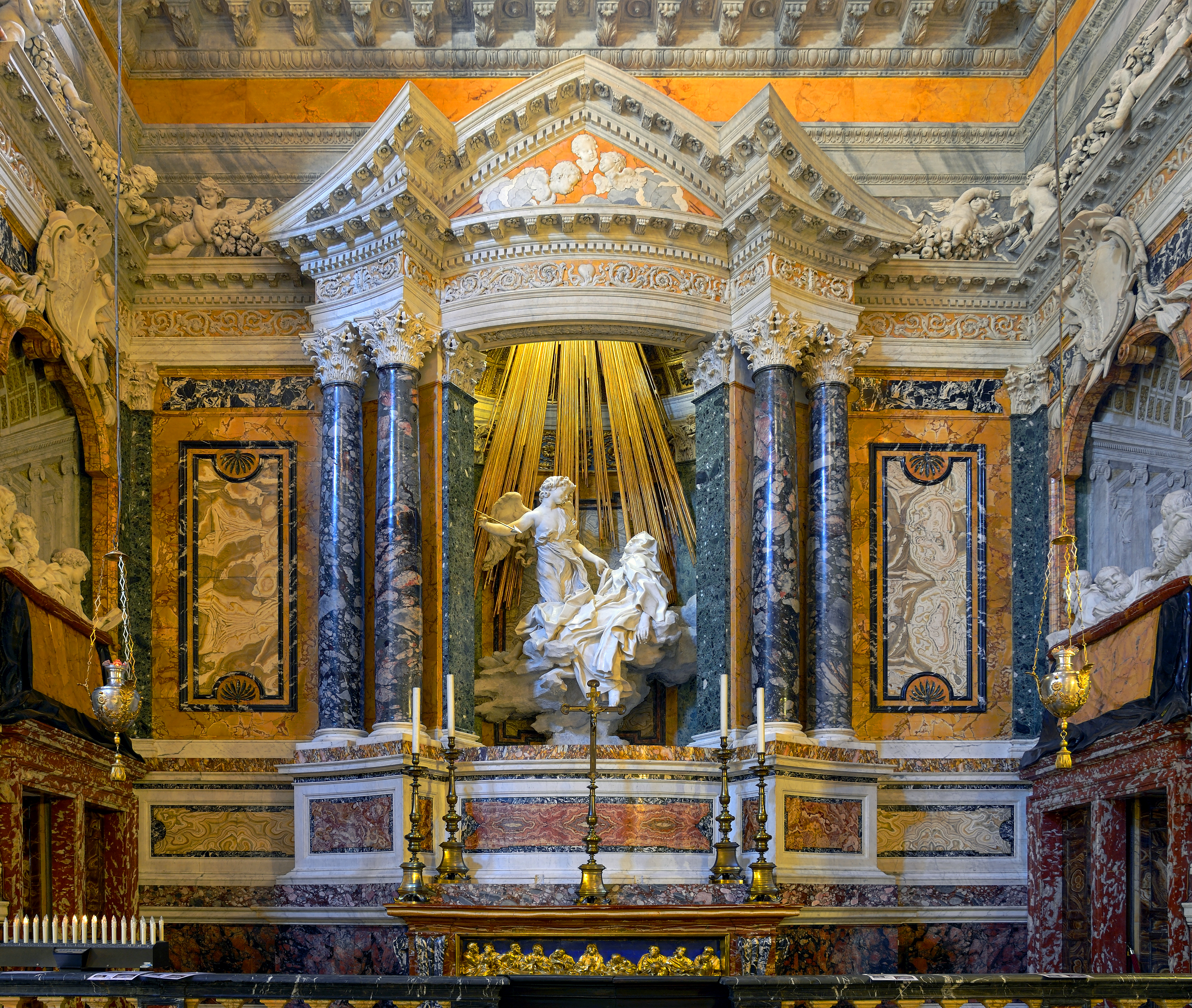
Cappella Cornaro a l'església de Santa Maria de la Victòria, de Bernini (el grup central és lÈxtasi de santa Teresa), 1647-1651. La barreja de diferents materials (marbres de diferents colors, bronze daurat) i la il·luminació des d'una finestra oculta aconsegueixen un cromatisme efectista

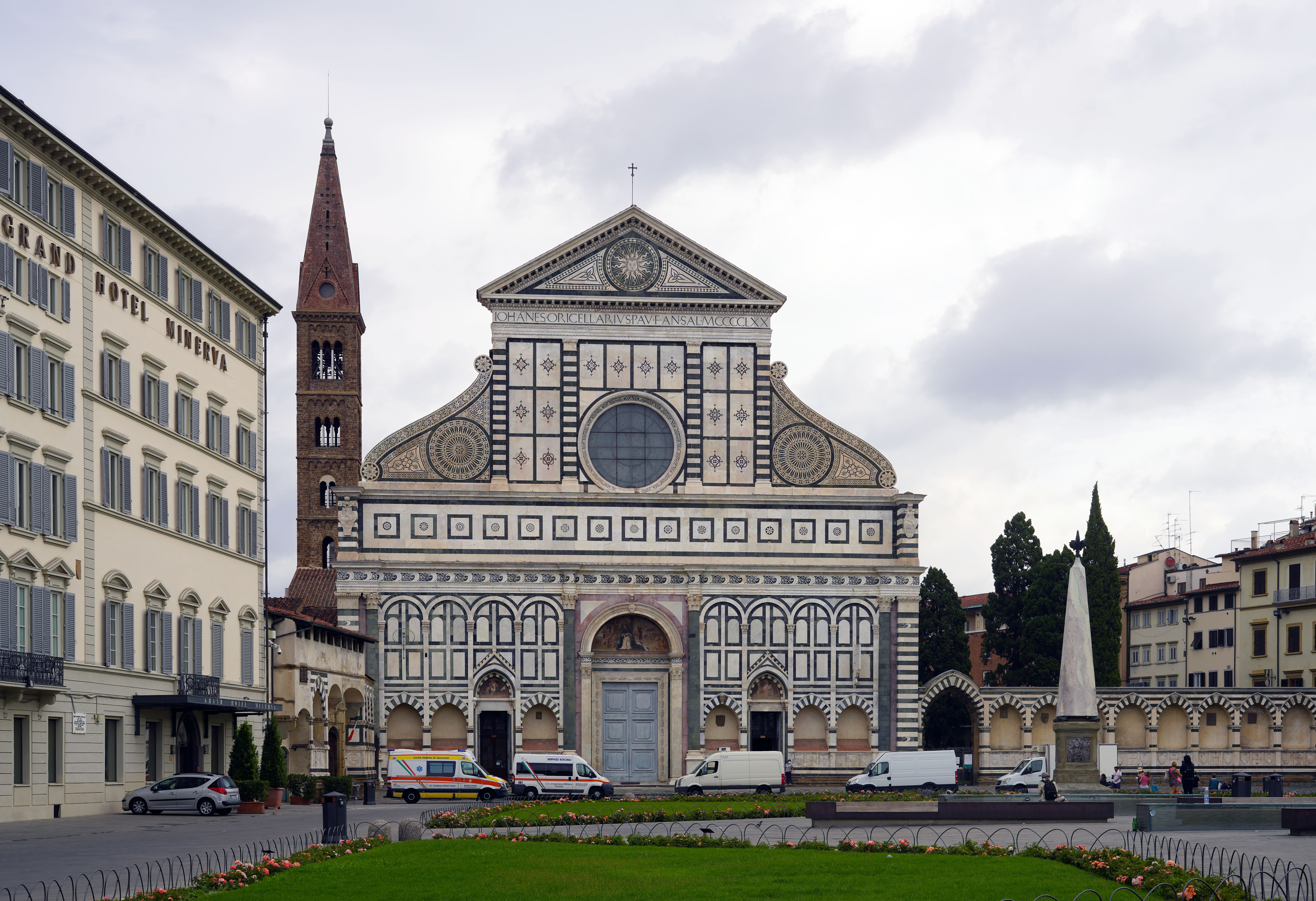
Santa Maria Novella, de Leon Battista Alberti, 1470. Un precedent proper n'és l'església medieval de Sant Miniato al Monte. L'alternança cromàtica en dovelles i altres elements arquitectònics pot rastrejar-se fins a la romànica basílica de Vézelay, la carolíngia capella palatina d'Aquisgrà, l'andalusina mesquita de Còrdova o l'aqüeducte de los Milagros de la Mèrida romana

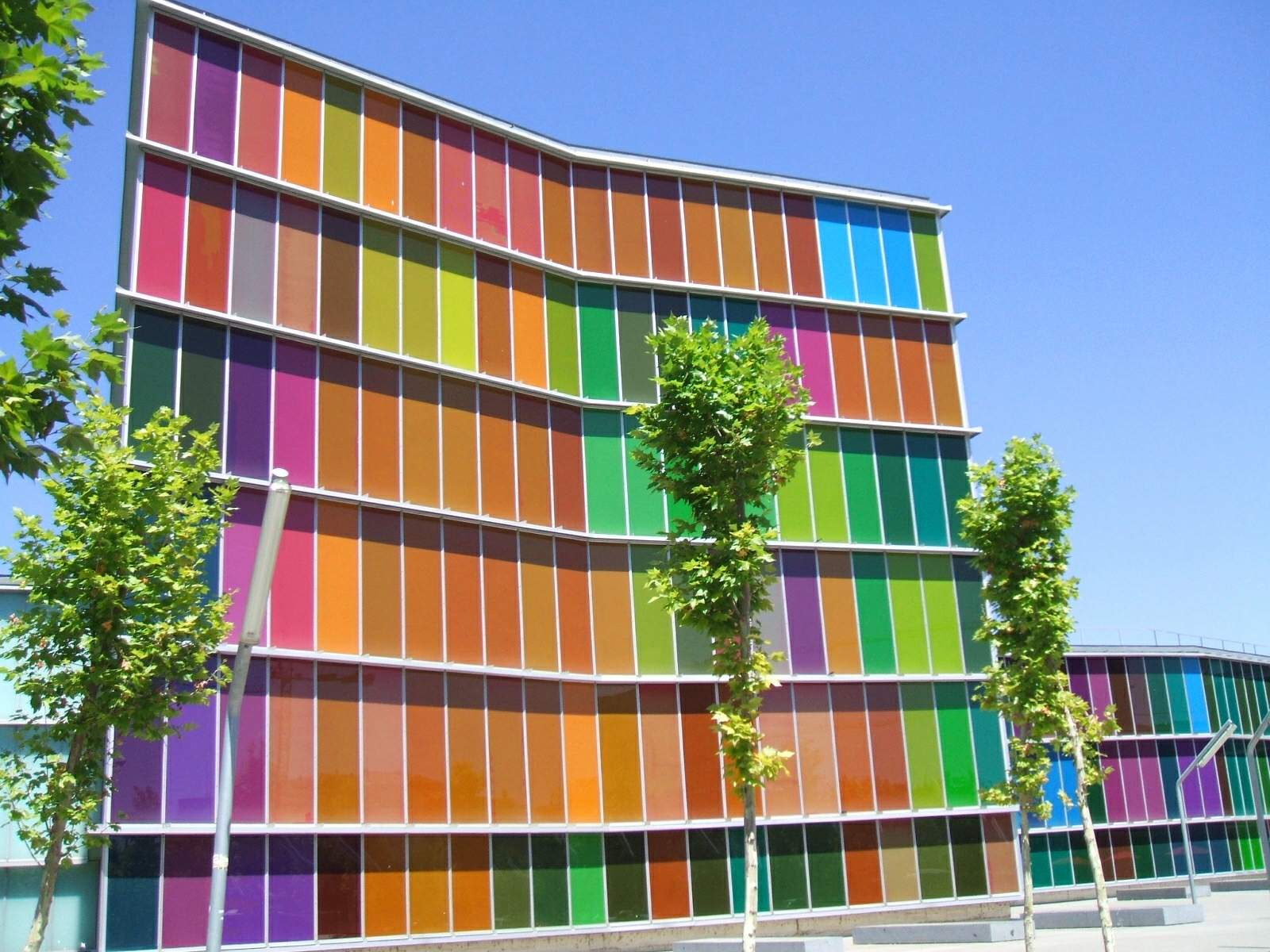
MUSAC de Lleó, Mansilla i Tuñón, 2005

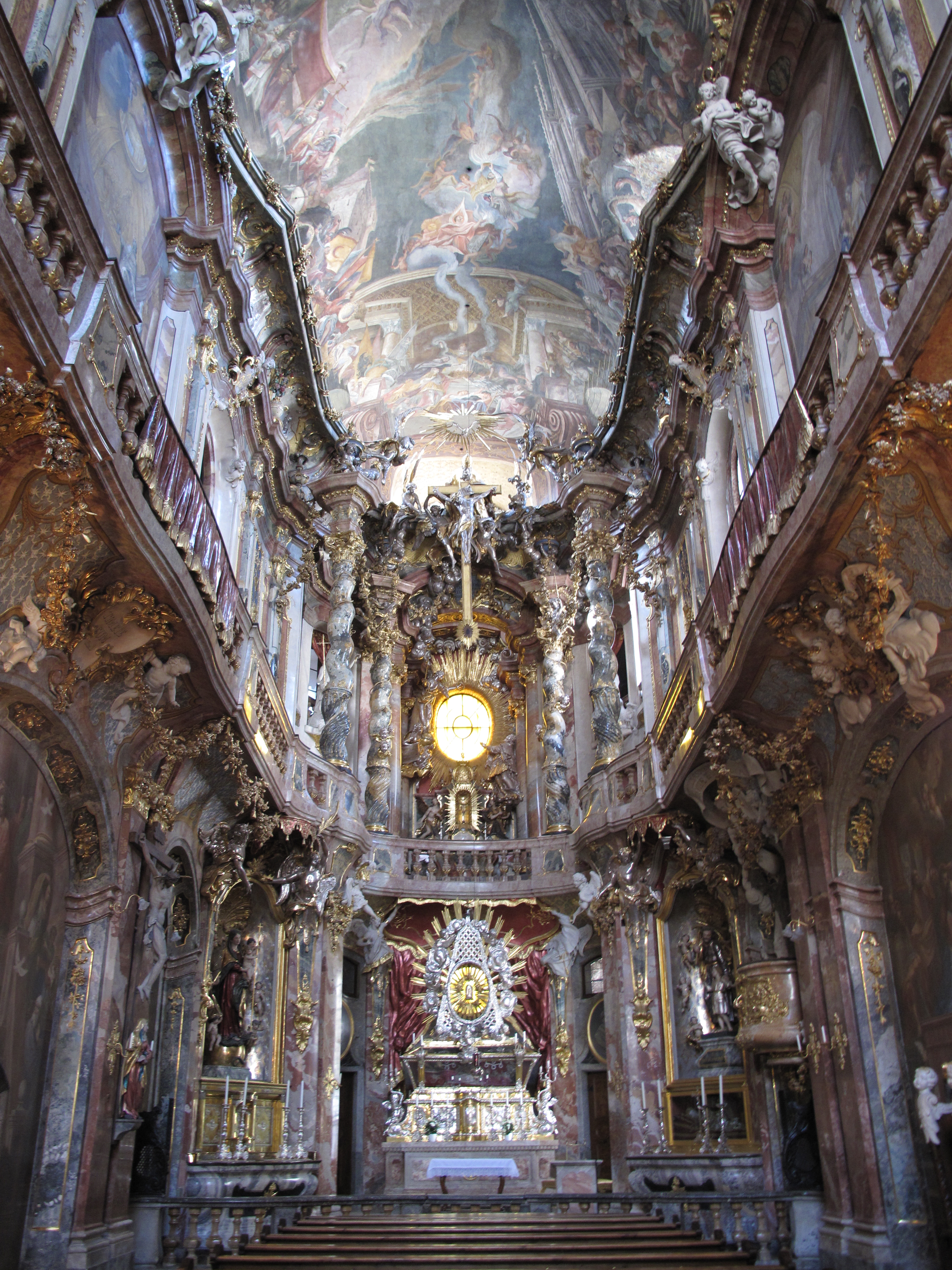
Asamkirche, d'Egid Quirin Asam i Cosmas Damian Asam, Múnic, 1733-1746; un interior rococó o tardobarroc concebut des de l'"art total", on es conjunten els components pictòrics, escultòrics i arquitectònics, tots essencialment cromàtics

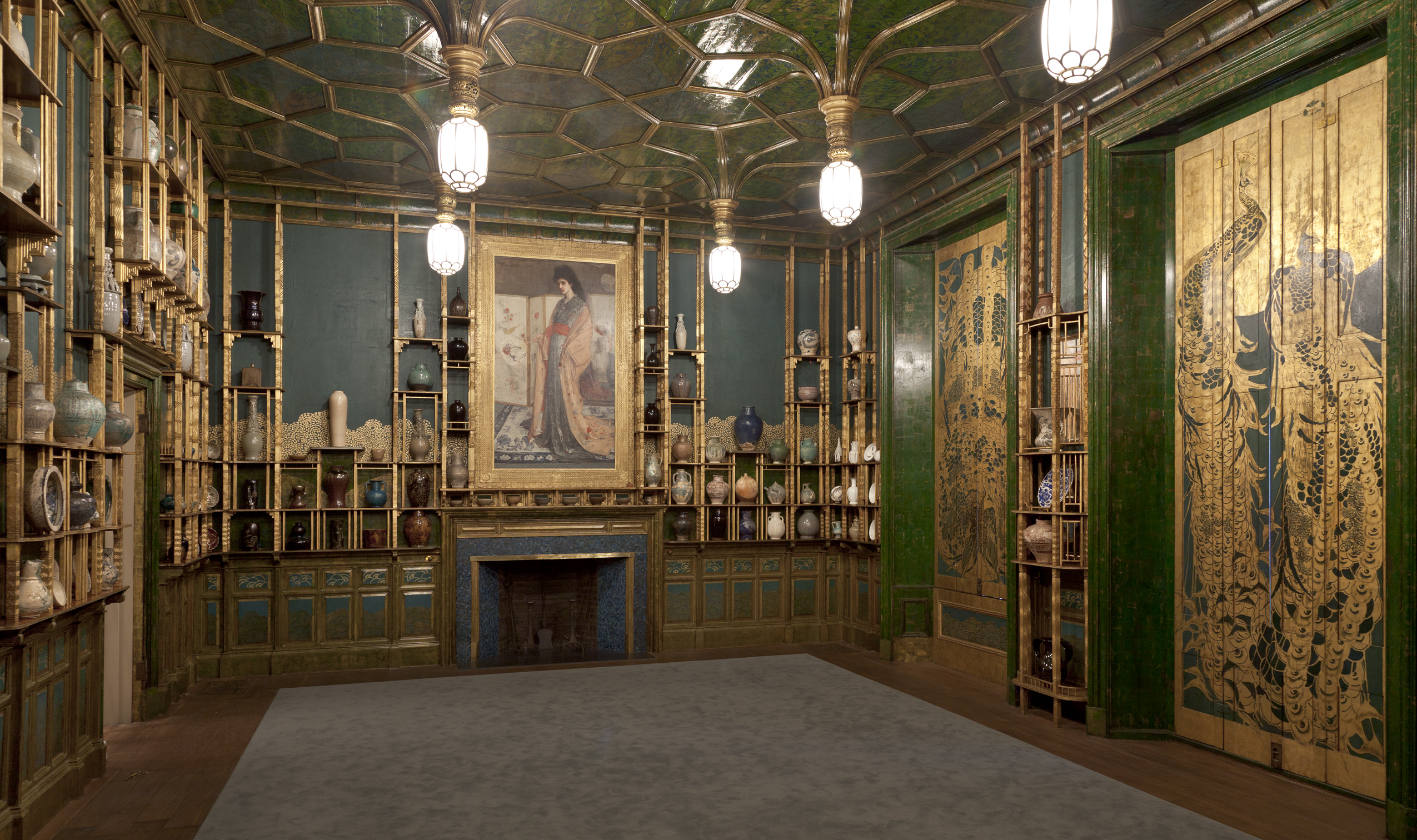
Harmonia en Blau i Or: L'habitació del Paó, de James McNeill Whistler, 1876-1877

El color en l'art és un aspecte molt important de les arts visuals o plàstiques, juntament amb altres elements com la llum, l'atmosfera, el fons i la forma, la matèria, la línia, el punt, la taca, el volum, l'espai, el moviment, la textura, el format, etc.

## El color en les diferents arts
| «                         | ... agraïm a la paleta el plaer que ens proporciona... ella és en si una "obra" més bella que moltes obres d'art. | » |
| — Vassili Kandinski, 1913 | |   |

Encara que el color és, amb el dibuix, l'essència de la pintura (la seua personal "paleta", amb el seu personal traç o pinzellada, caracteritzen cada pintor), també ha tingut, des de l'antiguitat, un paper decisiu en escultura policromada i arquitectura; de vegades combinades entre si (relleus dissenyats com a decoració arquitectònica o parts d'un edifici concebudes com a suport escultòric) i d'altres per separat.

En la major part de les tècniques de pintura (fresc, aquarel·la, tremp, oli, pastel, acrílic...) el color s'obté amb pigments que es barregen amb un aglutinant per fixar-lo al suport (mur, taula, pergamí, paper), que pot o no afegir-hi algun component cromàtic, per transparència o per deixar part de la superfície sense pintar, o estar prèviament preparat amb una emprimació. En altres tècniques (mosaic, collage), així com en escultura i pintura, tant pot provenir del color dels materials emprats com de la seua modificació (intencional o casual). Les qualitats cromàtiques de la matèria (blanc del marbre i altres pedres escultòriques i arquitectòniques, "bronzí" del bronze polit, verd fosc del bronze amb pàtina, daurat d'or, color de les fustes emprades per a la talla o com a material de construcció) poden haver estat intencionadament escollides pels artistes o bé ser resultat de la necessitat; també ha ocorregut que la mitificació de l'art del passat ha ennoblit de tal manera la percepció actual sobre aquestes obres que s'aprecien característiques cromàtiques que en l'època no tenien (per estar cobertes de pintura hui desapareguda o per haver-se modificat de manera que els seus creadors podien o no haver considerat).

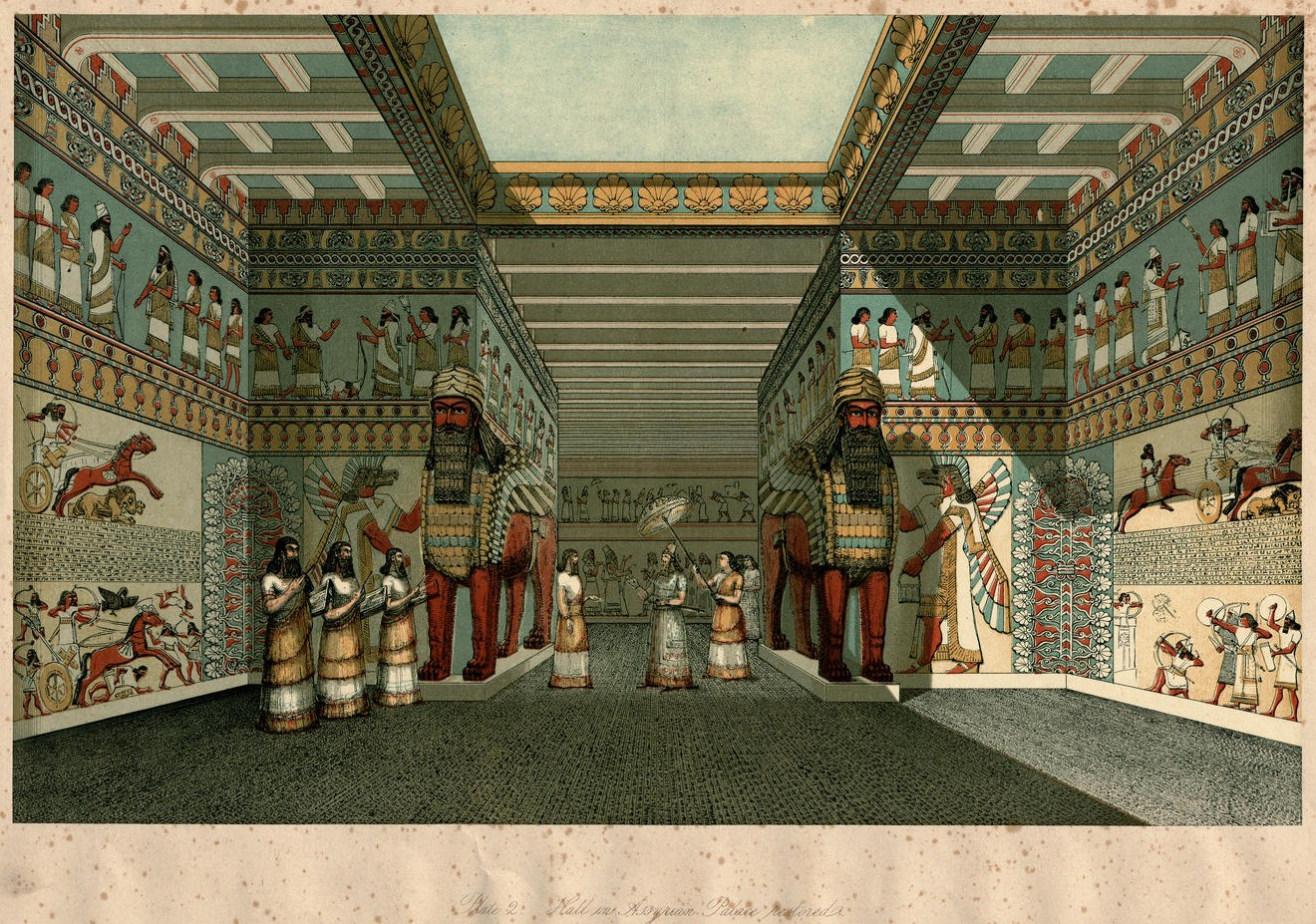
Reconstrucció de l'aspecte d'una sala del palau de Nínive
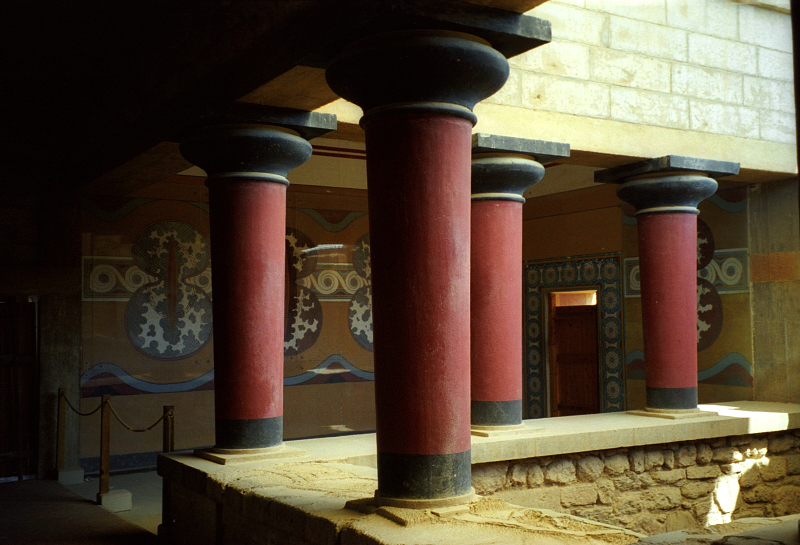
Reconstrucció de l'aspecte d'un pati interior del Palau de Cnossos
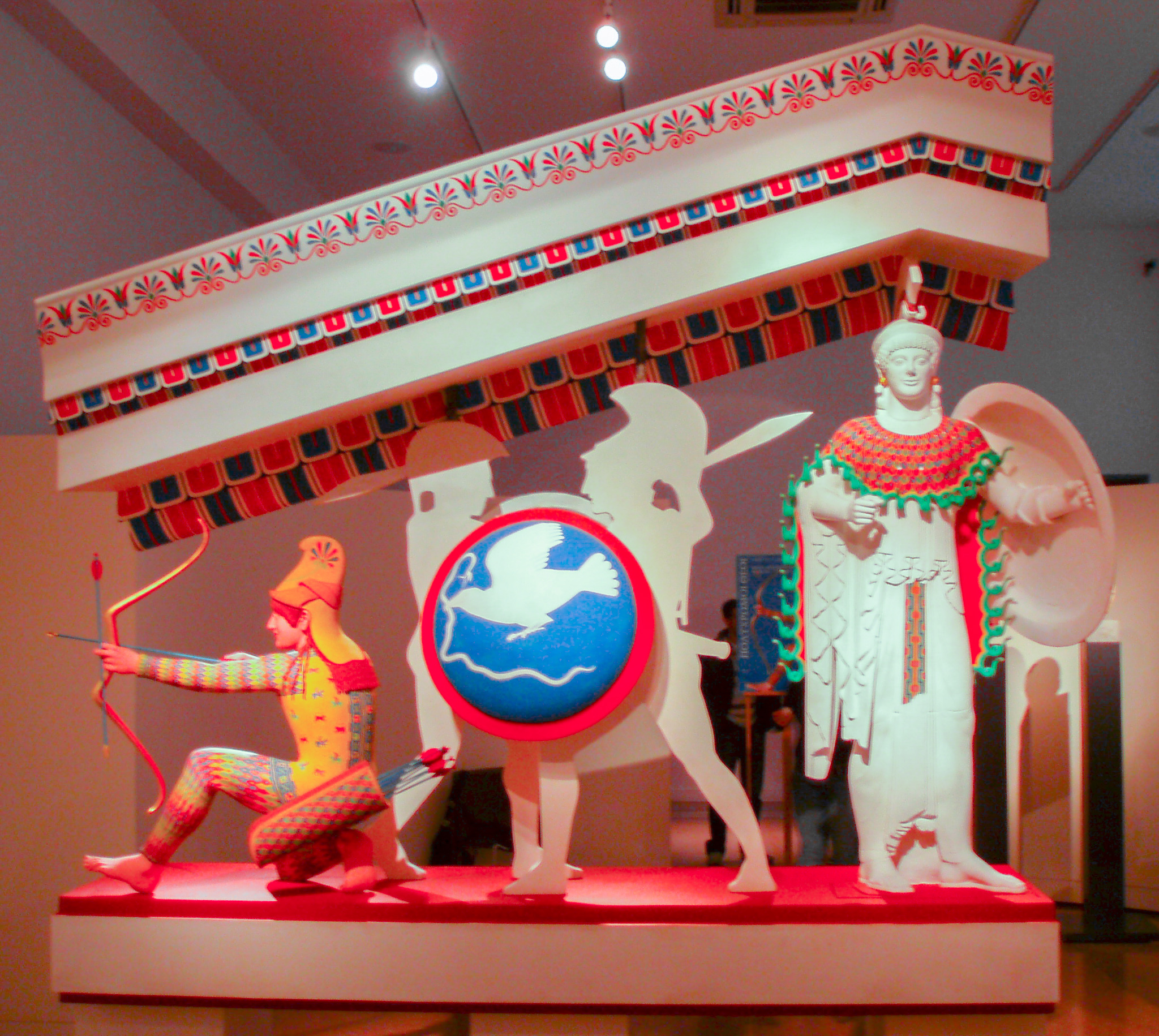
Reconstrucció del probable aspecte del frontó occidental del Temple d'Afea a Egina (exposició "El color dels déus" -Bunte Götter – Die Farbigkeit antiker Skulptur-).
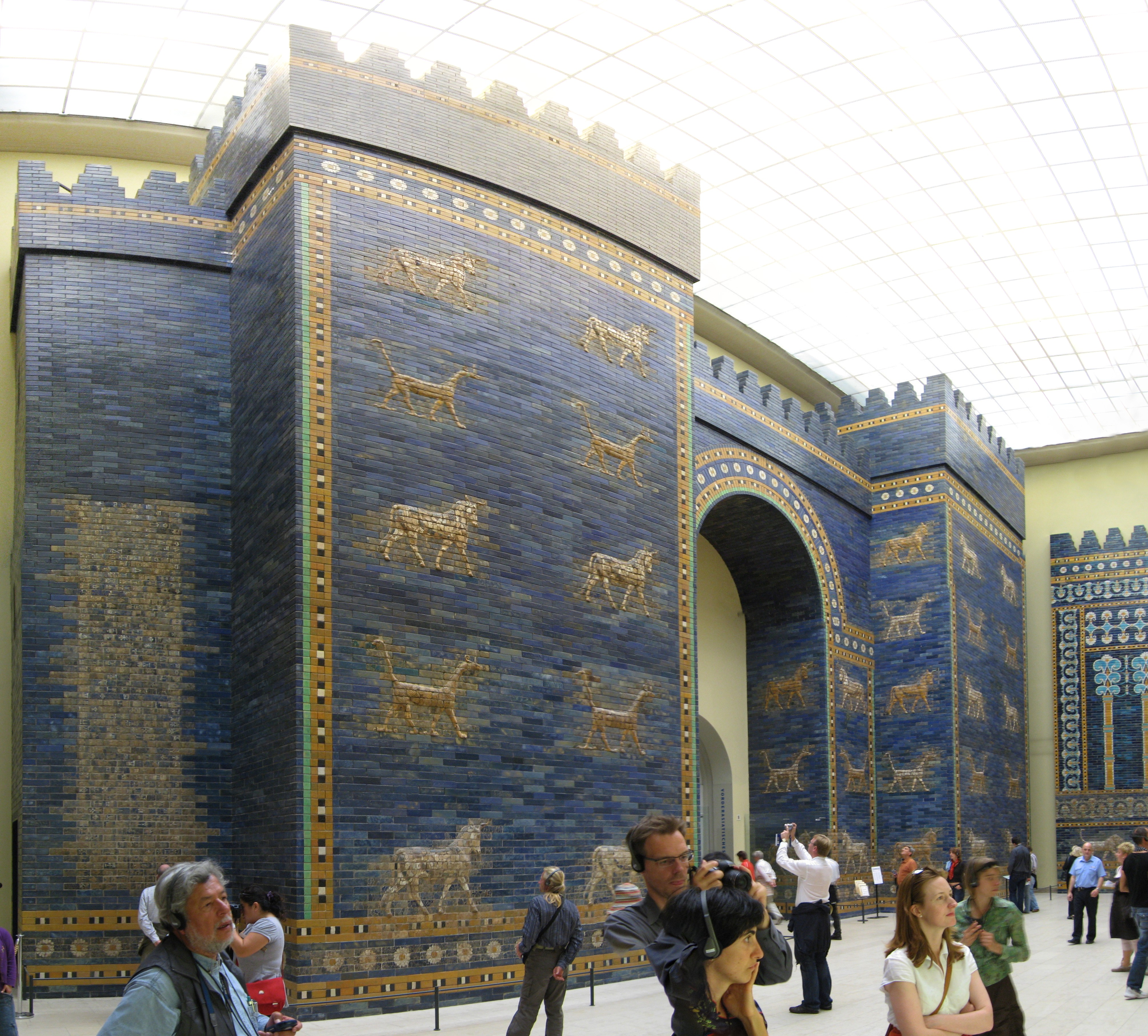
Porta d'Ixtar, Babilònia, 575 ae
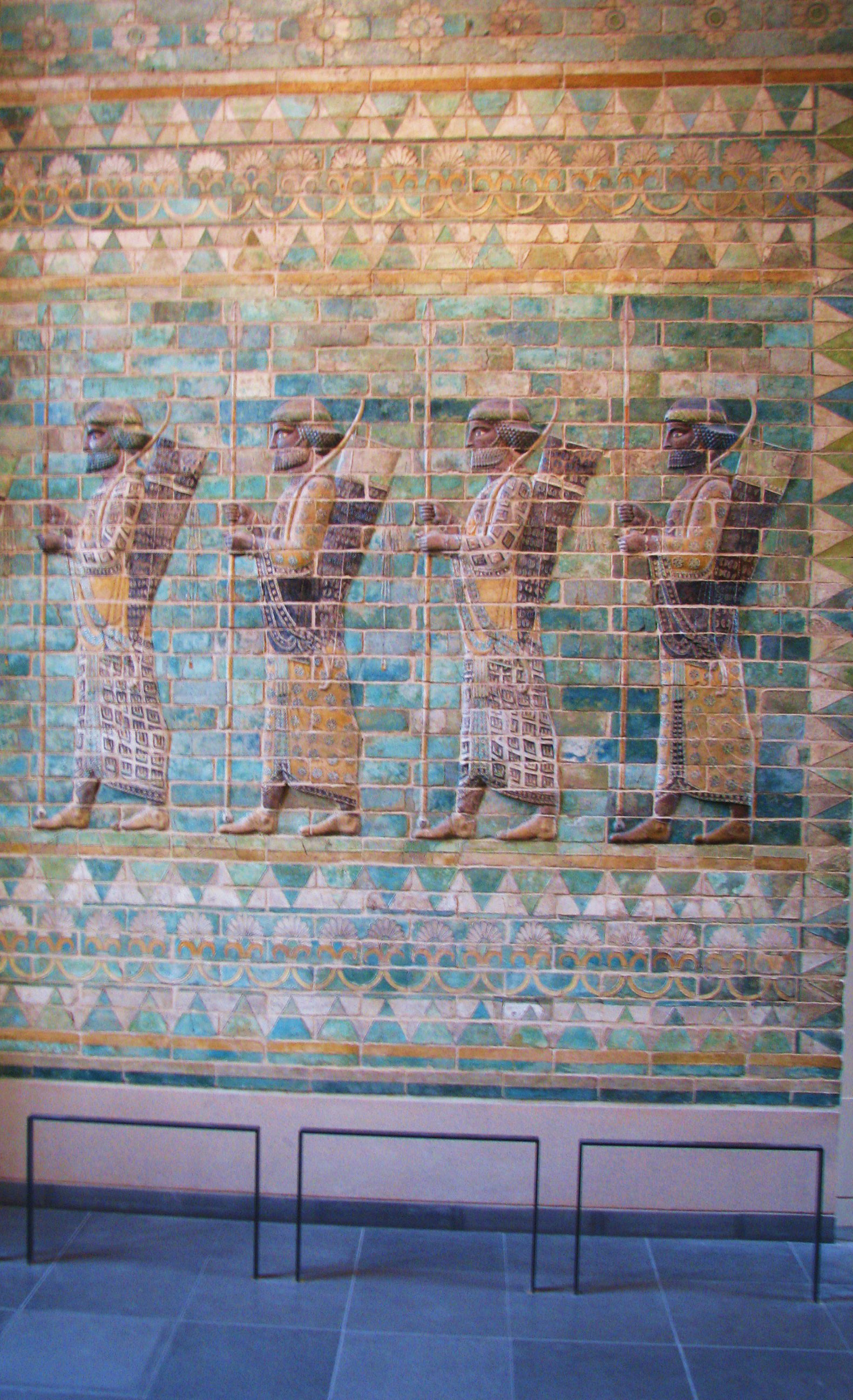
Relleu dels arquers del Palau de Sussa, 510 ae
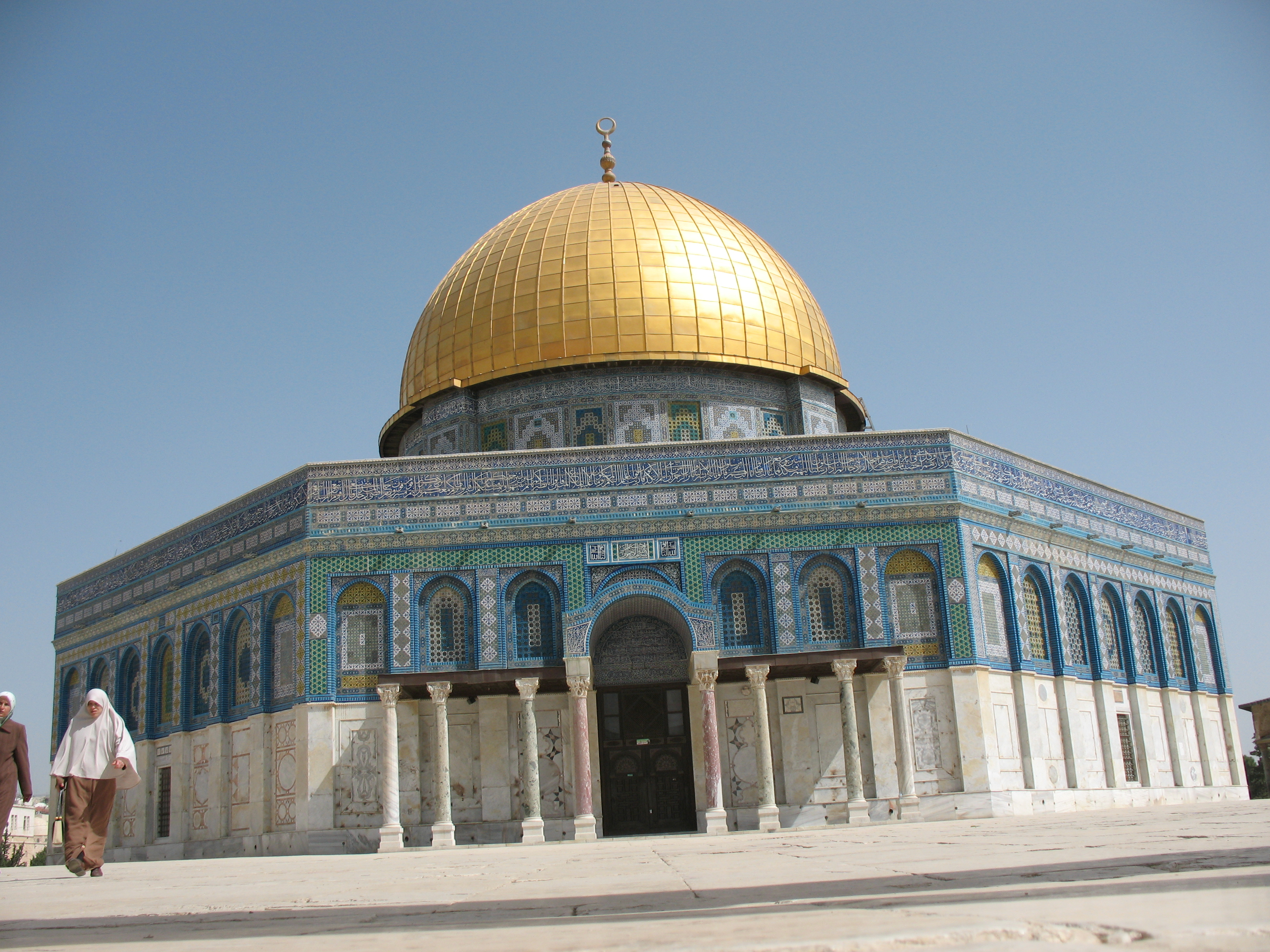
Cúpula de la Roca, Jerusalem, 691
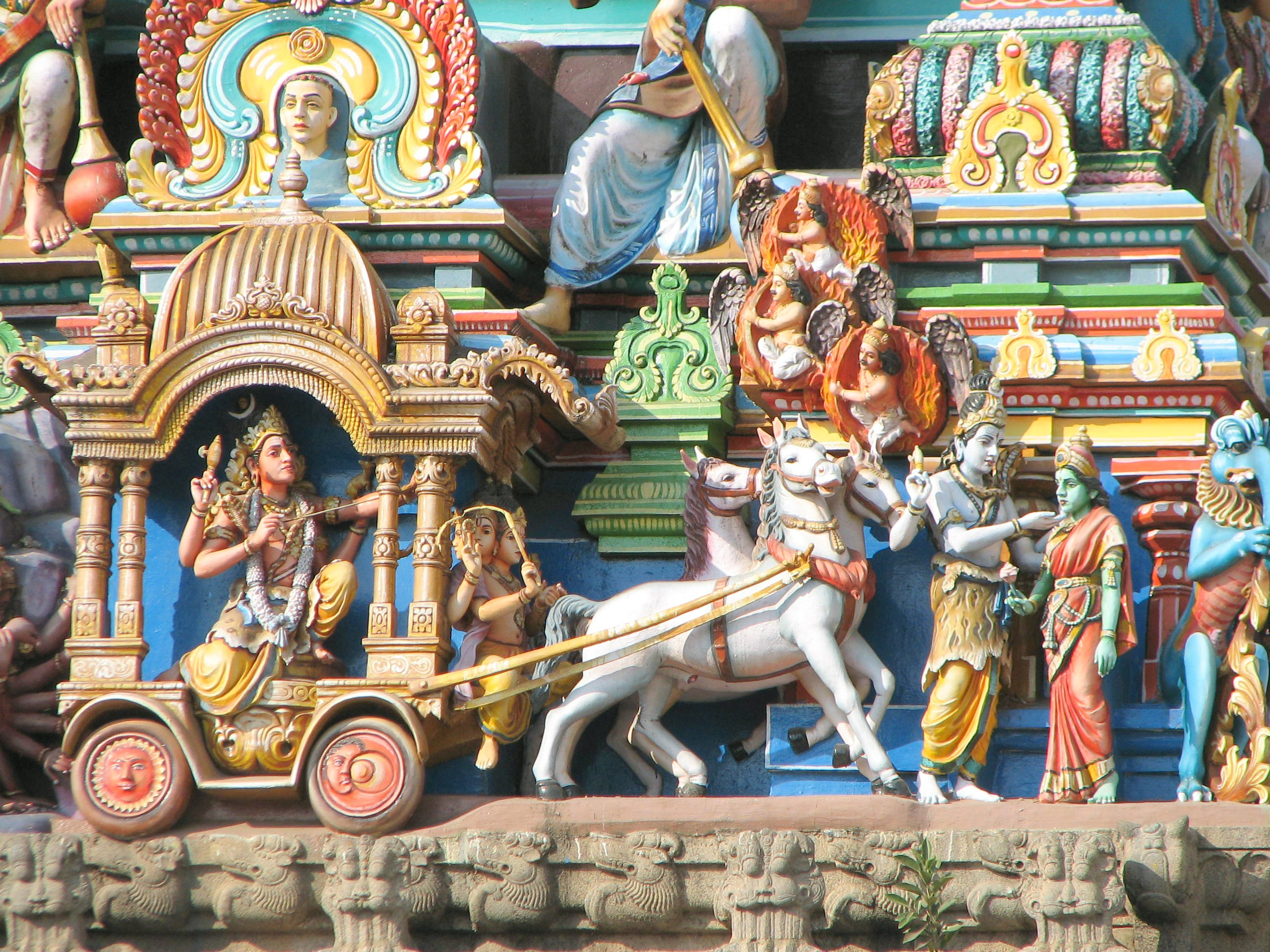
Detall d'un dels gopuram del temple de Meenakshi Amman
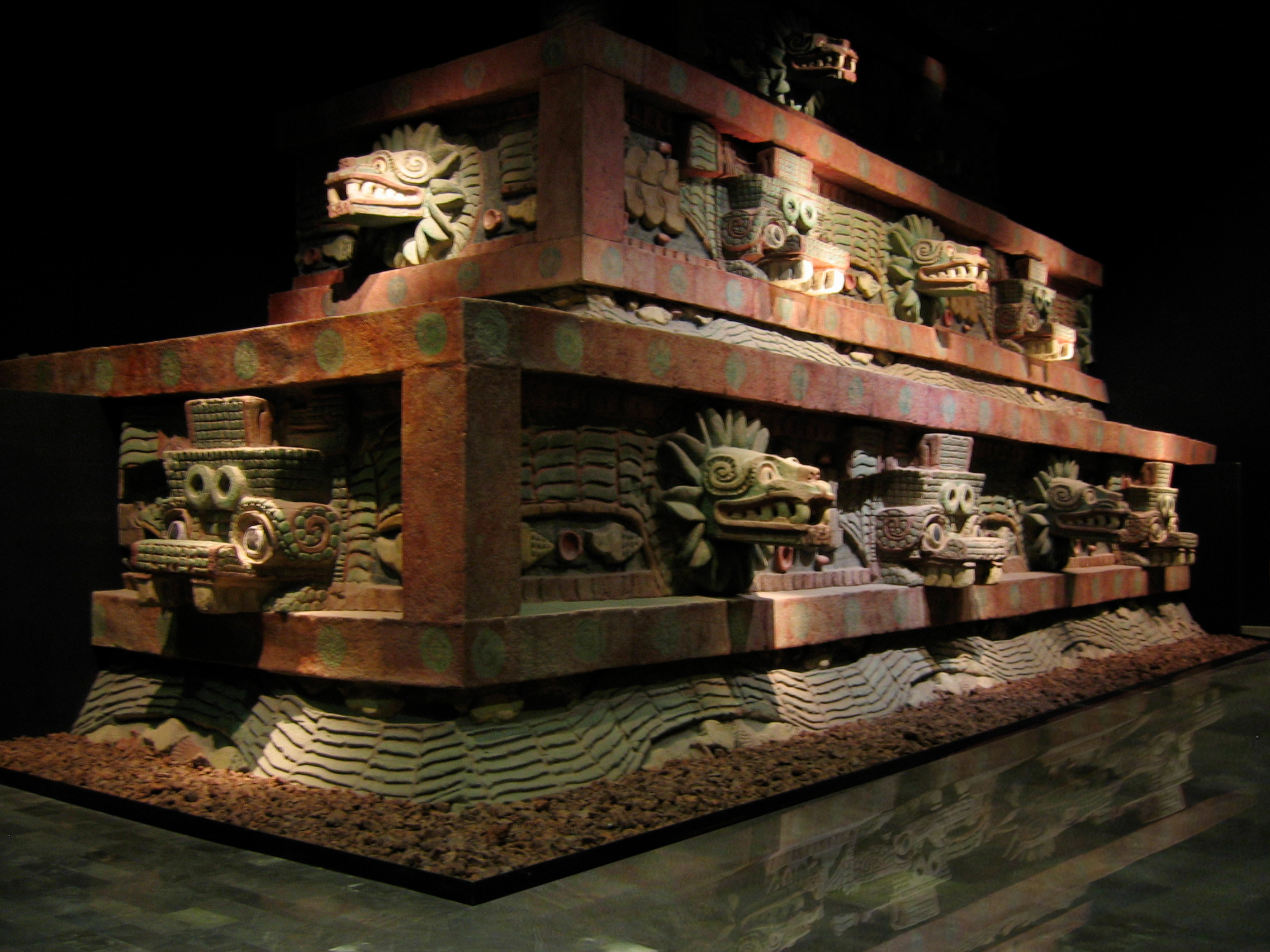
Temple de Quetzalcoatl a Teotihuacán
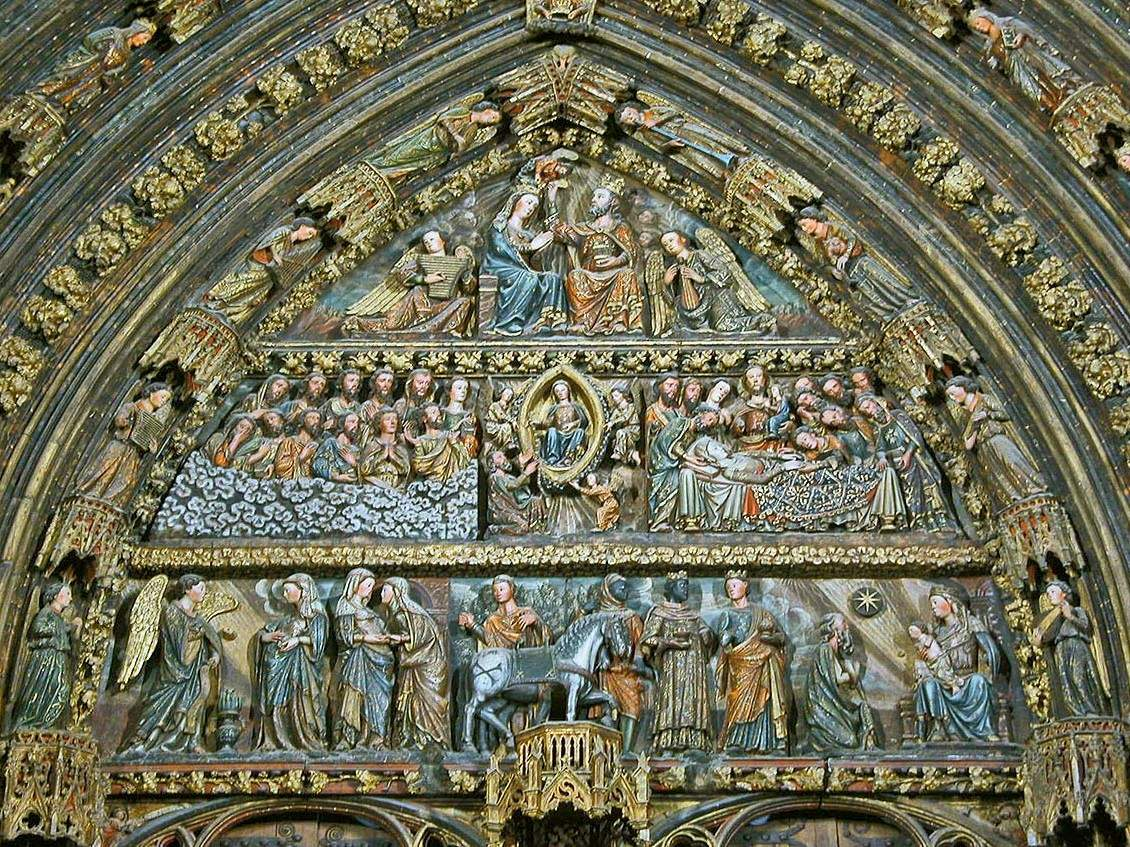
Timpà del pòrtic de l'església de Santa María de los Reyes de Laguardia, s. XIV, amb policromia del XVII
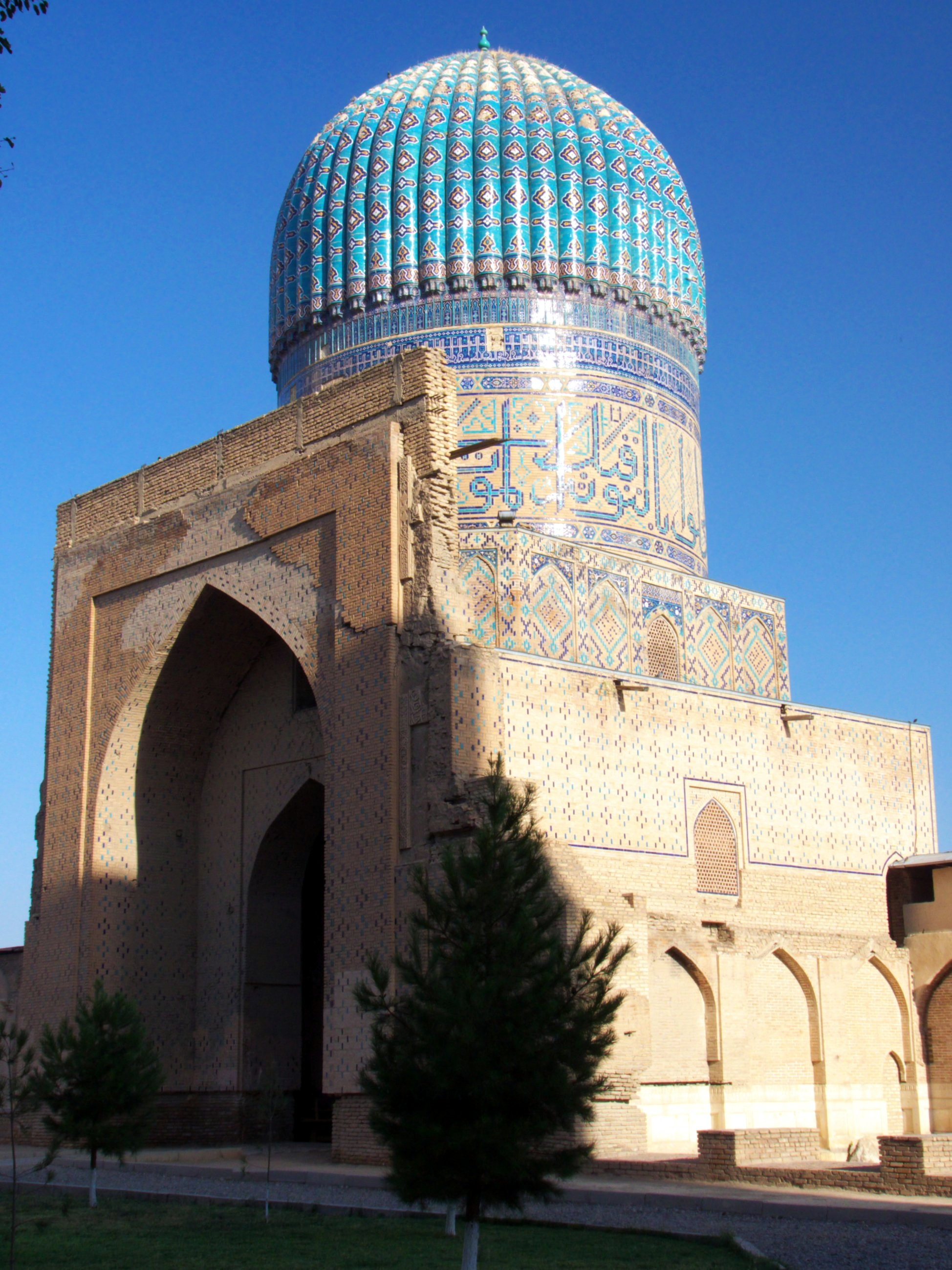
Mesquita de Bibi-Khanym,[13] Samarcanda, 1399-1404
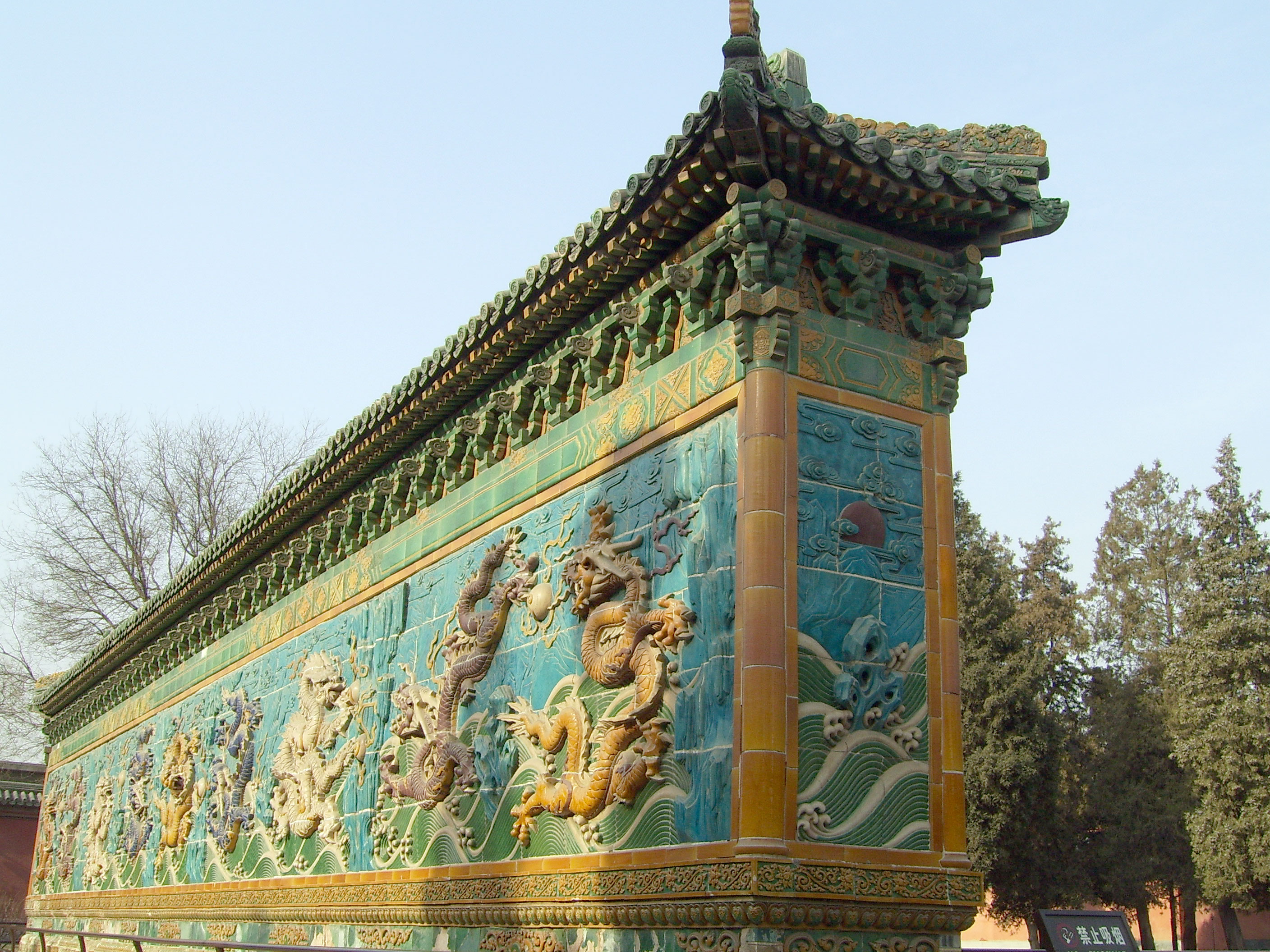
Mur dels nou dracs,[14] Parc Beihai, 1402
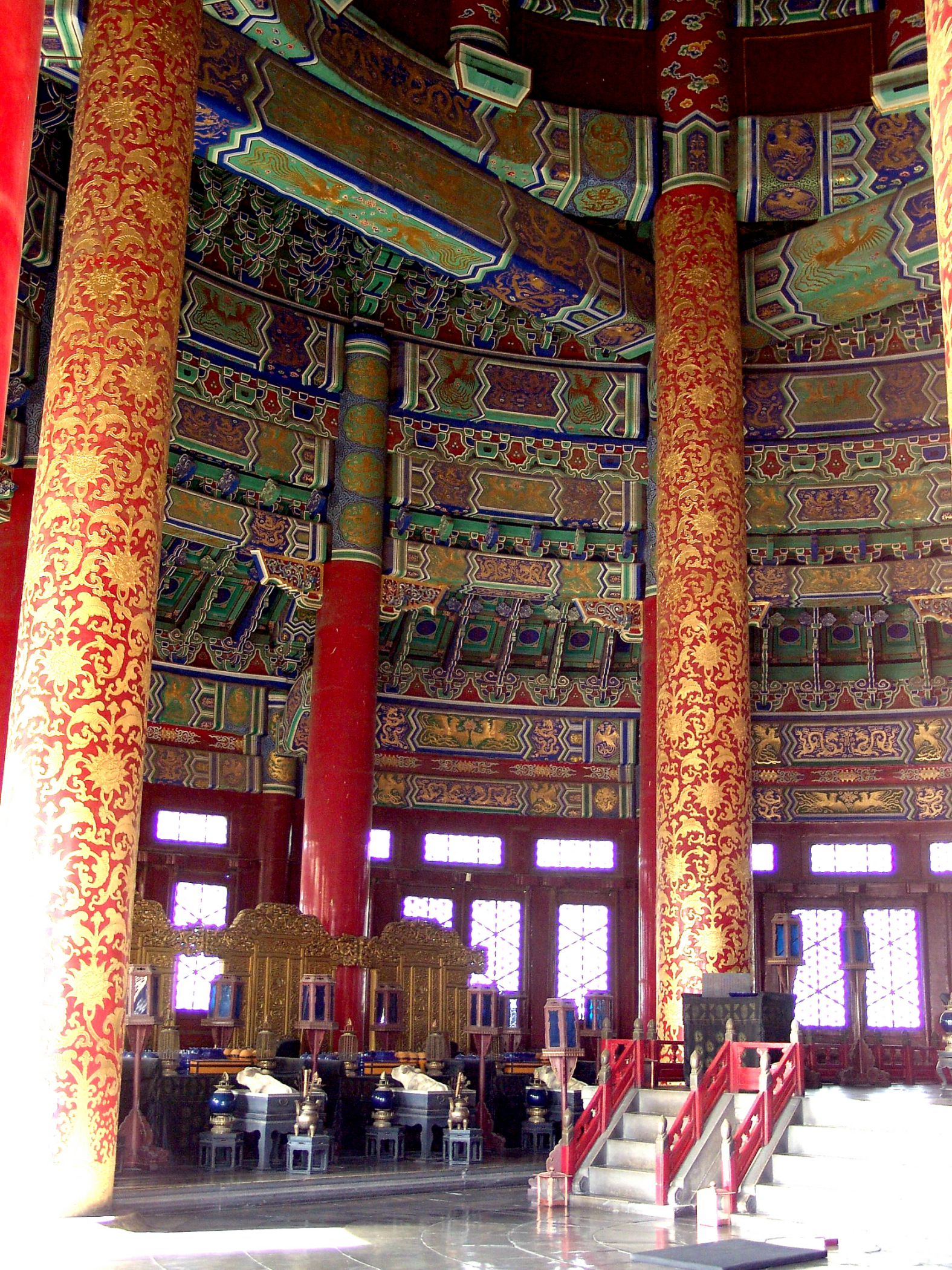
Interior del Temple del Cel, Pequín, 1420
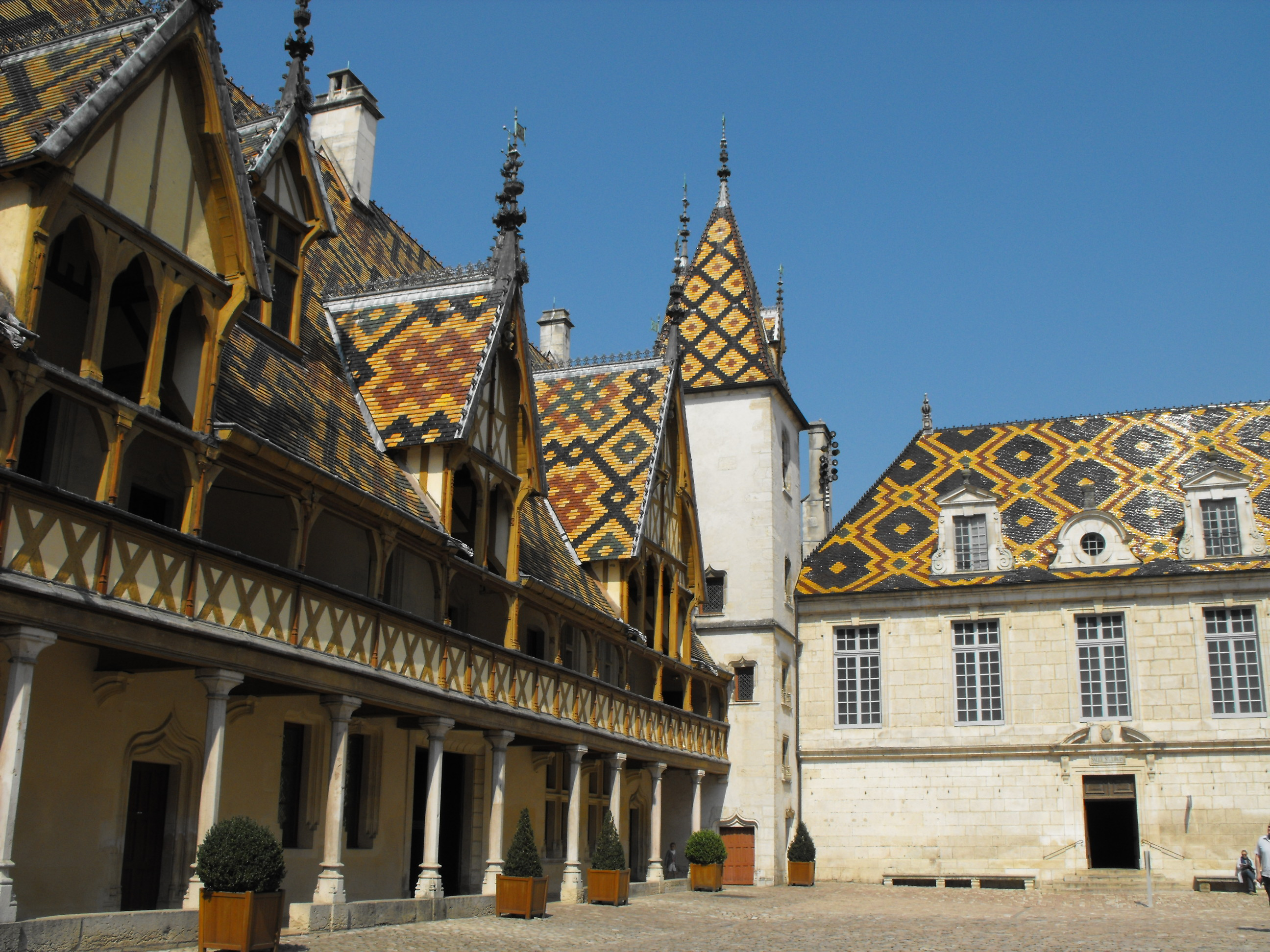
Teulades de l'Hôtel-Dieu de Beaune (França), 1443
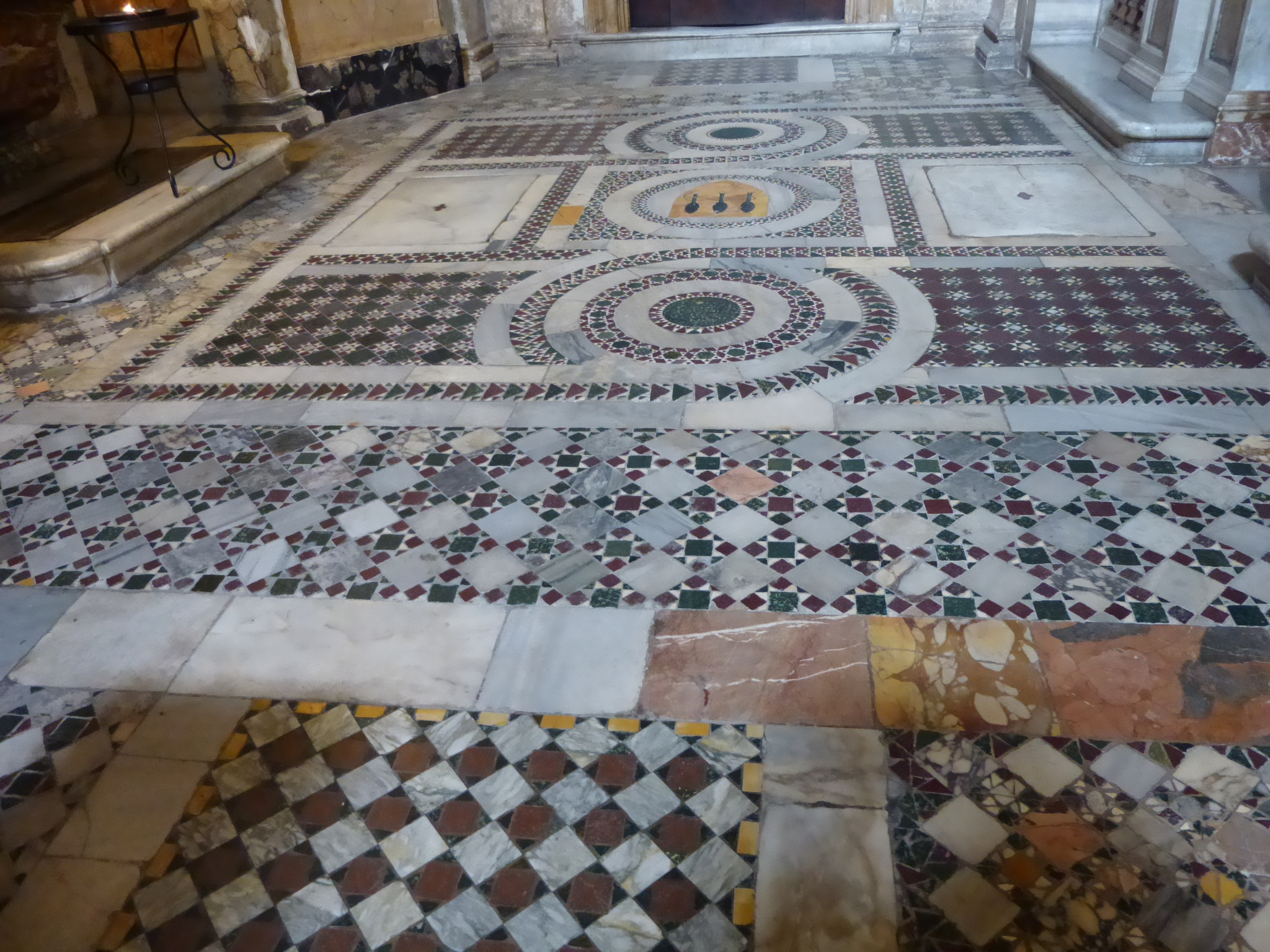
Cosmatesc del paviment del presbiteri de la basílica de Sant Marc (Roma),[15] 1478
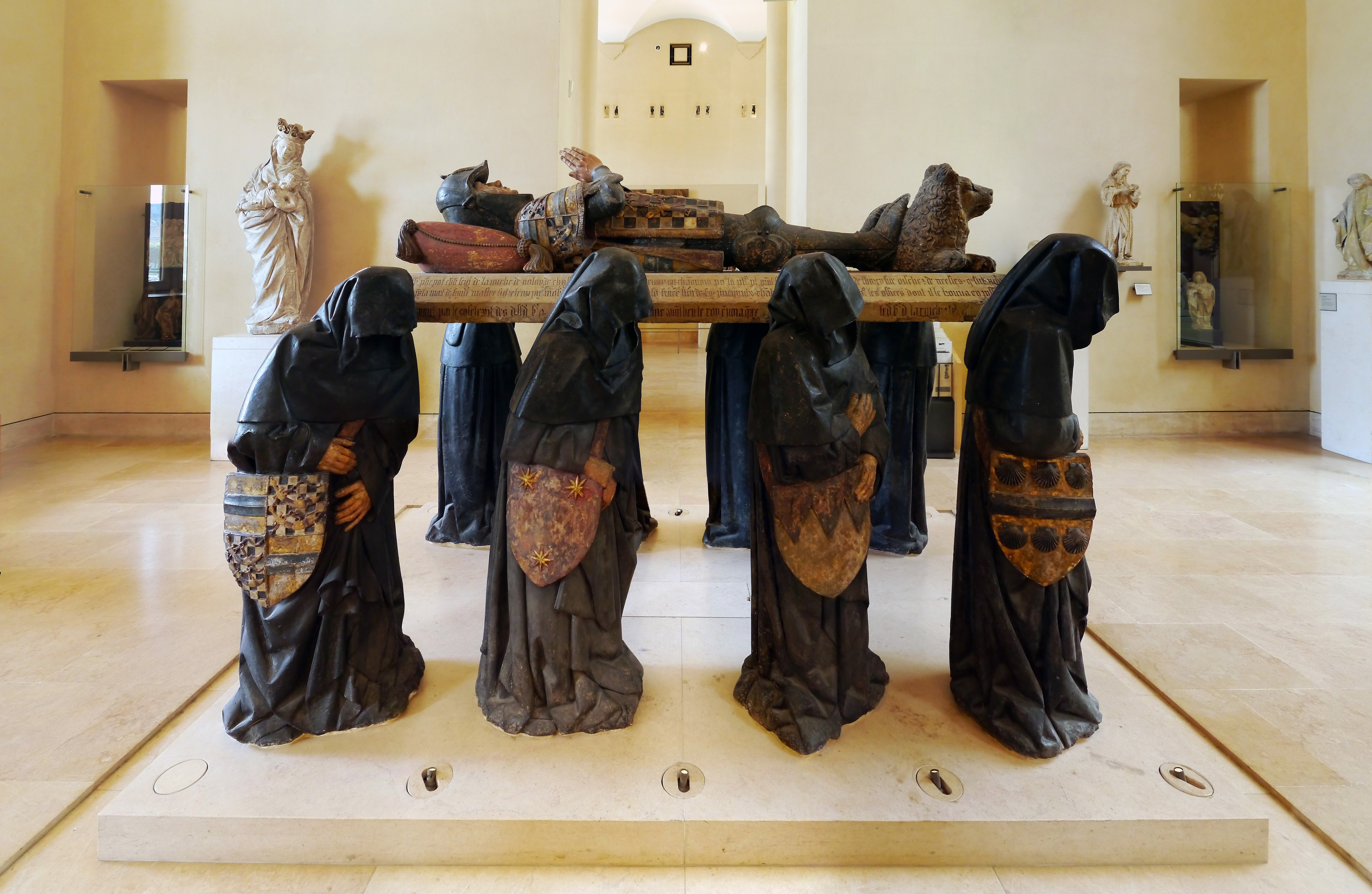
Tomba de Philippe Pot, d'Antoine Le Moiturier, 1494
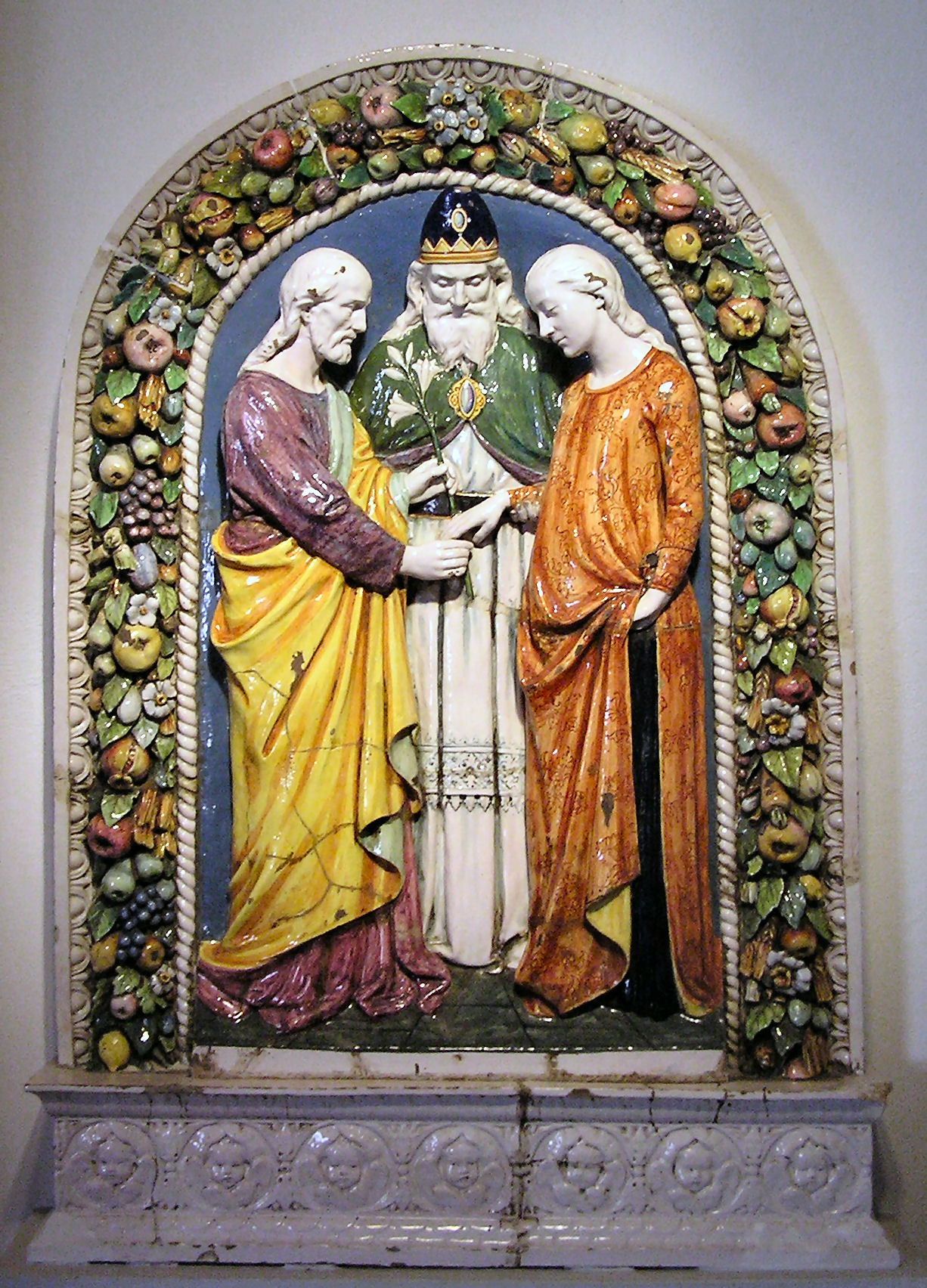
Els desposoris de la Verge d'Andrea della Robbia, fi del s. XV o començ del XVI
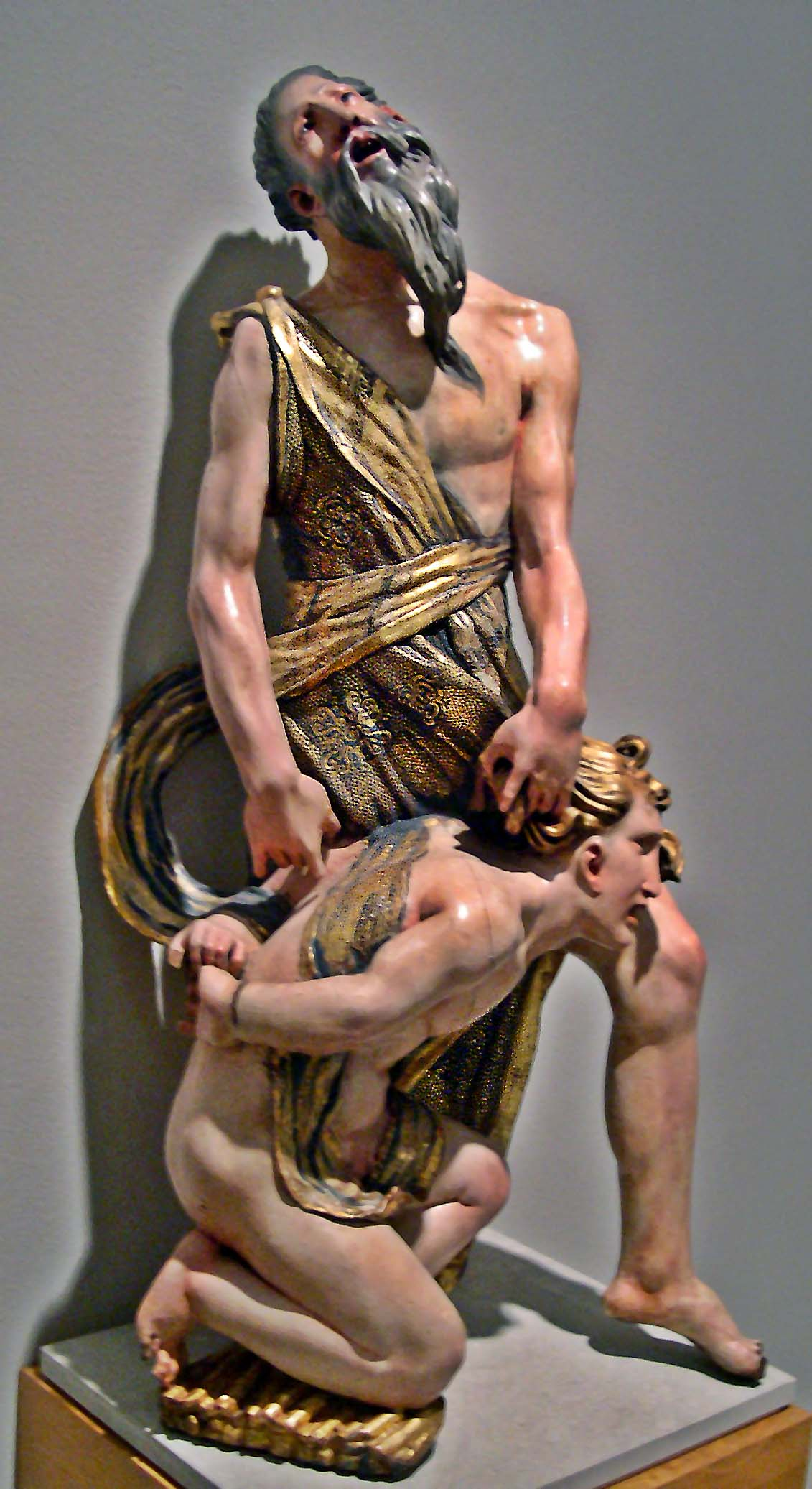
Sacrifici d'Isaac, part del Retaule de San Benito el Real, d'Alonso Berruguete, 1527-1532
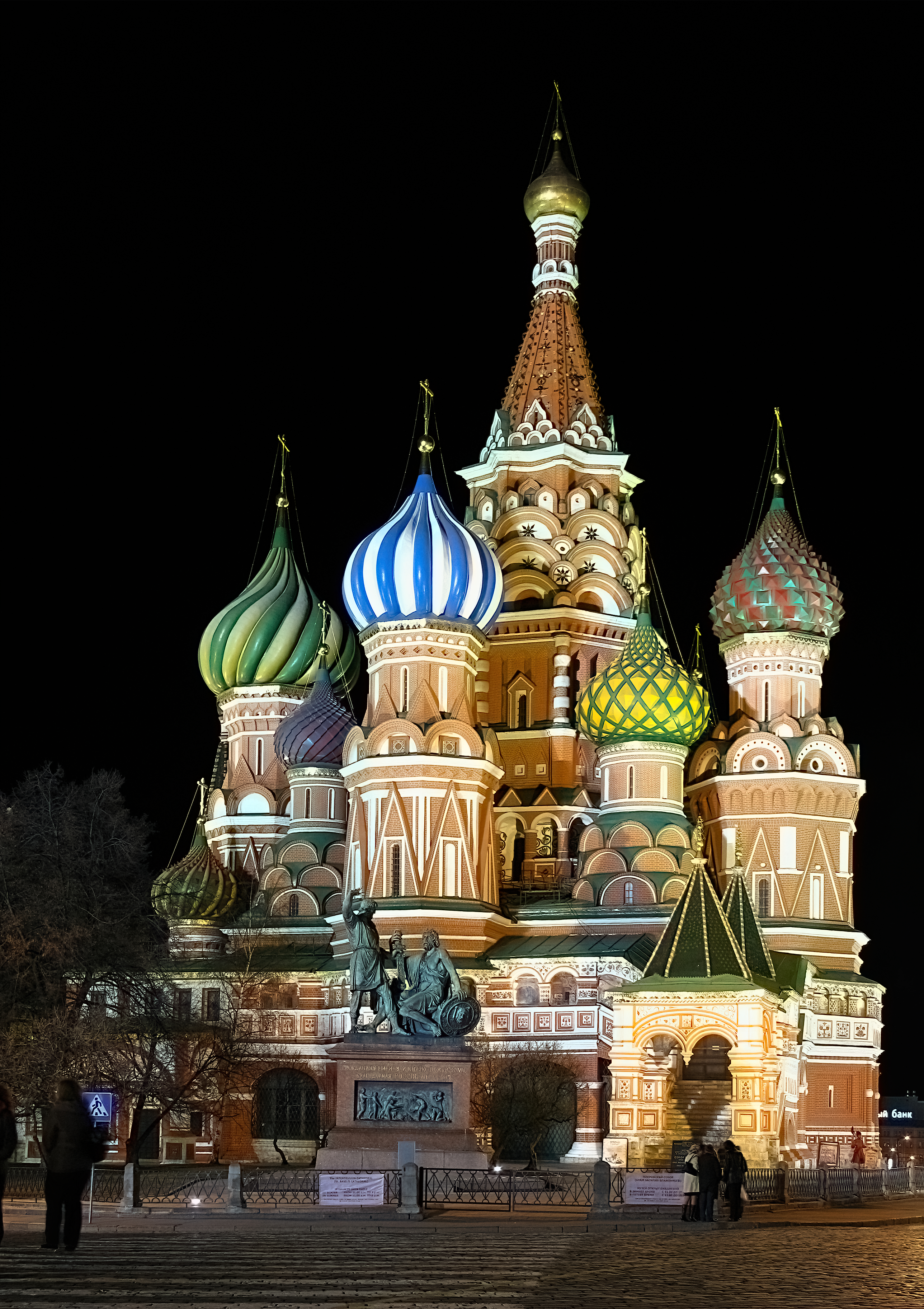
Catedral de Sant Basili, Moscou, 1555-1561
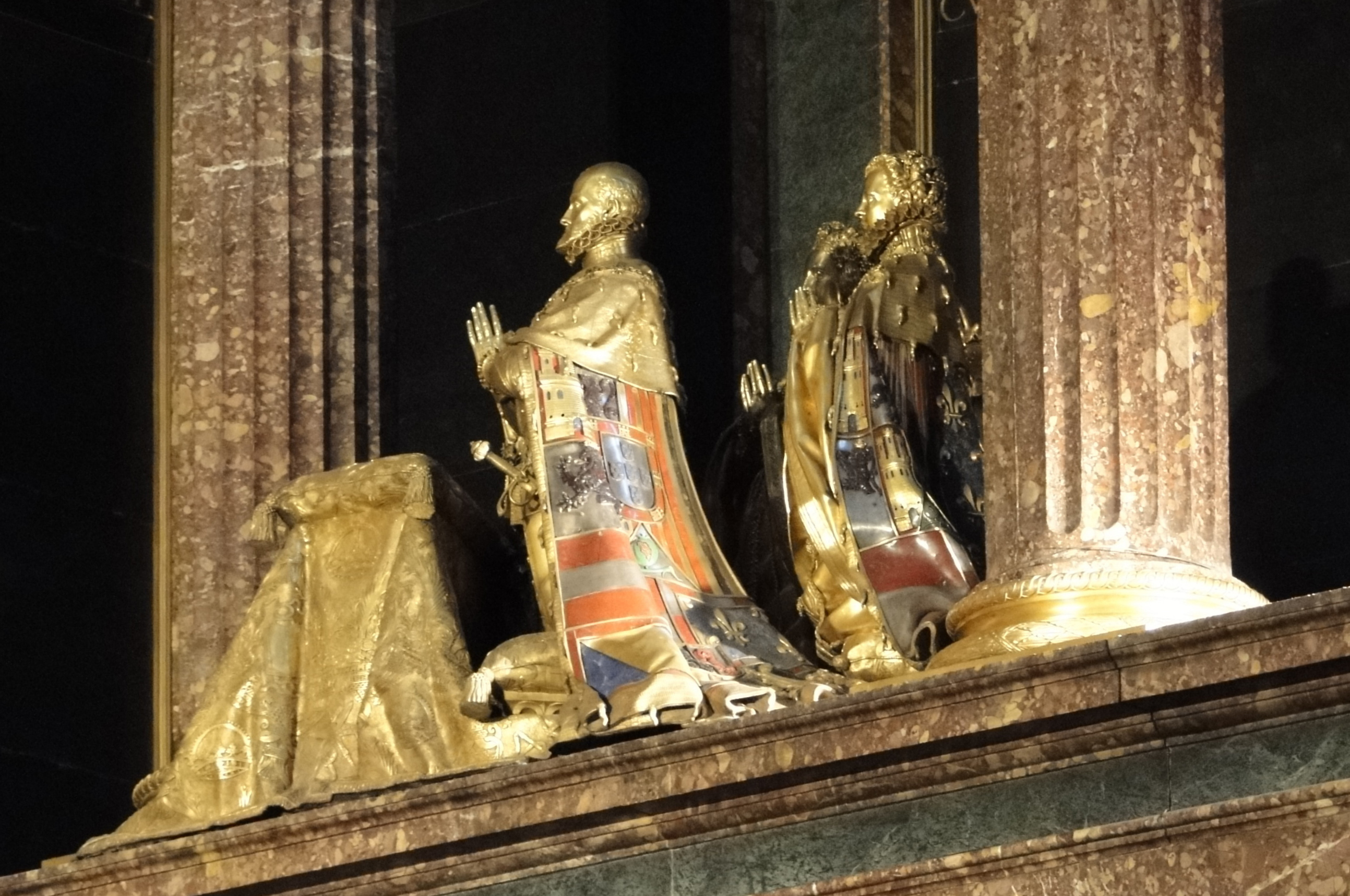
Cenotafi de Felip II a la basílica d'El Escorial, de Leone Leoni i Pompeo Leoni, 1587
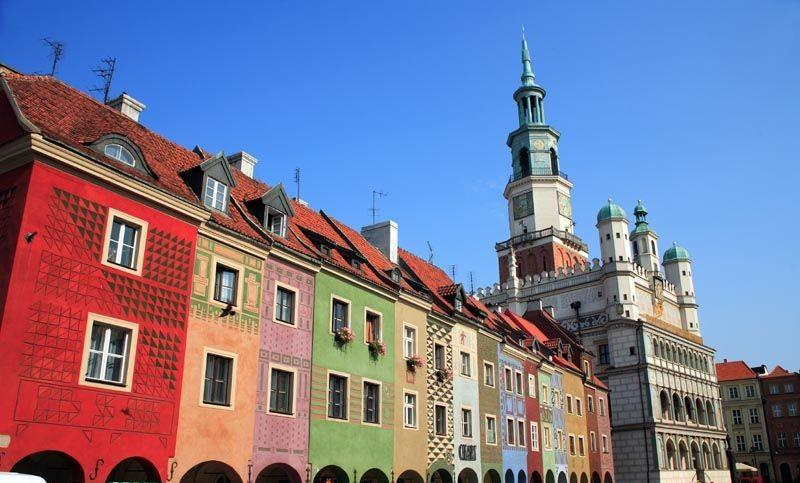
Façanes a Poznan (Polònia)
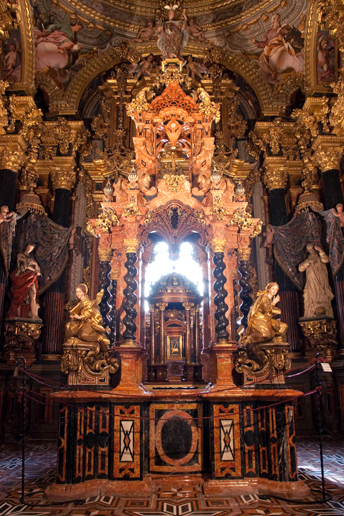
Sagrari de la Cartoixa de Granada, de Francisco Hurtado Izquierdo, 1709-1720
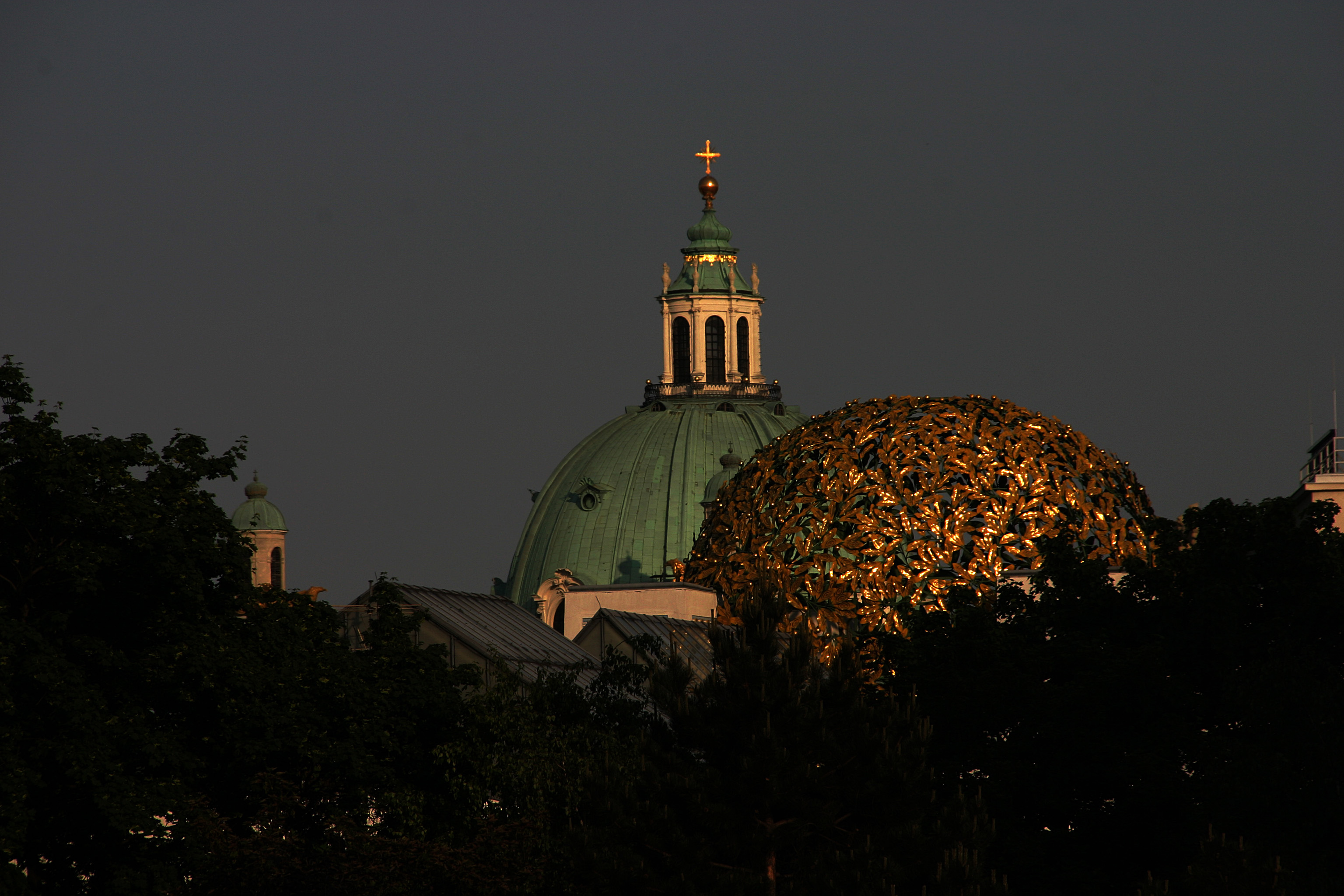
Cúpules dels edificis de la Karlskirche (Johann Bernhard Fischer von Erlach, 1737) i del Secessionsgebäude (Joseph Maria Olbrich, 1898) a Viena
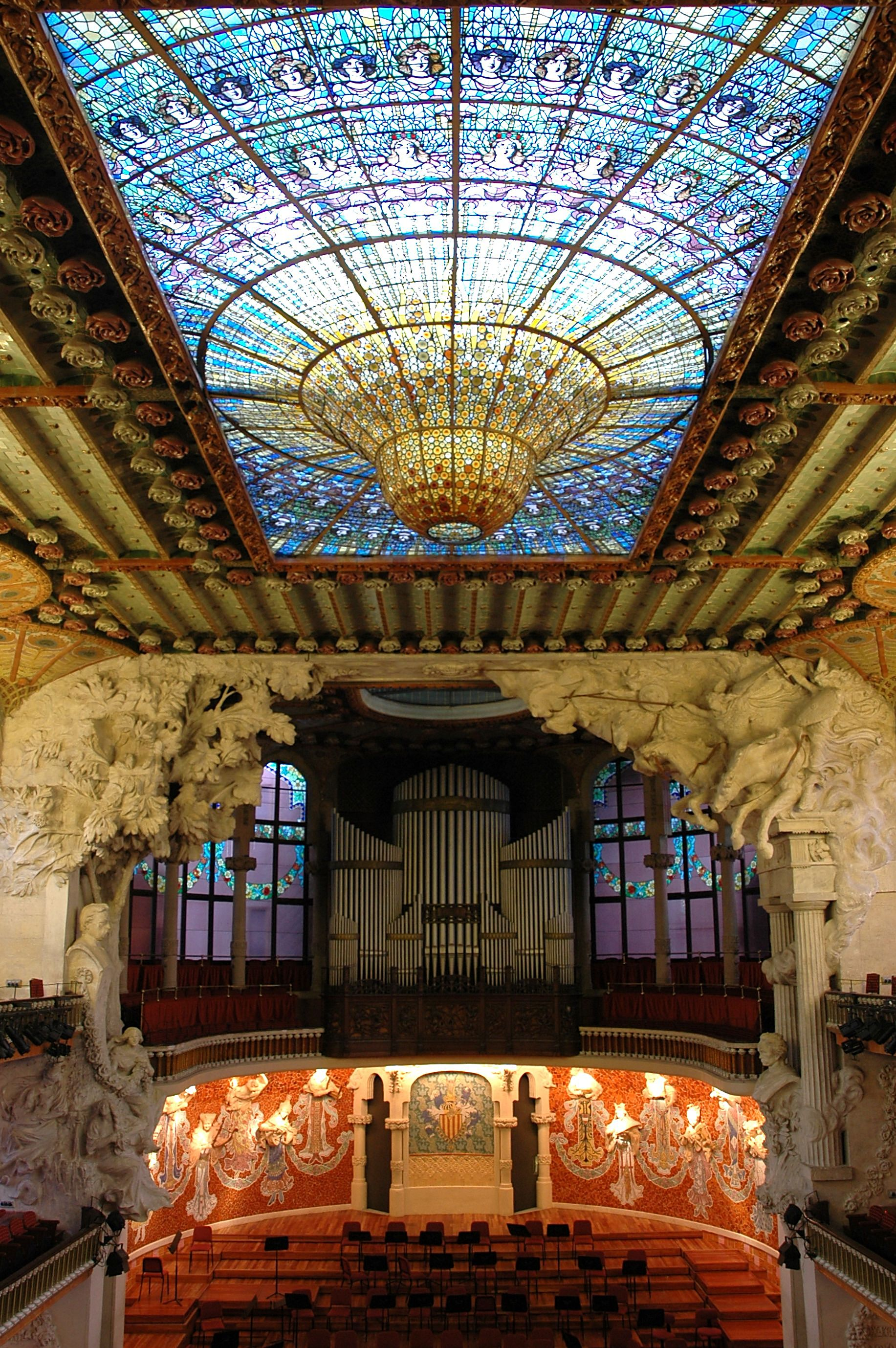
Palau de la Música Catalana, Lluís Domènech i Montaner, 1905-1908
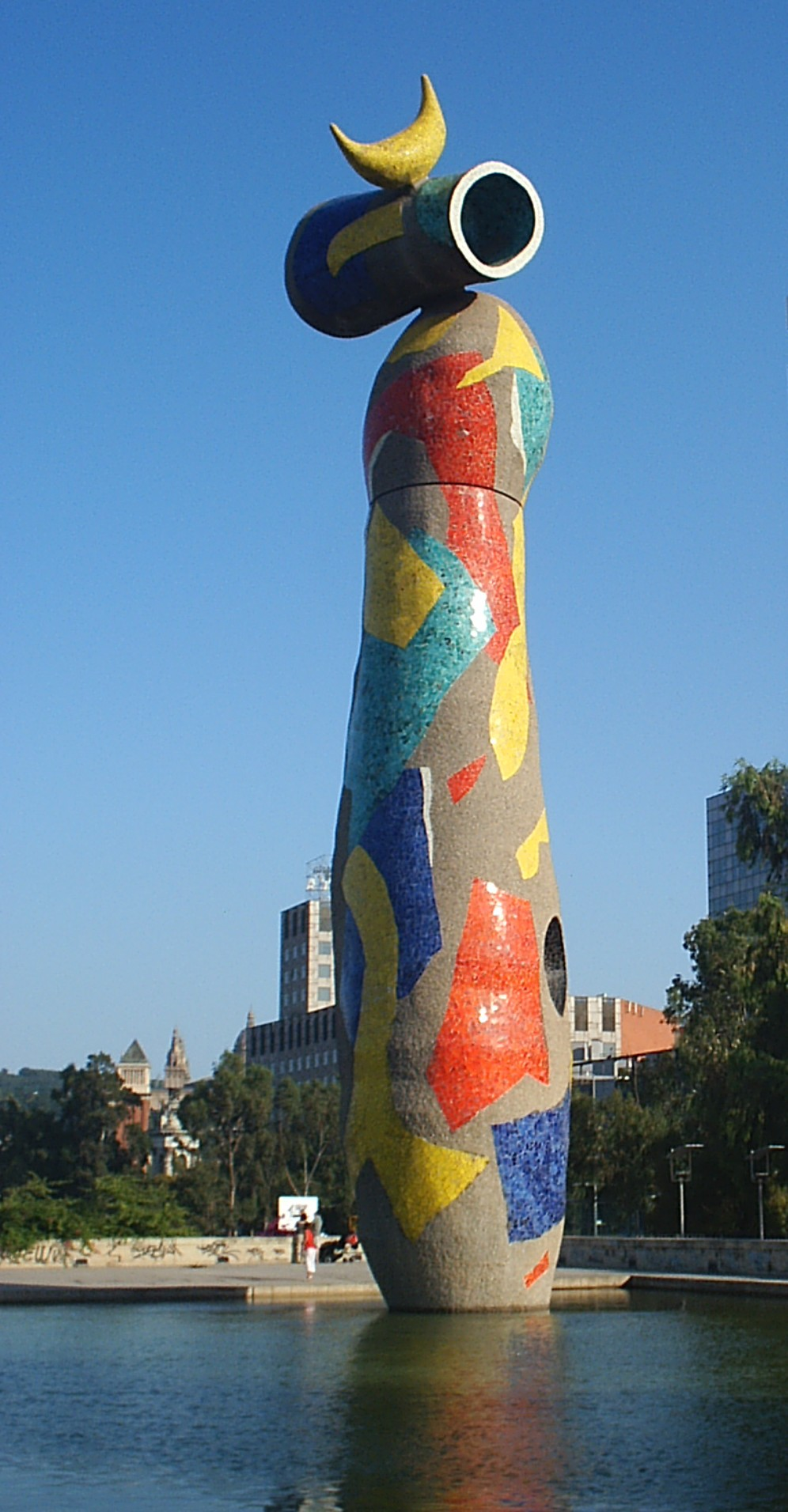
Dona i ocell, de Joan Miró, 1983
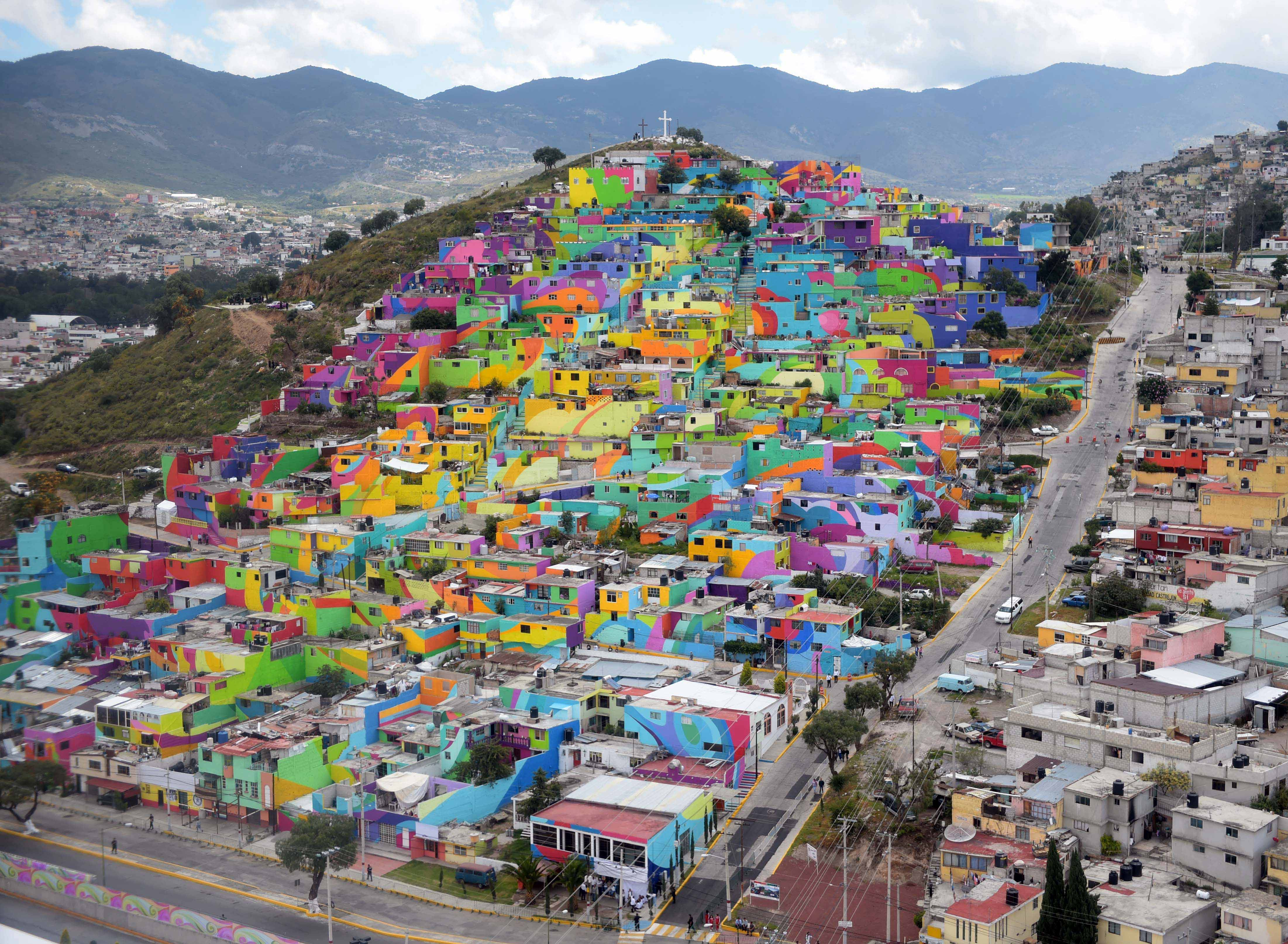
Macromural de Pachuca (Mèxic), 2015

En l'art i l'artesania popular l'ús del color respon tant a qüestions pragmàtiques (utilitat i disponibilitat dels materials i pigments) com a plantejaments tradicionals. En l'arquitectura popular, la necessitat d'utilitzar els materials locals o el costum de pintar de diferents i vius colors les façanes existeix en diferents llocs. El resultat són veritables "pobles de colors".

Quant a les arts aplicades, menors o decoratives, des de la tapisseria tradicional fins al modern disseny, la presència del color és fonamental.
Arts aplicades, menors o decoratives

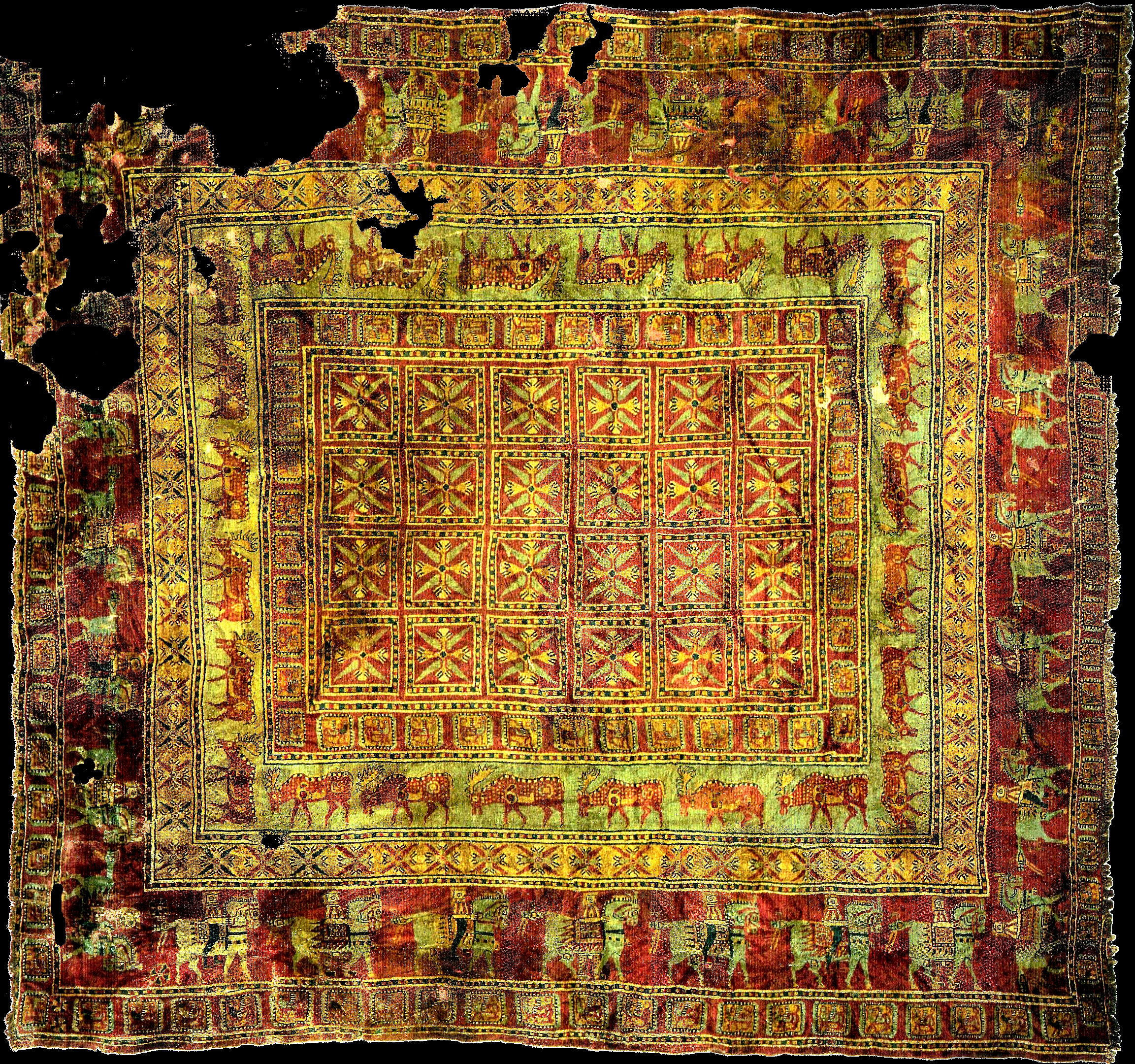
Estora Pazyrik,[18] ca. 400 de (antecedent de les Estores perses)
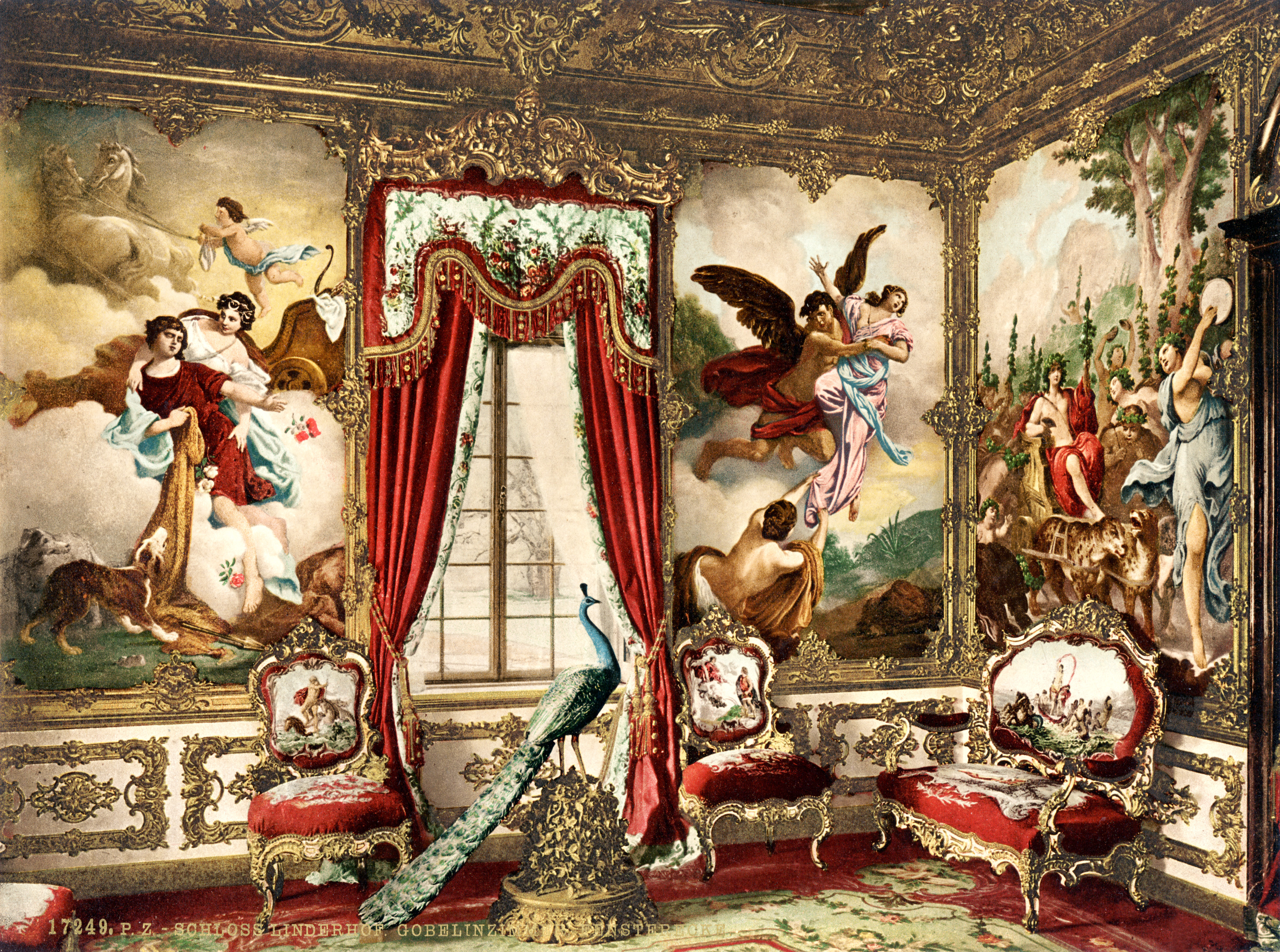
Saló de tapissos de Gobelins del palau de Linderhof, ca. 1895
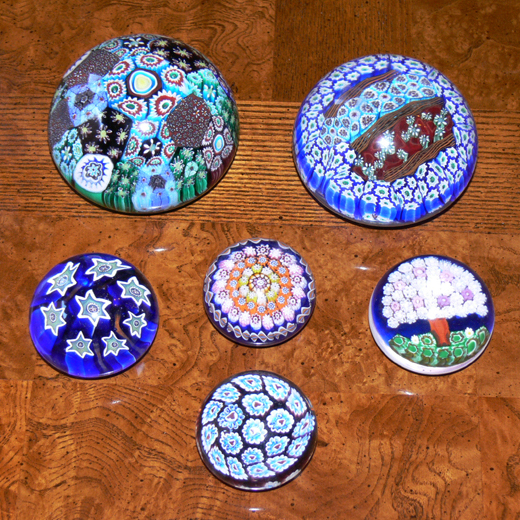
Petjapapers de cristall de Murano
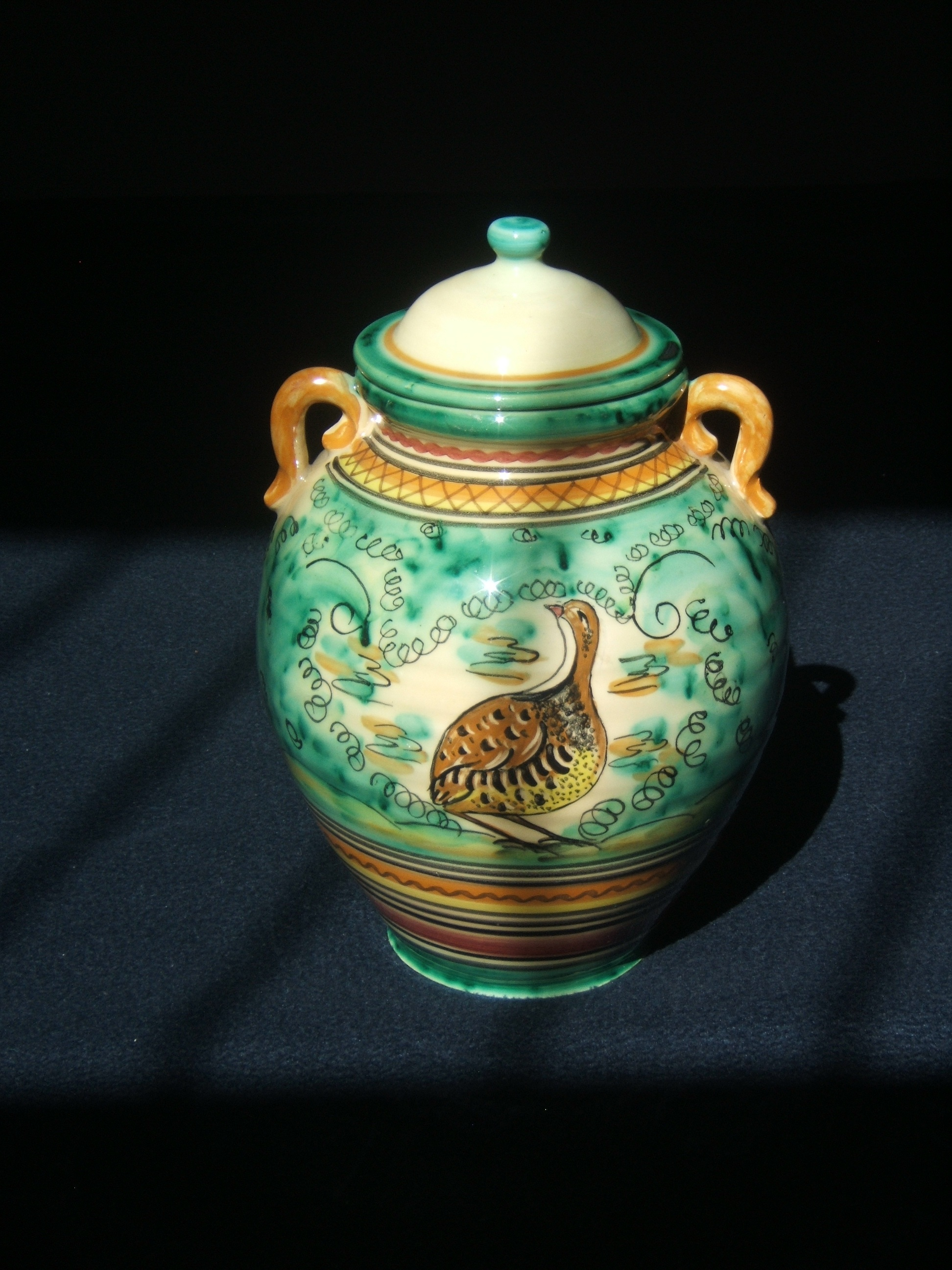
Gerra de terrissa de Puente del Arzobispo
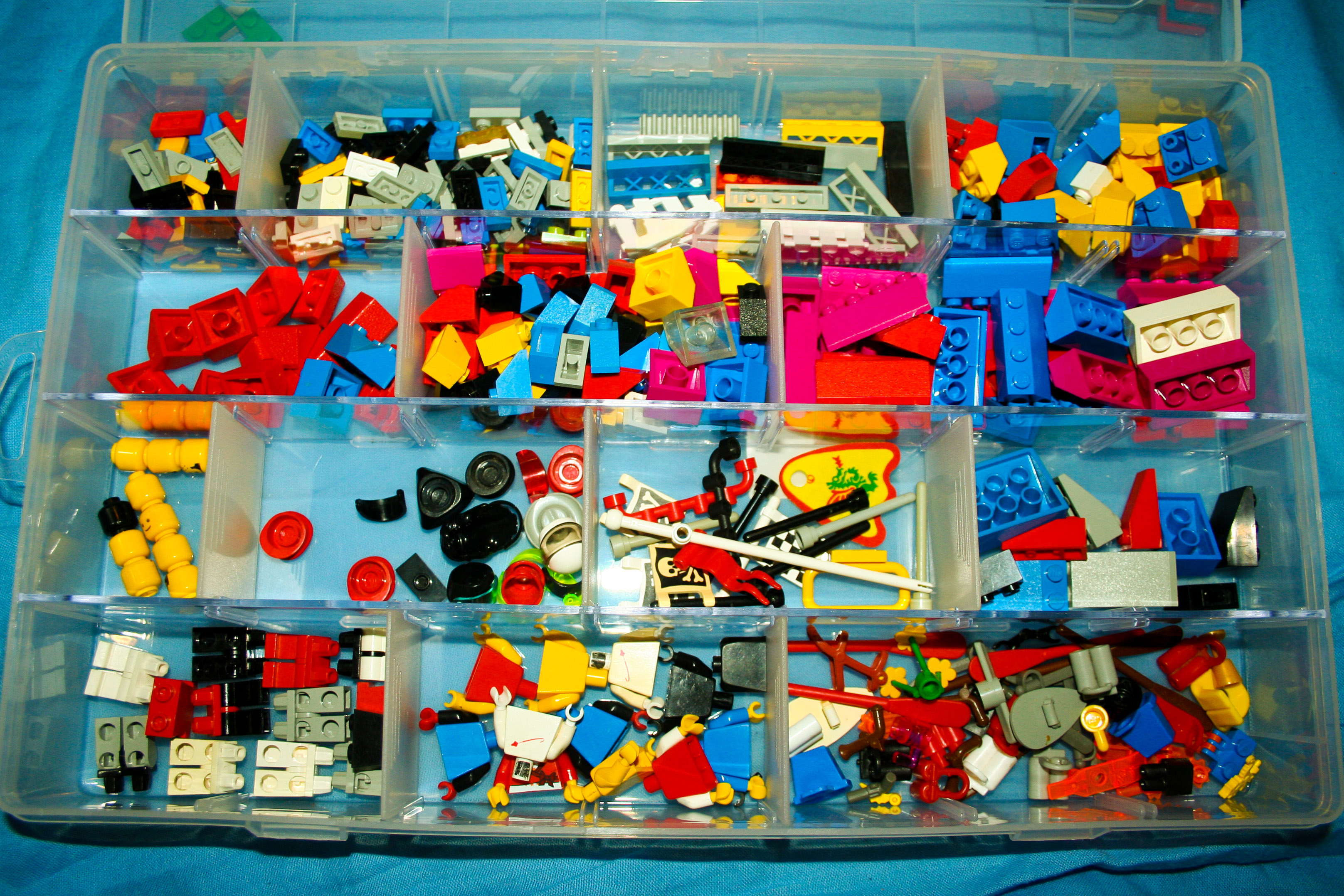
Peces de construcció LEGO, Godtfred Christiansen, 1958
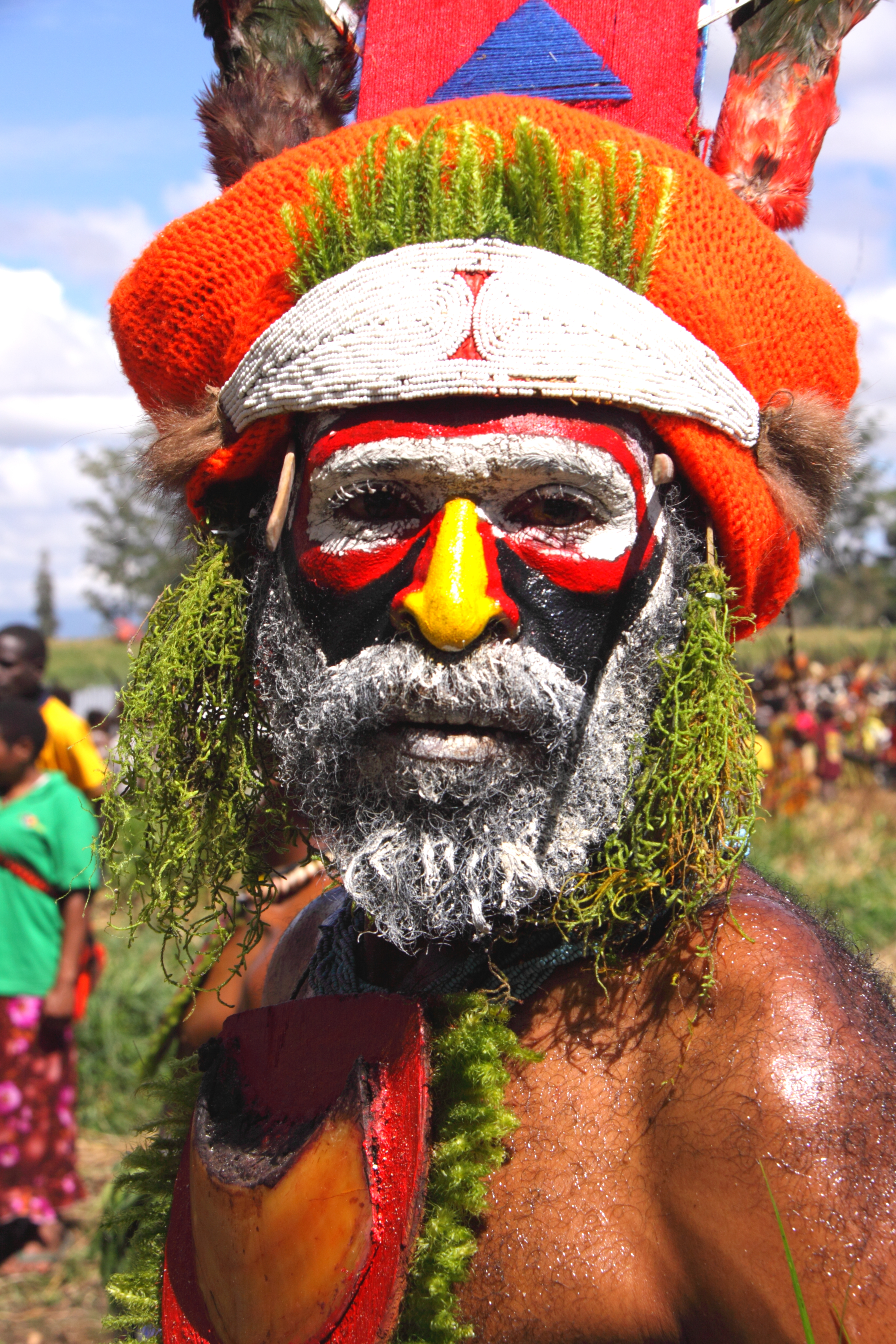
Adorn facial i pentinat a Papua-Nova Guinea
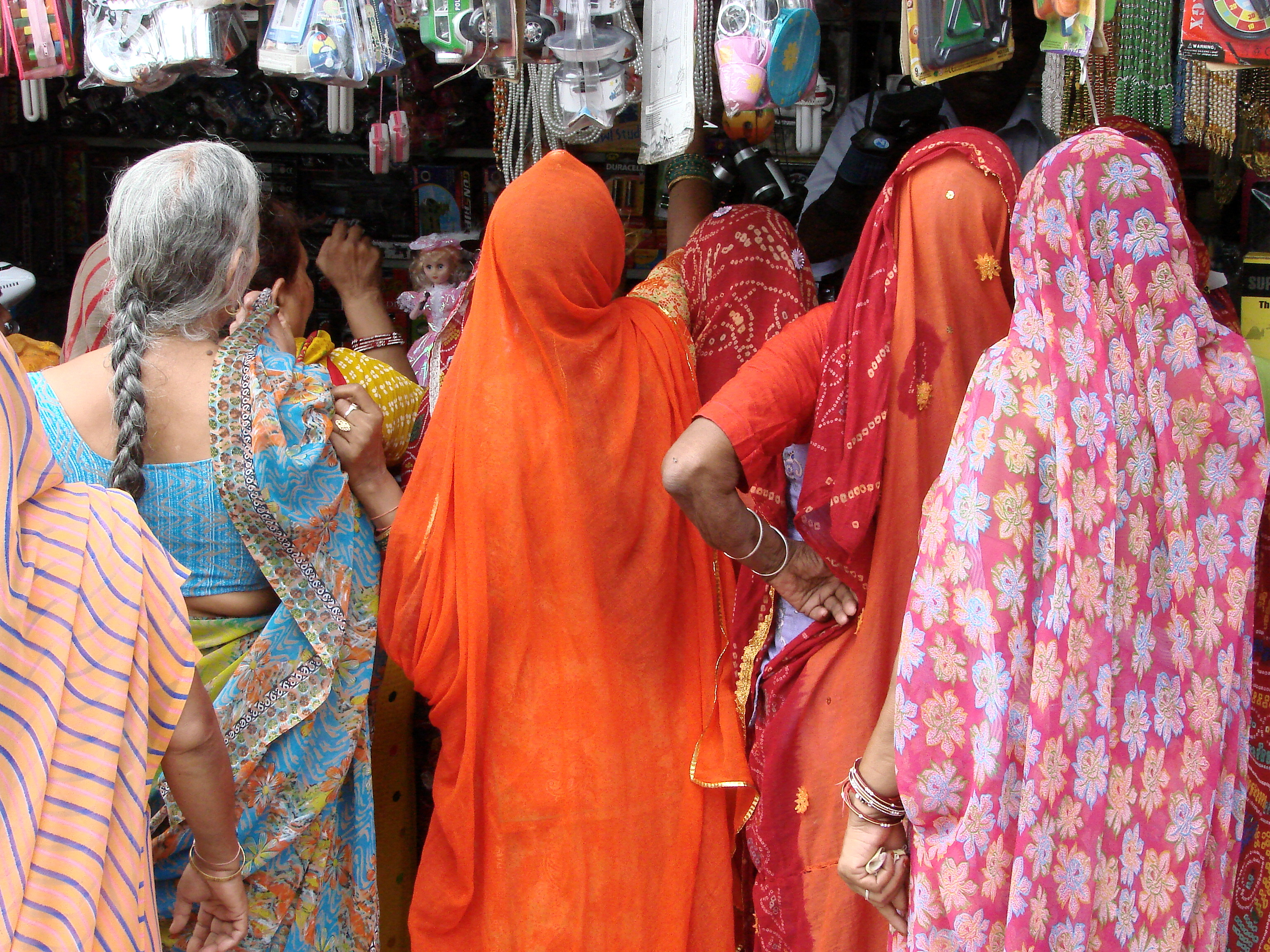
Dones amb sari en un mercat de Kanyakumari (Índia)
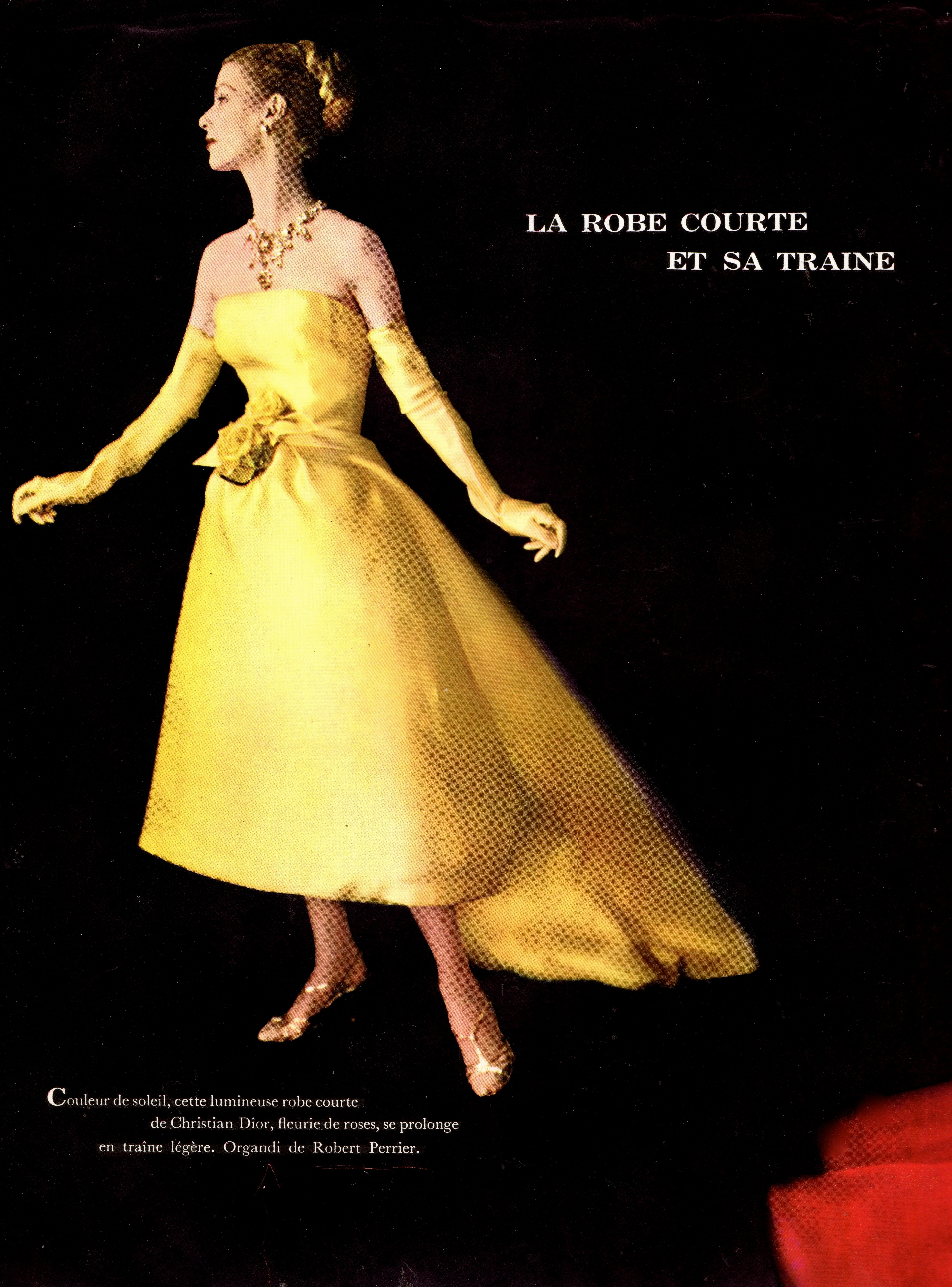
Vestit de Christian Dior
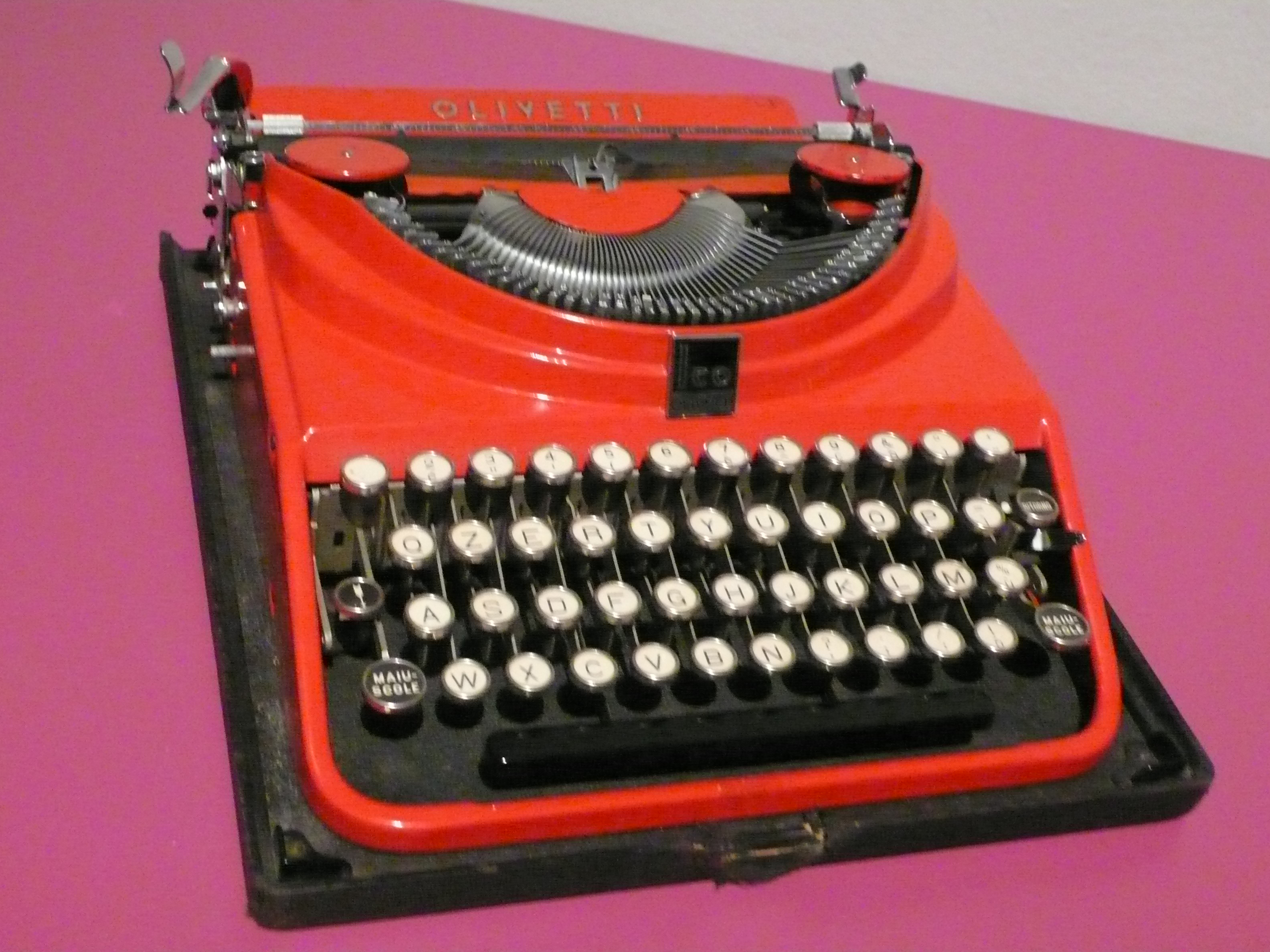
Màquina d'escriure Olivetti MP1
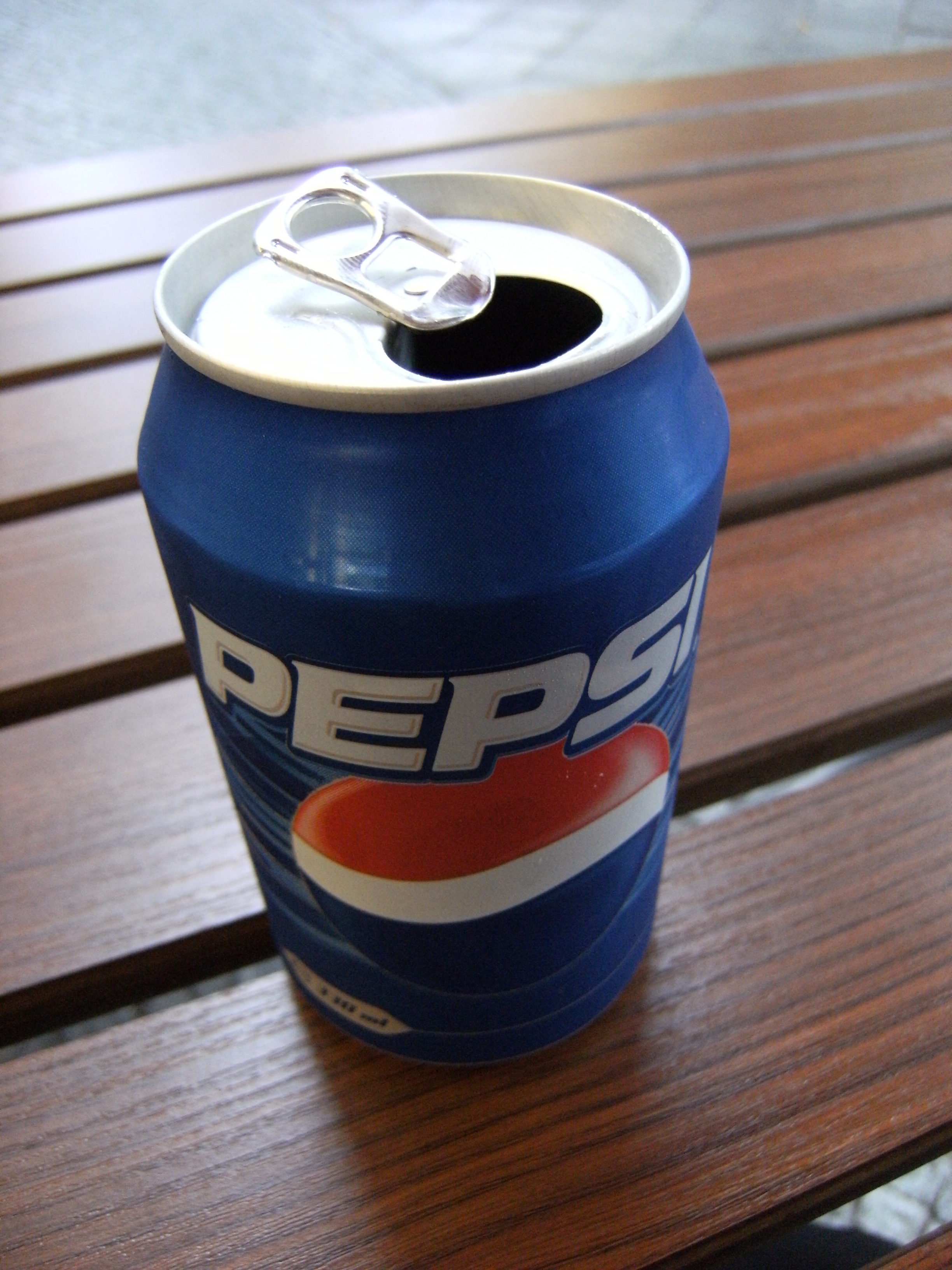
Llanda de Pepsi
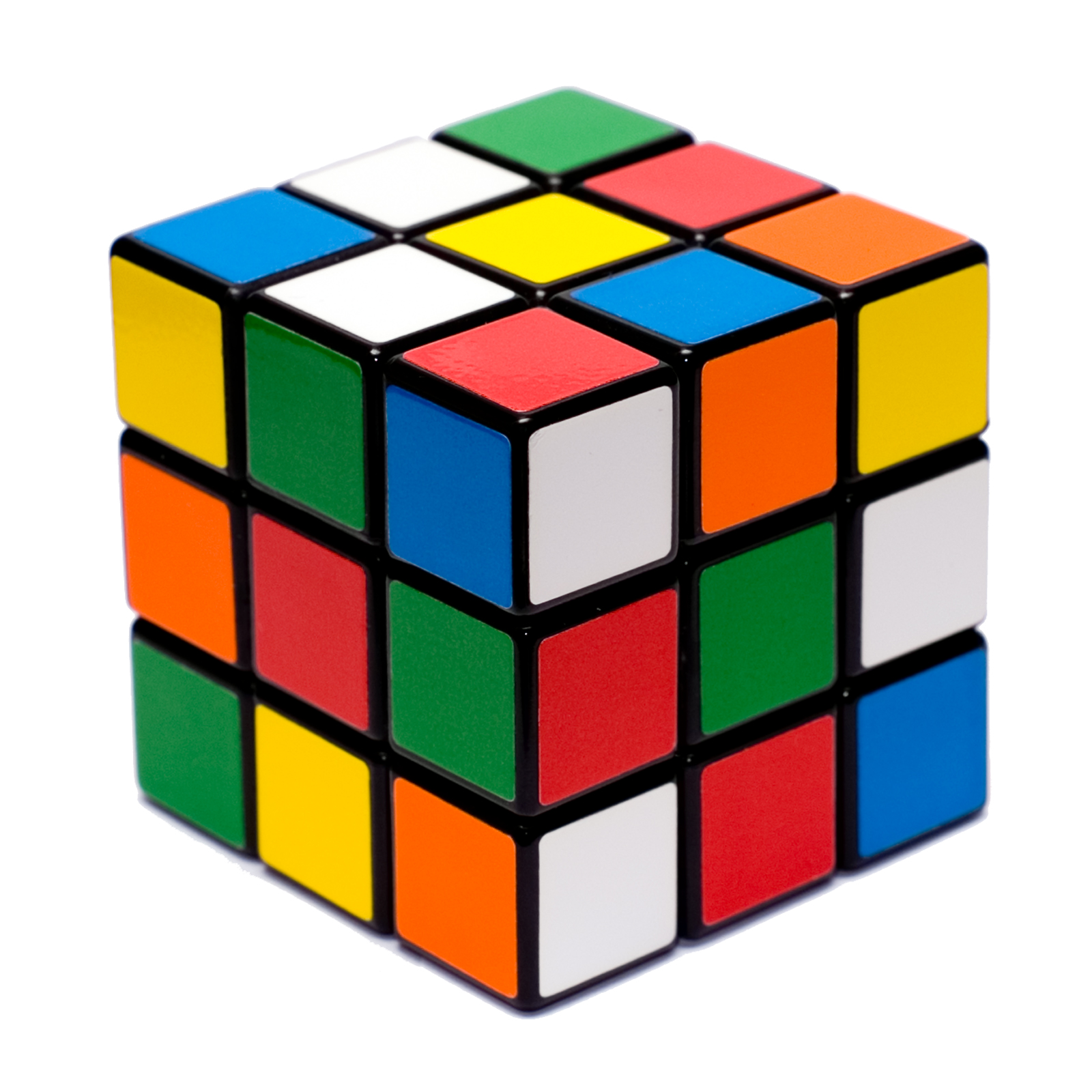
Cub de Rubik, 1980
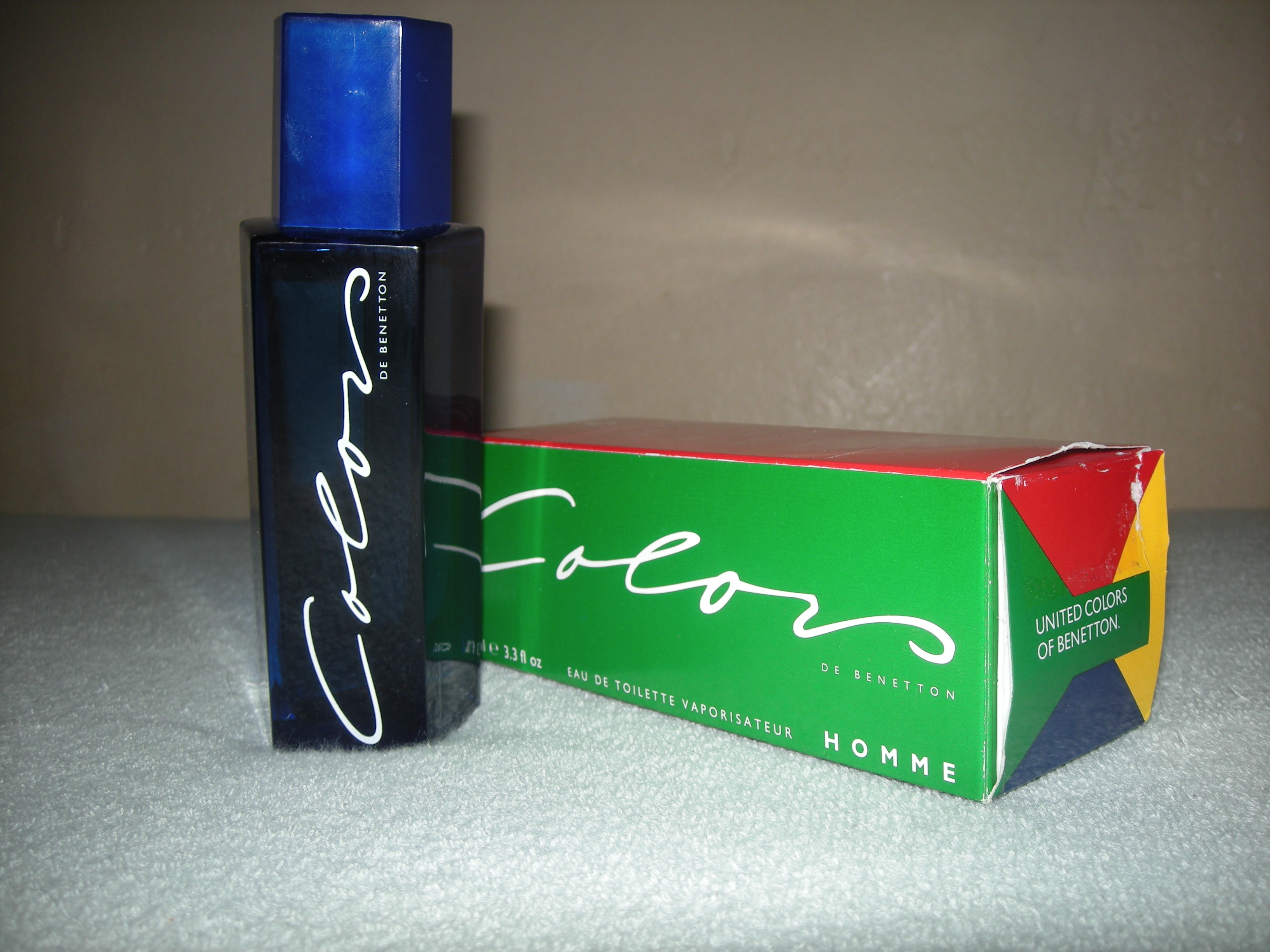
Perfum d'United Colors of Benetton
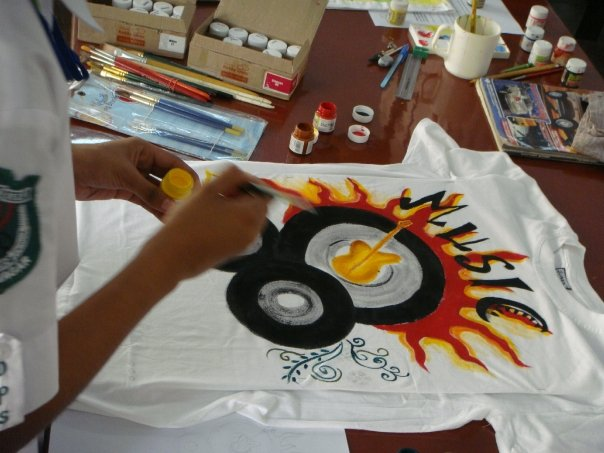
Disseny d'una samarreta
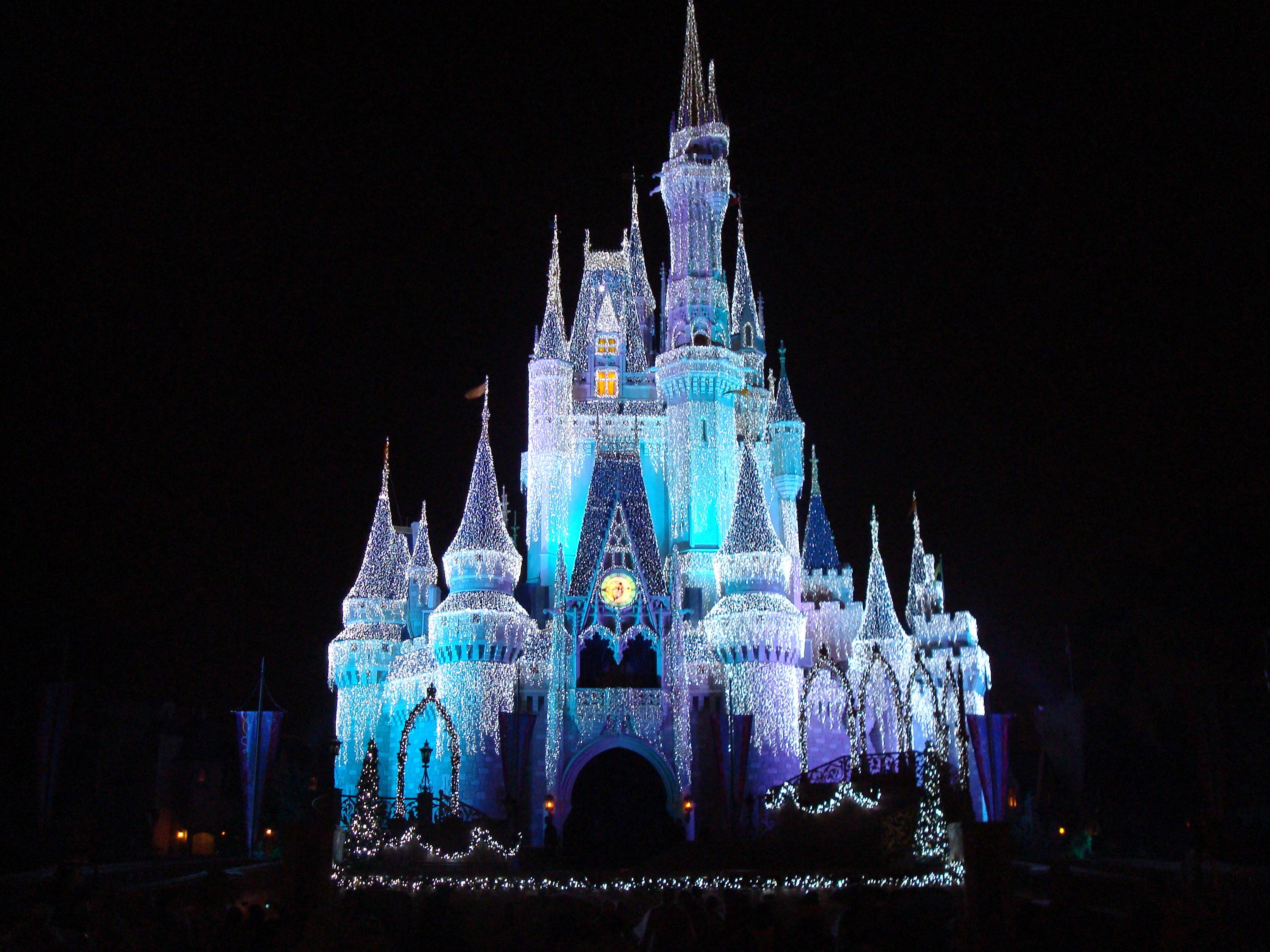
El castell de Disneyworld, il·luminació nocturna
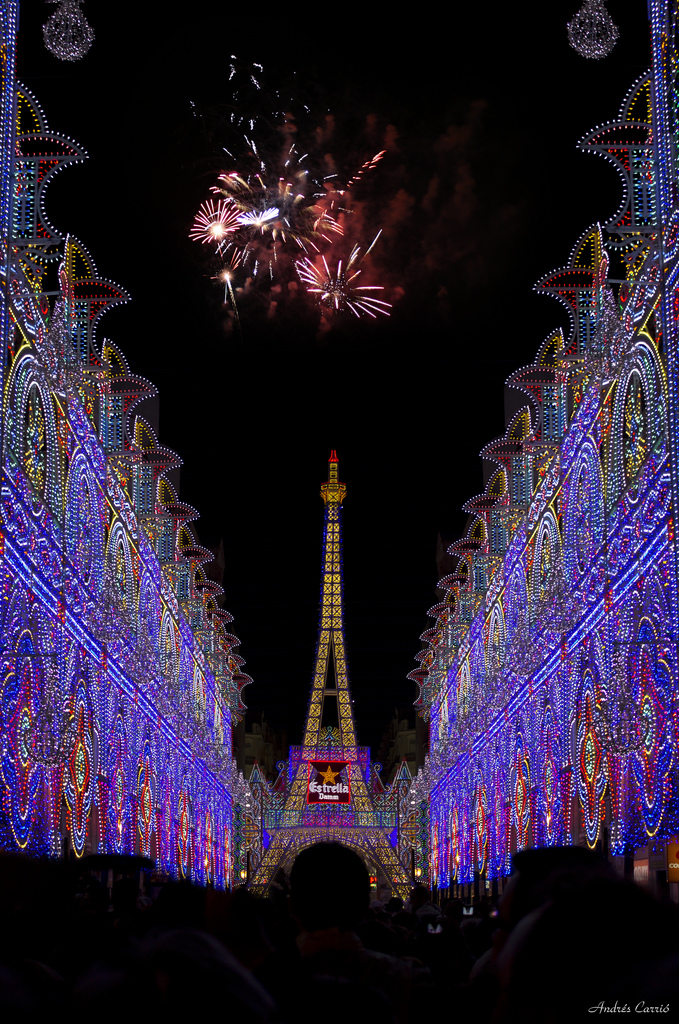
Falles de València, il·luminació i focs artificials

## Percepció del color

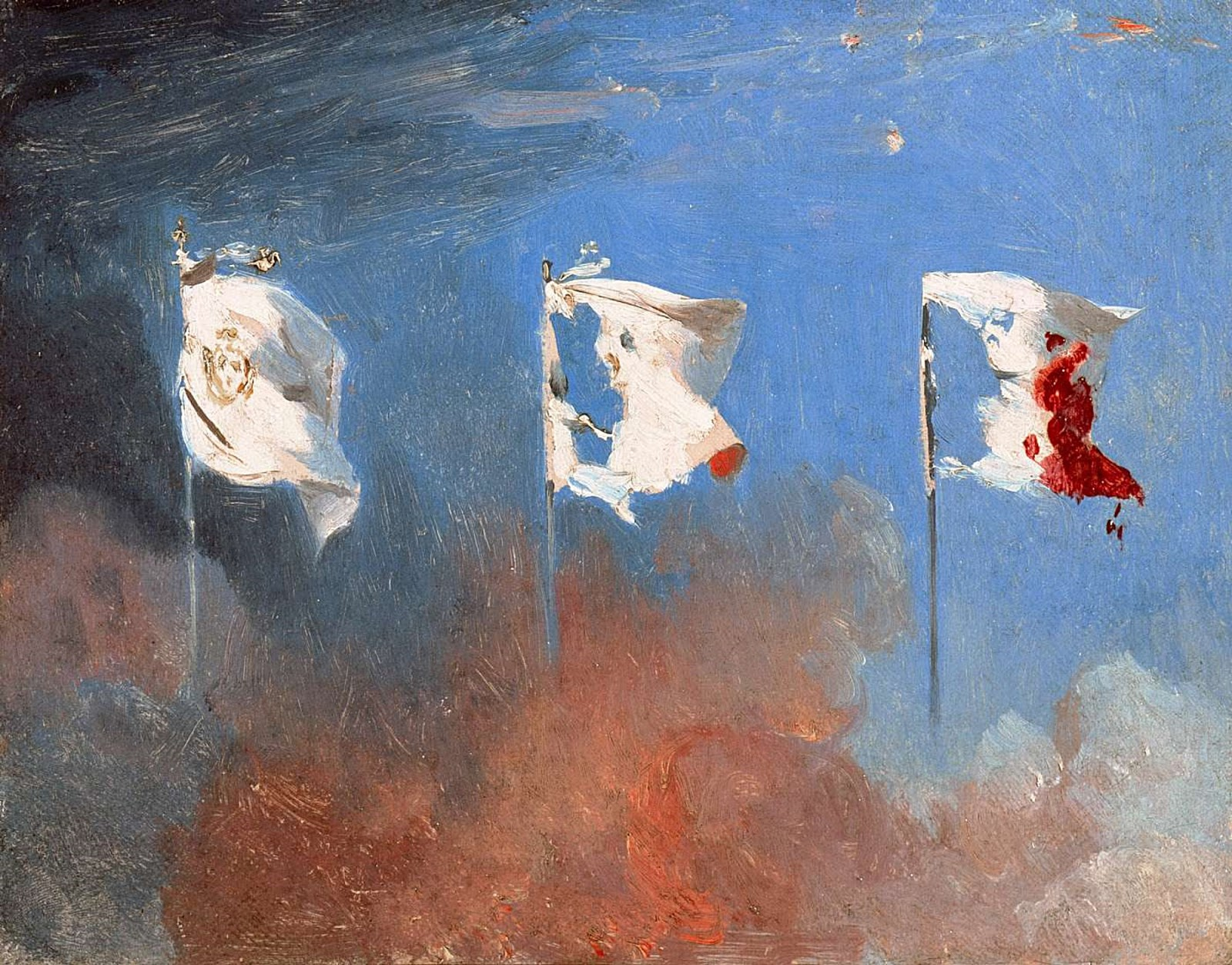
Escena de juliol de 1830 o Les banderes, de Léon Cogniet, 1830. La bandera blanca de la monarquia borbònica s'estripa (deixant veure el cel) i taca de sang durant les tres "jornades glorioses" de juliol de 1830: n'esdevé la tricolor de la Revolució de 1789

La preponderància de color sobre el dibuix s'identifica amb l'expressió de les emocions enfront de la raó.
La percepció visual, semiòtica, o simbòlica dels colors, s'ha produït en cada cultura i estil sota diferents codis iconogràfics (encara que sempre subjecta a les possibilitats pràctiques de l'ús dels pigments, determinades per la seua disponibilitat i elevat cost fins a la Revolució Industrial).
Més enllà d'això, les especulacions teoricotècniques sobre l'anomenat "color local" (el que presumptament tindria un objecte en si), compatibles amb el tradicional ús "realista" del color en l'art, van donar pas a partir de la segona meitat del segle xix a una comprensió més ajustada a les nocions científiques que l'òptica proporcionava, la qual cosa va ser la base de la "revolució" impressionista (en prendre consciència que els objectes no tenen color en si, sinó únicament reflecteixen, segons les seues característiques, la llum que reben, que al seu torn és determinada pels seus diferents possibles orígens, i que és el sistema visual de l'espectador el que percep els colors com a resultat de la llum que li arriba als ulls).
A partir d'aquest canvi radical en el concepte pictòric del color, les avantguardes artístiques del segle xx van optar per molt diferents utilitzacions del color: una arbitrarietat conscient (fauvisme), una monocromia que emparentava amb la fotografia i el cinema "en blanc i negre" (Guernica de Picasso) o una identificació de la pròpia obra amb el color en si mateix (blau Klein -Yves Klein-).

## Tècnica del color en pintura
L'obtenció i preparació dels pigments era tradicionalment una de les tasques més importants de l'ofici artesà de pintor. Tal tasca, encara que en les seues parts més mecàniques i laborioses es confiara a aprenents, la controlaven estretament els mestres, donat l'elevat preu i l'escassetat dels materials emprats, que també eren objecte de tot tipus d'especificacions en els contractes signats amb els mecenes. El desenvolupament de la indústria química amb la Revolució industrial incrementà la disponibilitat de tota mena de pigments i va abaratir-ne el preu de tal manera que l'ús se'n popularitzà fins a convertir-se en una activitat infantil (i també en un recurs didàctic).
El color pot aplicar-se de forma homogènia per tota la superfície que ocupa (colors plans), i fins i tot pot delimitar-se en plans separats per línies nítides; o bé pot degradar-se i esfumar-se (sfumato) en els contorns, amb variacions de saturació, to o foscor, i lluminositat, creant sensació de volum (colors modulats).
En la pintura figurativa és essencial la identificació de les superfícies amb un cos real, i l'ús del color en proporciona casos característics: carnació, pelatge, plomatge, vestit, fullatge, celatge i diferents tipus de paisatges, entre els quals les superfícies aquàtiques són un desafiament al virtuosisme dels pintors.
La utilització dels "no colors", el blanc i el negre, i el contrast i gradació de qualsevol altre entre ells (clarobscur) són també reptes per al mestratge que no s'establiren amb precisió fins a la formació de la pintura acadèmica dels segles xvii i xviii. Altres formes de modular el color, conservant-ne la lluminositat, s'obtingueren des del final del segle xix amb l'impressionisme, amb els colors anàlegs i els complementaris.

### Colors freds i calents
|  | No s'ha de confondre amb Temperatura de color. |

La qualificació dels colors com a "freds" o "calents" implica una associació psicològica de cadascun d'ells amb qualitats o característiques alienes a la seua realitat física però presents en la voluntat de l'artista i la ment de l'espectador, i amb un valor universal, més enllà de les associacions personals, diferents en cada individu (molt intenses en els sinestèsics), en cada idioma (blue -"blau" en anglés-, que s'usa com a adjectiu parell de "trist", però també per a "pornogràfic" -allò que en català és un dels usos de "verd"-), o en diferents contextos (color polític, color litúrgic, simbolisme dels colors).

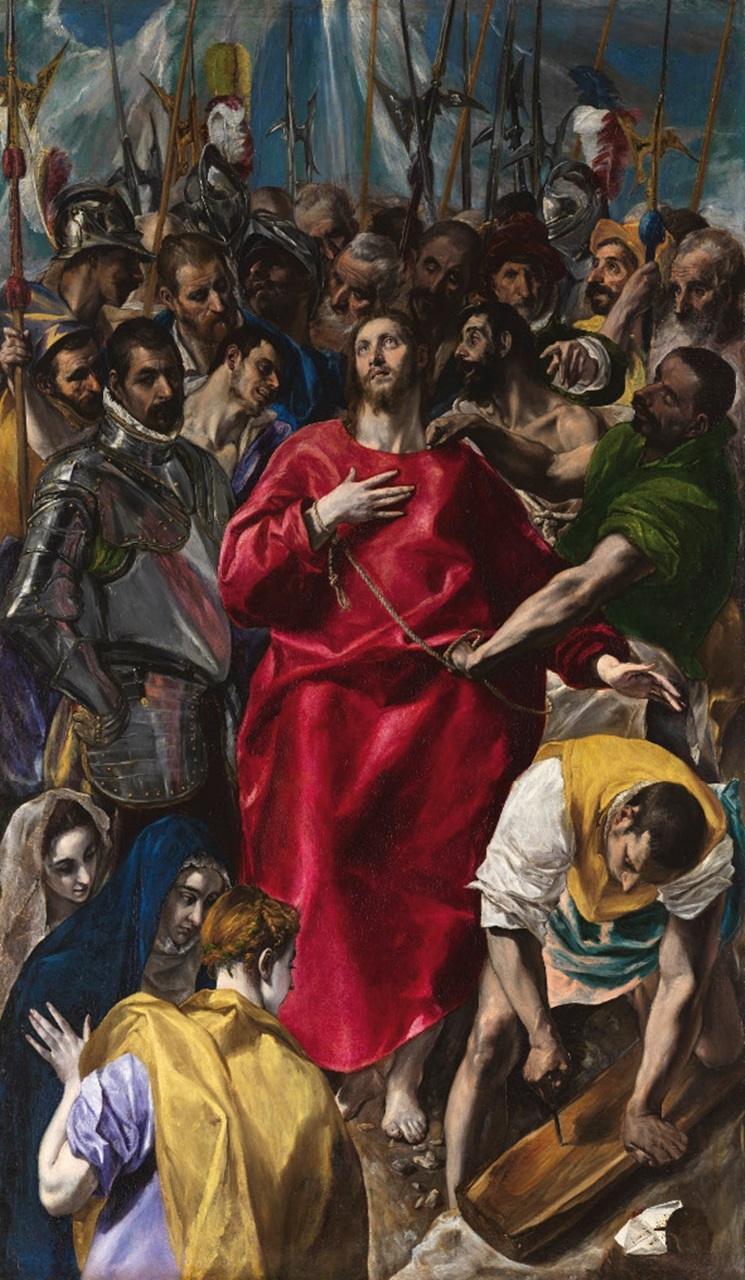
L'espoli, d'El Greco, ca. 1577-1579

Els colors "freds" (les gammes del blau) tenen l'efecte d'allunyar (tant espacialment com emocional); els colors "càlids" (les gammes del taronja) tenen l'efecte d'acostar (tant espacialment com emocional). Tals efectes, en la representació d'imatges en dues dimensions, cobra una importància radical: la consecució d'una mena de "perspectiva cromàtica" (que també s'obté disminuint la saturació del color en proporció a la distància que es pretén representar), que no depén de la teorització, ja que s'ha utilitzat de manera intuïtiva des d'antic.

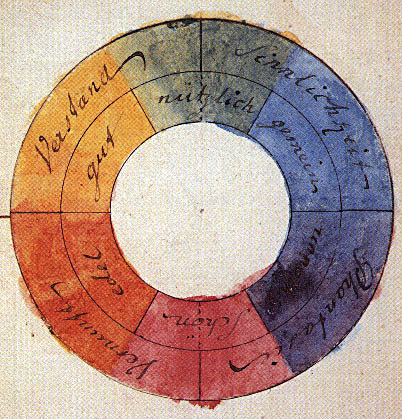
Roda de colors en l'obra de Goethe Teoria dels colors, 1810
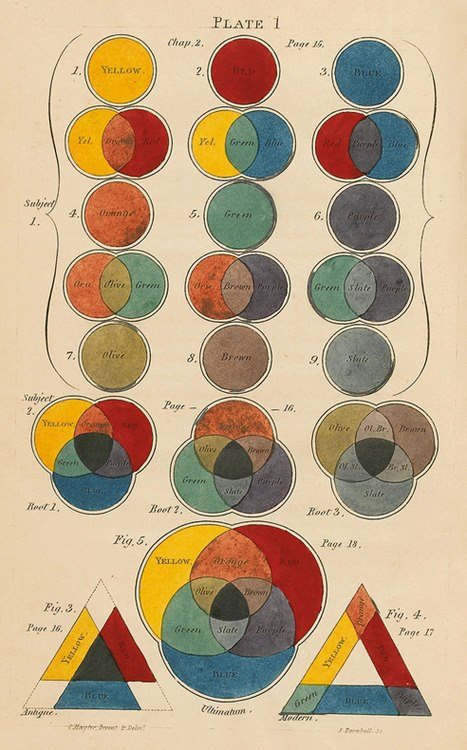
Diagrama de colors en l'obra de Charles Hayter[27] A New Practical Treatise on the Three Primitive Colours Assumed as a Perfect System of Rudimentary Information, 1826

### Deterioració dels colors
La deterioració progressiva de les obres d'art fa que la restauració siga una de les activitats més decisives en l'aparença que presenten els colors. Un recent exemple n'ha estat la restauració dels frescos de la Capella Sixtina (1980-1994). Bacus i Ariadna, de Tiziano, molt deteriorat per haver-se enrotllat diverses vegades als segles xvi i xvii, va ser netejat el 1806-1807, però l'"estètica victoriana" no podia suportar-ne els colors vius (ni els efectes del clivellat), de manera que va ser objecte de restauracions molt intervencionistes que hi afegiren noves capes de pintura i vernissos, fins que "el cel radiant d'atzurita era d'un malva brut i grisenc, i la imatge sencera tenia un aspecte tan tèrbol, que comparada amb ella, la gelea marró de Constable seria radiant." El quadre va ser objecte d'una nova neteja i restauració, d'acord amb criteris més moderns, el 1967-1968, que va suscitar un escàndol. "Ni tan sols el públic del segle xx, habituat als colors virolats en l'art [contemporani], estava preparat per a la idea que els tons de Tiziano fossin igual d'estridents. Pel que sembla el gust del públic havia canviat poc en relació amb l'actitud cap als vells mestres des de l'època victoriana els desastrosos treballs de «restauració» de la qual van convertir una de les imatges més glorioses de l'art en un ombrívol nyap, suposadament més d'acord amb les sòbries preferències d'una estètica conservadora."

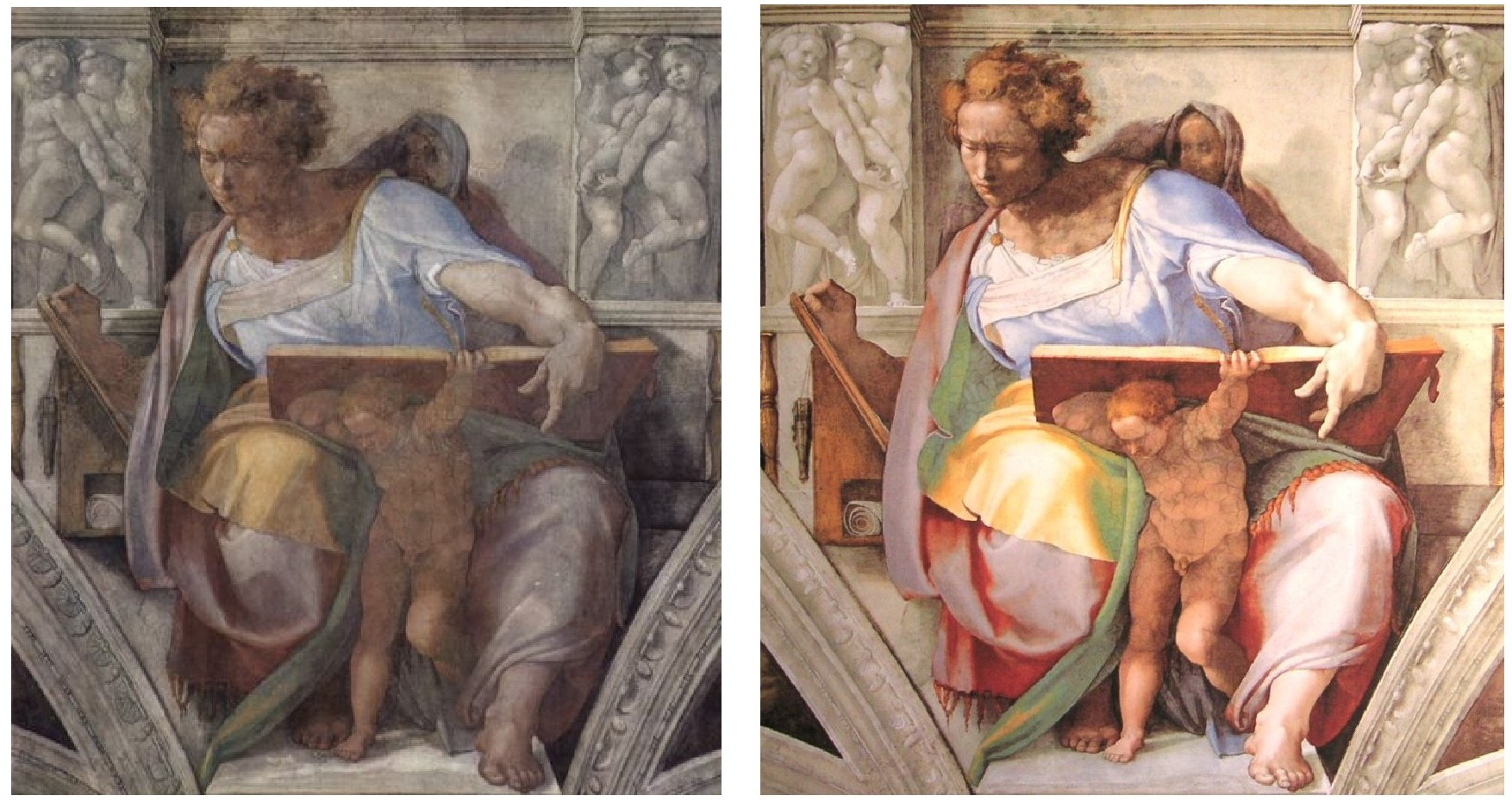
El profeta Daniel del sostre de la Capella Sixtina, abans i després de la darrera restauració
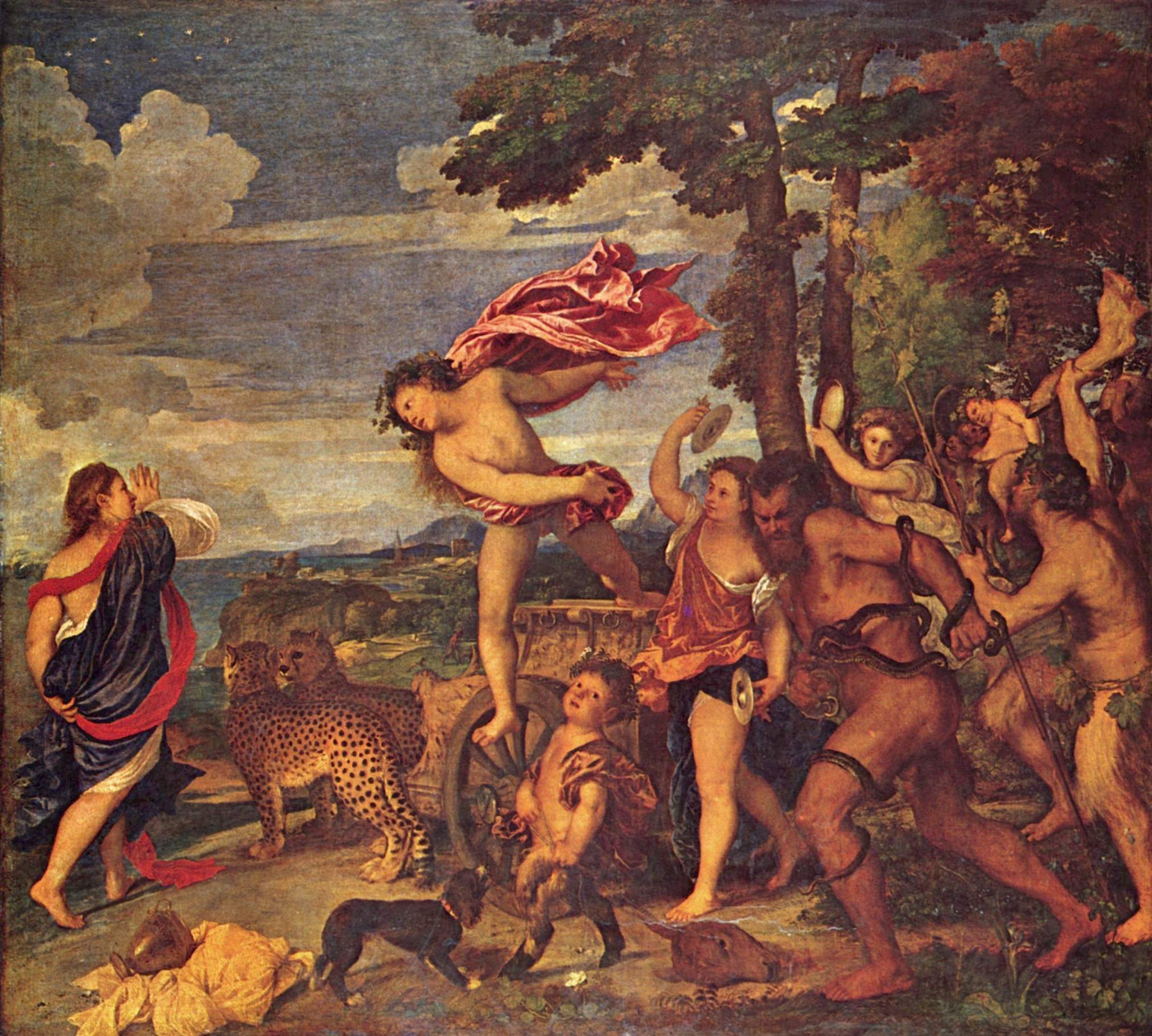
Bacus i Ariadna, probablement abans de l'última restauració (l'arxiu prové de 10.000 Meisterwerke der Malerei, sense indicació de data de la fotografia)
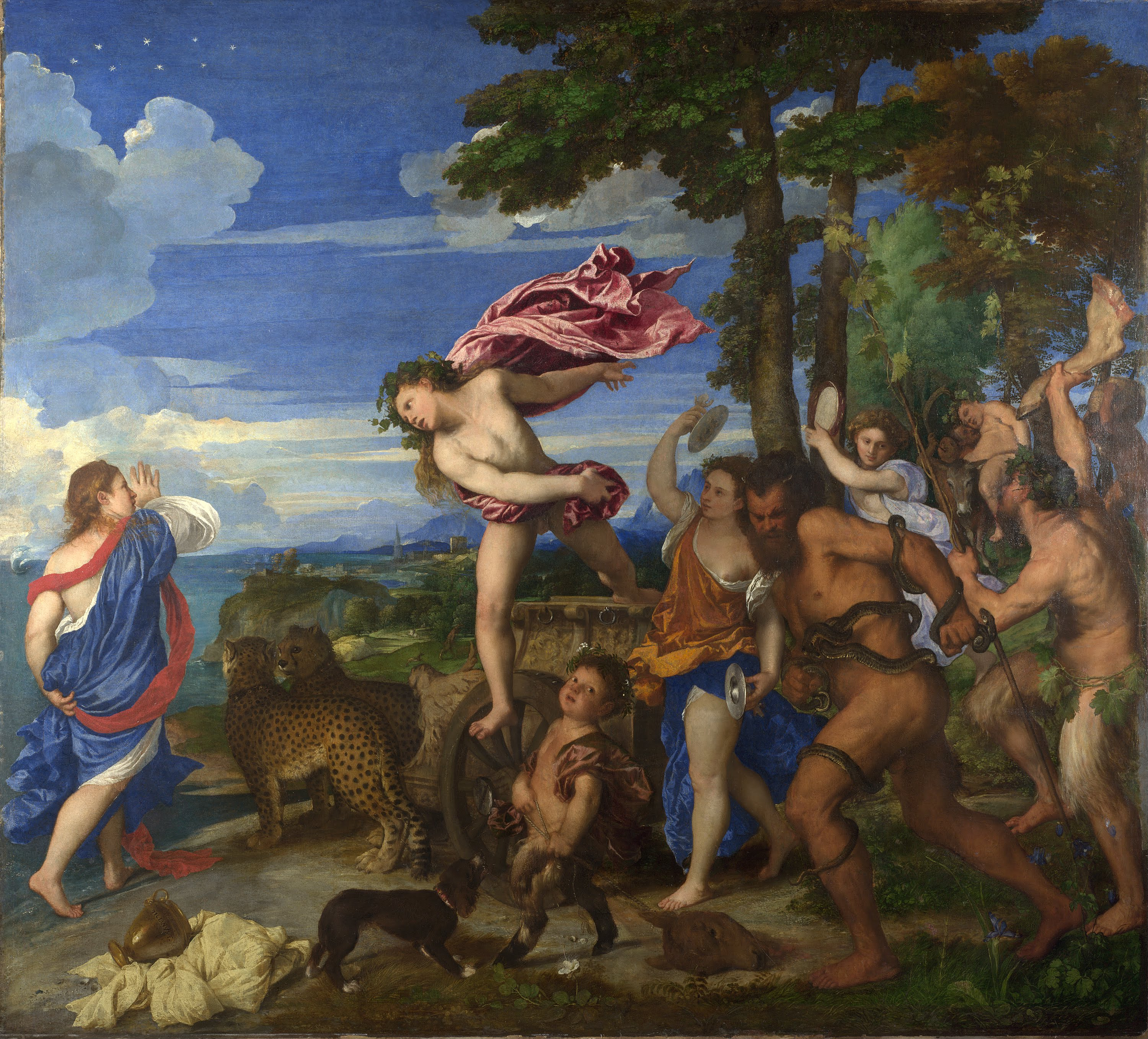
Ídem, després

Encara que hi ha pigments molt més inestables que d'altres, en sentit estricte, no existeixen "colors estables". Fins i tot els pigments minerals, exposats a reaccions químiques pel seu contacte amb tot tipus d'elements, s'alteren al llarg del temps (molt més si s'han sotmés a restauracions agressives). S'ha arribat a afirmar que no és possible determinar quins són els "colors veritables" d'una obra pictòrica, ja que els pintors més conscients d'aquestes alteracions els aplicaven tenint en compte la modificació que el temps hi causaria.
| «                  | Tots els colors que els impressionistes han posat de moda són inestables: aquest és un altre motiu per a no dubtar a aplicar-los amb massa cruesa; el temps ja s'encarregarà de rebaixar-los. | » |
| — Vincent van Gogh | |   |

| «             | Sovint m'ha intrigat que Els gira-sols de Van Gogh siga tan valorat; em sembla una peça monòtona i sense lluentor, totalment atípica de l'autor. Però és perquè no podem veure el que l'artista hi pintà. Aquells ocres bruts foren en algun moment brillants; el pigment (groc de crom) s'ha degradat amb el temps, i sols ens resta una ombra del quadre original. Max Doerner opina que, en aquest cas, hauríem d'agrair al temps haver fet més misteriosos els gira-sols. No hi puc estar d'acord, perquè considere que en Van Gogh és el darrer lloc on hem de cercar aquesta mena de misteri en l'art. | » |
| — Philip Ball | |   |

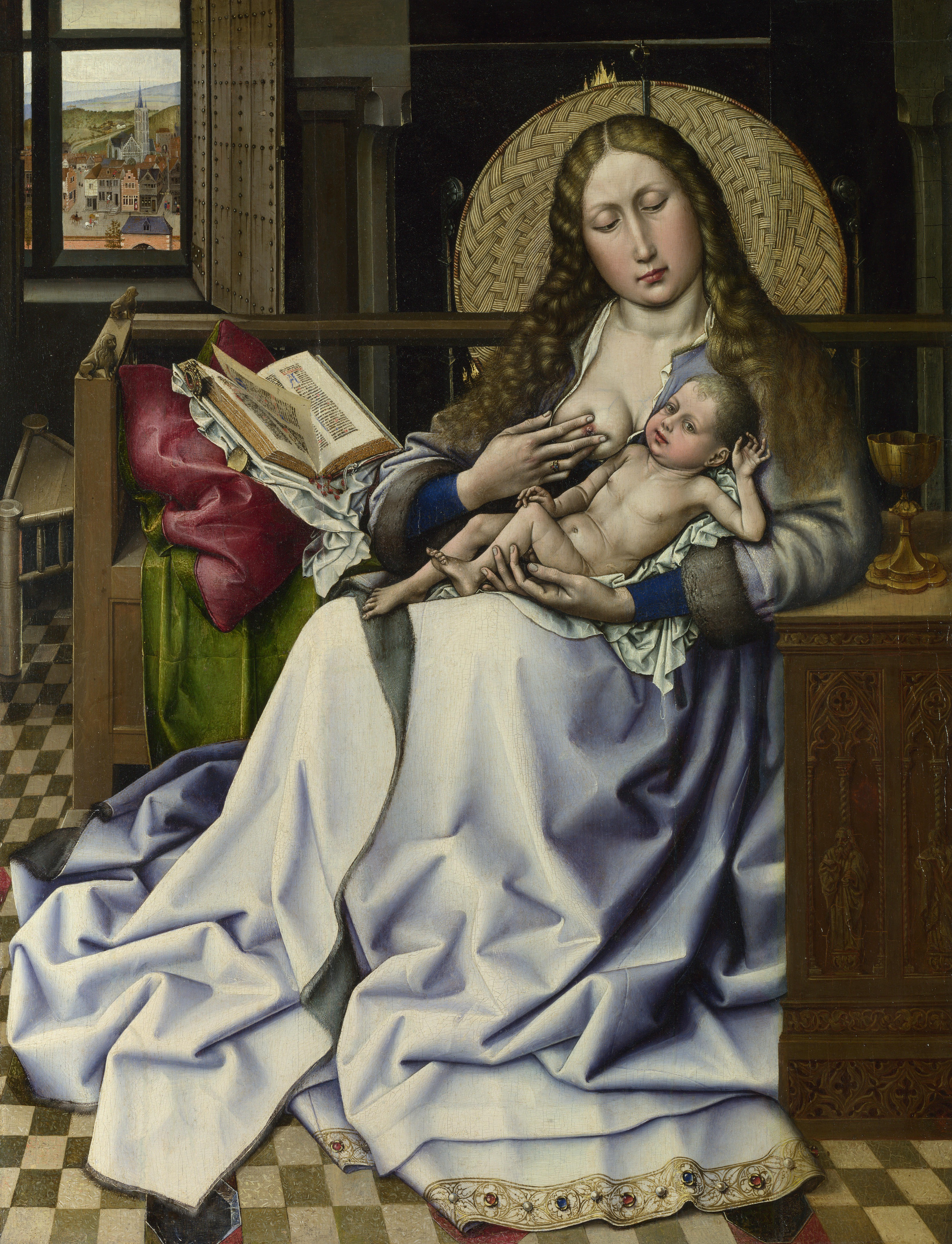
La Mare de Déu de la pantalla,[30] del taller de Roberto Campin, ca. 1440. "Els vestits purpuris... s'han emblanquit amb el temps a mesura que la laca roja emprada per l'artista s'ha esvaït"
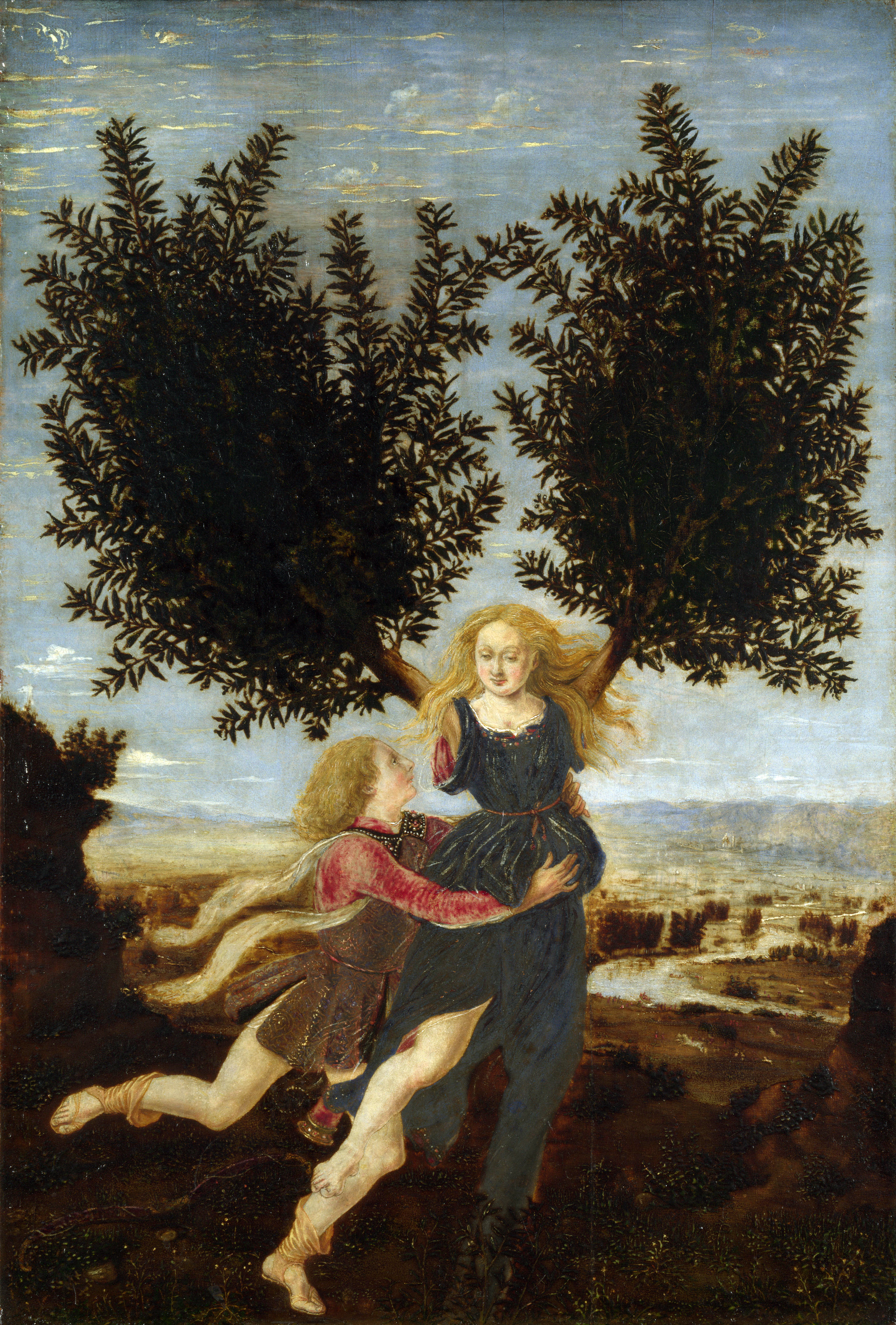
Apol·lo i Dafne,[31] d'Antonio Pollaiuolo, ca. 1470-1480. "El fullam fosc i el paisatge grisenc... no són intencionats, sinó... el resultat de la decoloració del «resinat de coure» verd"
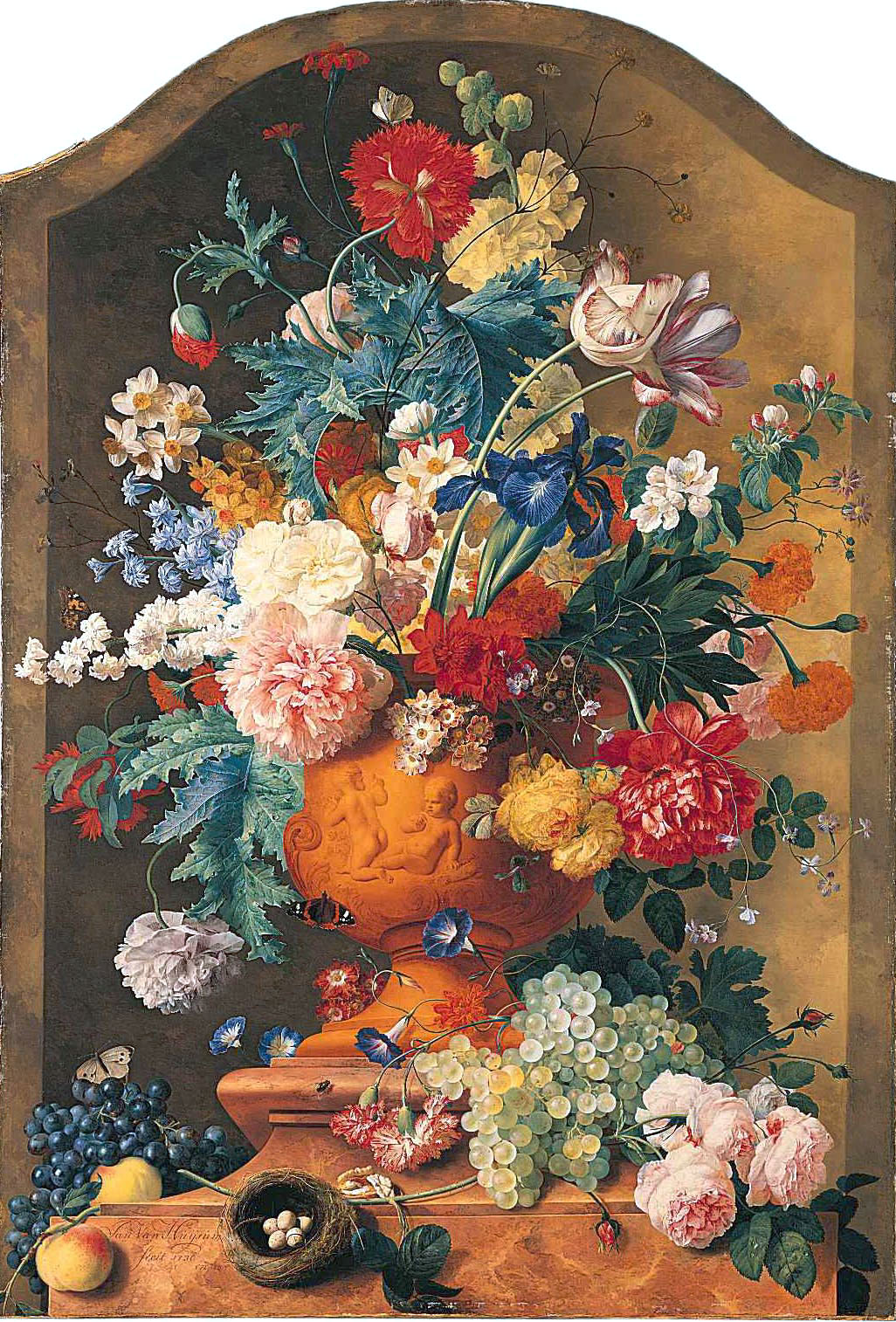
Flors en un gerro de terracota,[32] de Jan van Huysum, 1736: "sembla tenir estranyes fulles blaves. Alguna vegada foren verdes, però la laca groga s'hi ha esvaït"
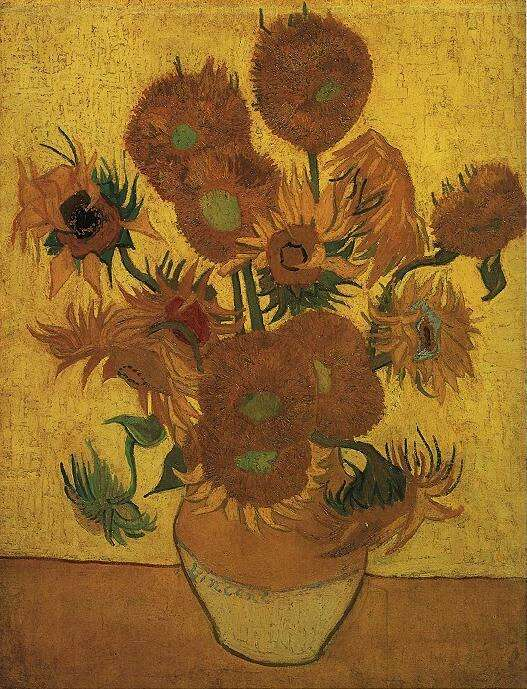
Els gira-sols, de Vincent van Gogh, 1889, versió del Museu Van Gogh d'Àmsterdam

### Fraus, el "secret venecià"
En el context de l'estructura gremial de la professió de pintor, les cobejades "receptes" per compondre els colors es tractaven com a secret professional. Els elevats preus dels pigments multiplicaren els intents de frau, que es vigilaven estretament, es lliuraven amb contracte i eren acuradament pesats pel mecenes, i es comprovava si el resultat final (en la superfície acolorida) responia o no a les expectatives. També es donaven intents de falsificació, més o menys detectables, i en algun cas van resultar en veritables serendipitats que milloraven la qualitat del pigment imitat.
A la fi del segle xviii, la pintora miniaturista Ann Jemima Provis i son pare, Thomas Provis, aconseguiren enganyar a un bon nombre de cèlebres pintors britànics (set d'ells acadèmics, incloent-hi Benjamin West, Joseph Farington, Richard Westall i John Hoppner) oferint-los a un alt preu revelar-los el "secret venecià" contingut en un manuscrit (la presumpta tècnica de color dels grans mestres d'aquesta escola, que s'hauria perdut en el temps). La impossibilitat que tal recepta fora tan antiga va quedar evident a alguns que no es van deixar enganyar, perquè van tenir en compte que el blau de Prússia s'havia inventat el 1704, i es va produir un escàndol que va avergonyir els estafats.

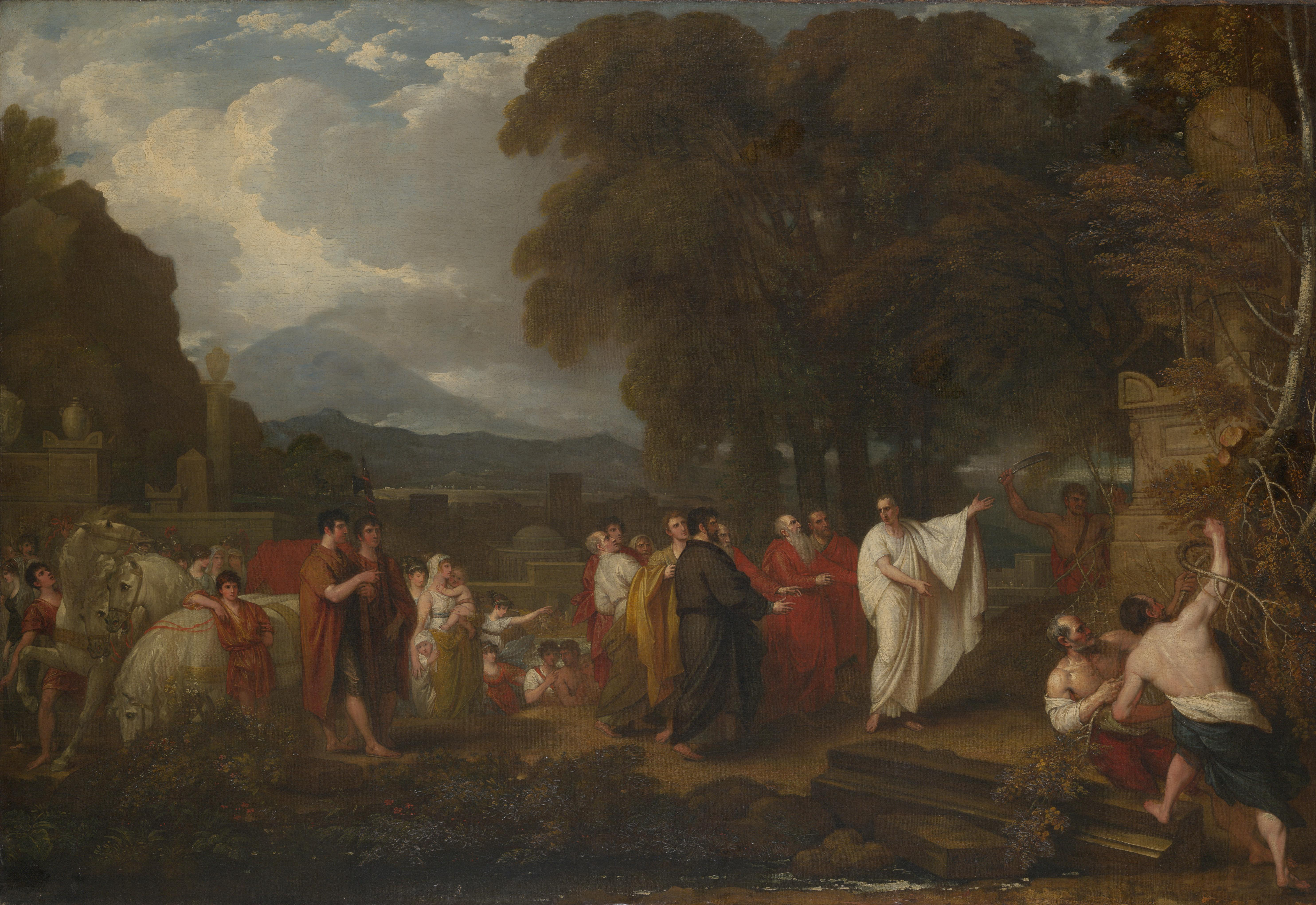
Ciceró descobrint la tomba d'Arquimedes, de Benjamin West, versió de 1804 (la versió inicial, que l'autor había realitzat amb el "secret venecià", es presentà a l'Acadèmia el 1797
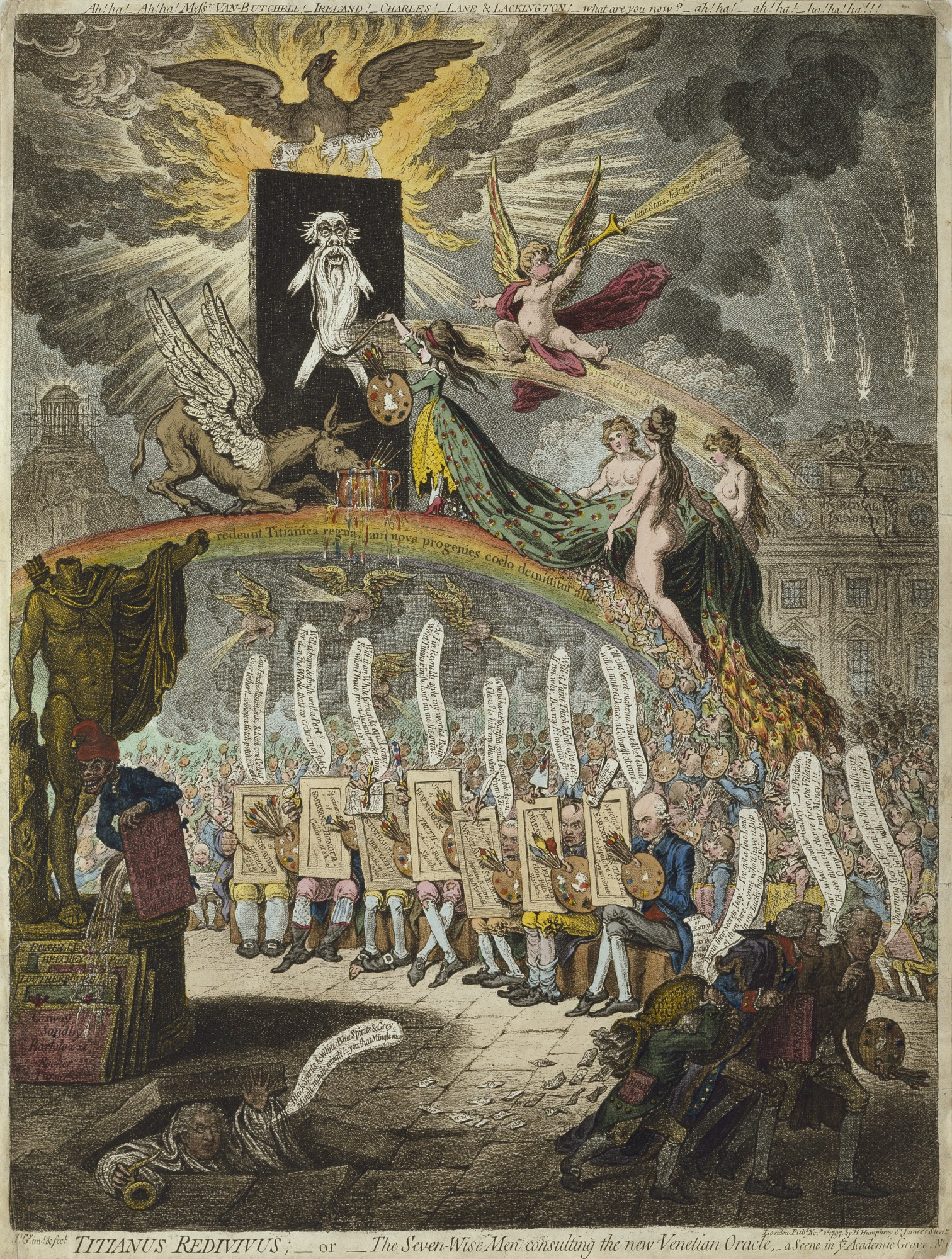
Titianus Redivivus — o Els set savis consulten el nou oracle venecià, gravat satíric de James Gillray sobre l'episodi, en què s'insinua una naturalesa sexual en la relació dels "set savis" amb l'estafadora

## Èpoques i estils pictòrics
Prehistòria, edat antiga i edat mitjana

Pintura prehistòrica
Des del descobriment de les coves d'Altamira s'ha teoritzat sobre la pintura rupestre prehistòrica i les seues característiques cromàtiques, que s'han conservat únicament en els casos en què els pigments utilitzats eren estables (fonamentalment minerals com l'ocre). Estilísticament es va establir la diferenciació entre l'escola francocantàbrica, les representacions de la qual són policromes i realistes, i l'escola llevantina, amb representacions monocromes i esquematitzades.

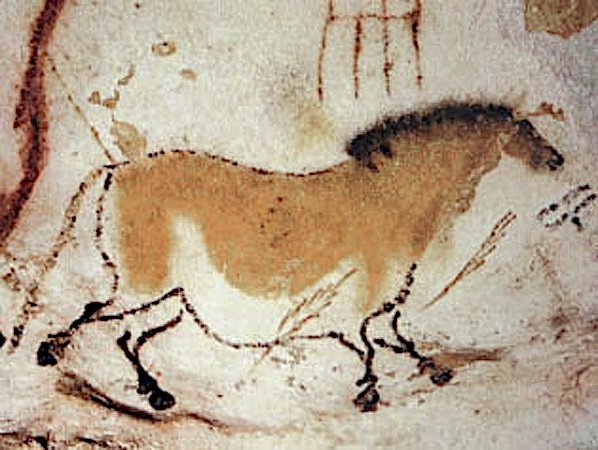
Cavall a la cova de Lascaux (França), ca. 15000 ae
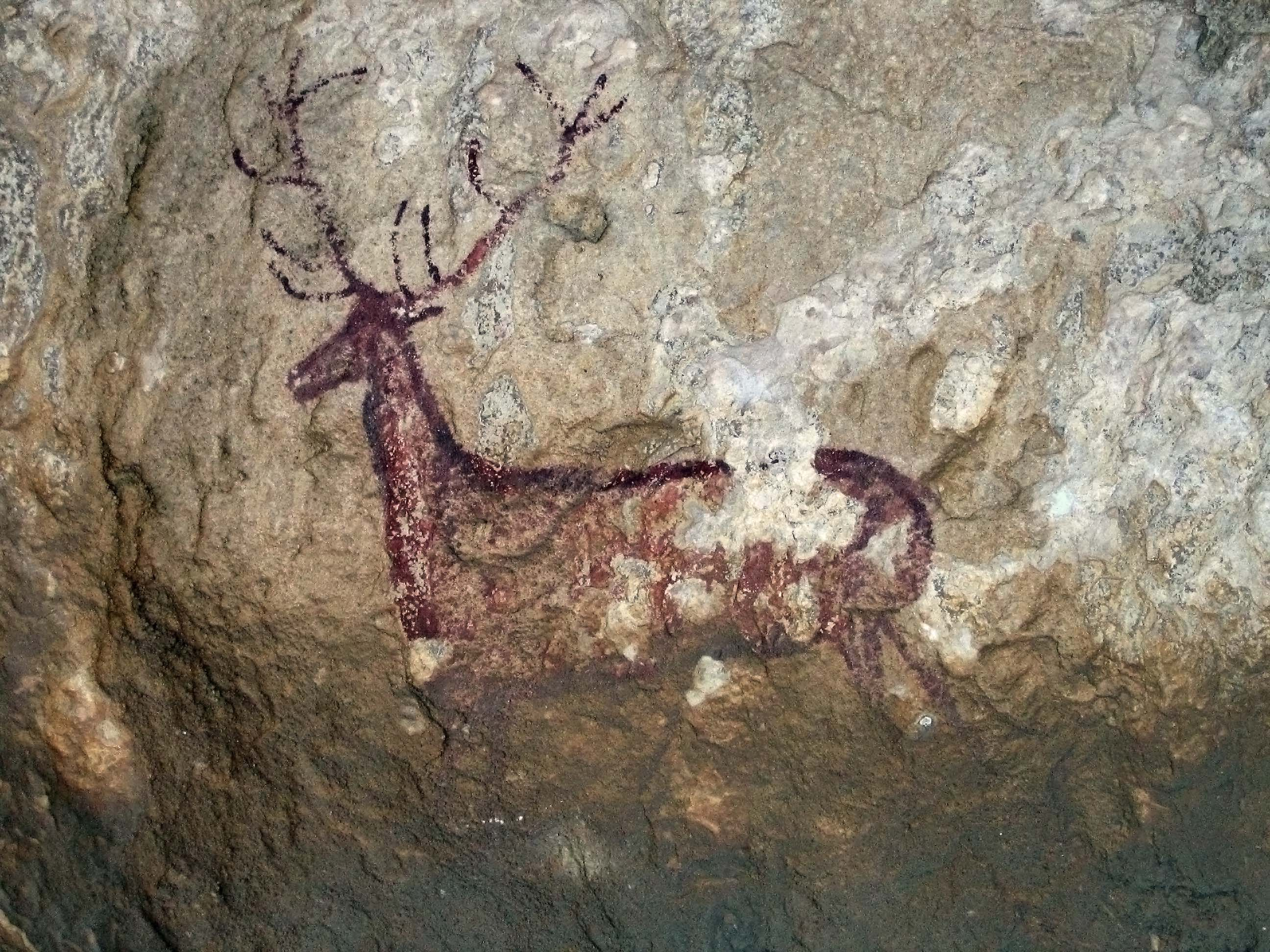
Cérvol a l'abric de Chimiachas,[36] serra de Guara (Osca, Aragó) ca. 6000 ae

Pintura antiga
| « | ... la importància social de l'art egipci es reflectia en l'acumulació sistemàtica de pigments pròpia d'aquesta cultura. La majoria n'eren minerals naturals macerats: minerals de coure malaquita (verd) i atzurita (blau), sulfurs d'arsènico orpiment (groc) i realgar (taronja), i colors opacs de terra, ocres (òxid ferrós), negre de sutge i blanc de la calç [base de la pintura mural fresc, també usada sobre altres suports o com a emprimació]. A voltes els egipcis fabricaven verds barrejant pigments blaus i grocs, frita blava [el pigment blau anomenat frita egípcia o blau egipci, que s'ha identificat en objectes que daten del 2500 ae, no és resultat de l'atzar, ni el producte reeixit d'una mescla aleatòria de materials. S'elabora amb precisió i premeditació; conté una part de llima (òxid de calci) i una part d'òxid de coure amb quatre parts de quars (sílice). Els ingredients crus són minerals: greda o pedra calcària, un mineral de coure com la malaquita, i arena. Es calcinen en un forn a temperatura de 800 i 900 °C. La temperatura n'és crucial: suposem que els egipcis controlaven la intensitat del foc amb exactitud. El resultat n'és un material blau, opac i trencadís, que es transforma en pigment macerant-lo fins a la pols. És el pigment sintètic més antic, un blau de l'edat del bronze] i ocre groc, per exemple. El silicat de coure natural donava una altra varietat de verd; els grecs l'anomenaren chrysocolla -"goma d'or"- i l'usaven com a adhesiu del pa d'or. Per pintar sobre papir aquests pigments es barrejaven amb una goma soluble en aigua, com una versió primitiva de l'aquarel·la. También aiguacuit -una mena de goma obtinguda de pells bullides- i clara d'ou s'empraven com a aglutinants... una pintura al tremp. Els egipcis sabien que l'"art" de la química podia fer més vius els colors de la natura. A més de la frita blava i el antimoni de plom, n'hi un grapat de troballes. | » |

El bicromatisme de la ceràmica grega s'obtenia oposant el color de l'argila i el del vernís (ceràmica de figures roges i ceràmica de figures negres). La pintura grega també va utilitzar la policromia; però les seues obres (citades en testimoniatges literaris i copiades en època romana) s'han perdut. Així i tot, se n'especula sobre les característiques cromàtiques:
| « | Per a nosaltres la pictura compendiaria, com ha exposat Bianchi-Bandinelli, és sobretot una pintura cromàtica, en què els volums i figures es representen, principalment, no pel procediment de tradició dissenyativa, sinó reduint-los a notes de color. Açò apareix ben establert en la pintura sobre terrissa italiota i alexandrina des de la primeria del III [ae] i, en les arts "majors", en l'obra d'Antifil, i arriba a ser, segons fonts romanes, element característic dels pintors de formació alexandrina... Fins a quin punt pot veure's en la pictura compendiaria de Filoxé una superposició de la pictura compendiaria alexandrina és difícil de precisar. És més probable que en la pintura de Filoxé se cerquen besllums o predominis de colors, en contrast amb el detallisme dels predecessors i coetanis, que feren que es considerara l'introductor del procediment equivalent de pintura cromàtica o, en un concepte actual, "impressionista". | » |

Encara que aquesta és l'opinió de la major part dels autors, alguns creuen que la misteriosa pictura compendiaria esmentada per Petroni (Satyricon 2, 9) i Plini (Naturalis Historia, 35, 10, 36) al·ludeix a alguna forma abreujada de dibuix, que deixaria els models suggerits o esbossats.

La veritat és que l'opinió de Plini, característica de la recerca romana de la virtut en la sobrietat i els costums tradicionals, era que la pintura dels grecs, per a ell ja antiga i digna d'elogi, emprava pocs colors, o almenys pocs pigments, mentre que en la seua època, la desmesurada riquesa dels romans els conduïa a l'abús; d'una manera semblant a com els moralistes denunciaven la corrupció dels costums:
| «                          | Amb només quatre colors, dels blancs el de Melos; dels ocres [groc en altres traduccions] l'àtic; dels rojos el de Sínop de Ponto [no confongueu amb el sinople heràldic -verd-]; dels negres l'atramentum. Pintaren aquelles obres immortals Apel·les, Etió, Melanti i Nicòmac, pintors celebèrrims, els quadres dels quals es venien pel preu de ciutats senceres. Hui, que la porpra s'empra per a pintar les muralles i que l'Índia ens envia el llim dels seus rius i la sang dels seus dragons i elefants, la pintura ja no produeix obres mestres, perquè es dona valor a la matèria i no pas al geni. | » |
| — Naturalis Historia, XXXV | |   |

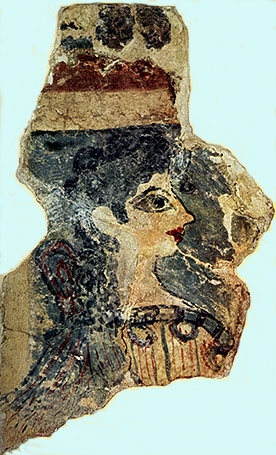
La parisenca,[44] palau de Knossos, ca. 1450-1300 ae
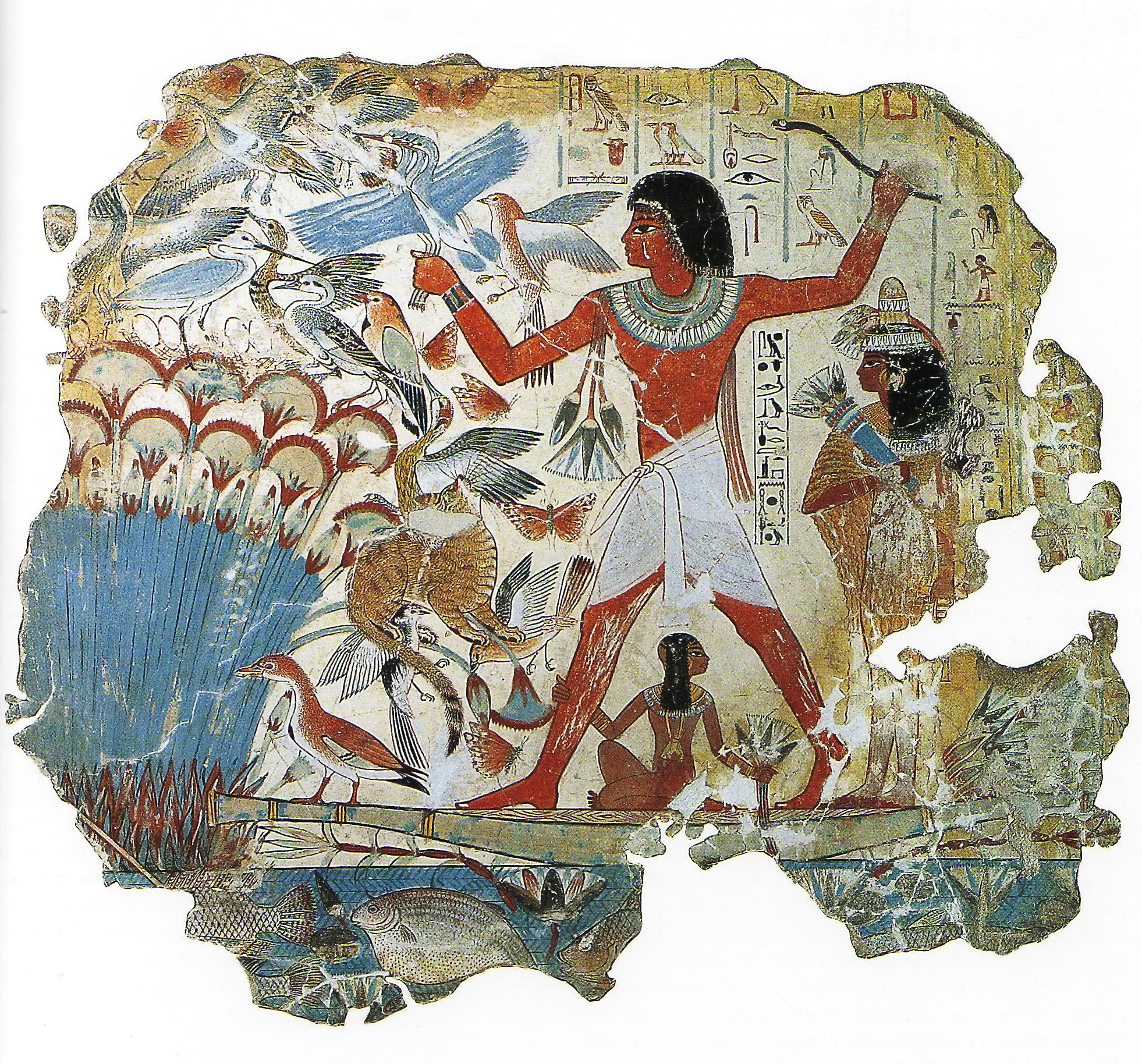
Tomba de Nebamun, segle xiv aC
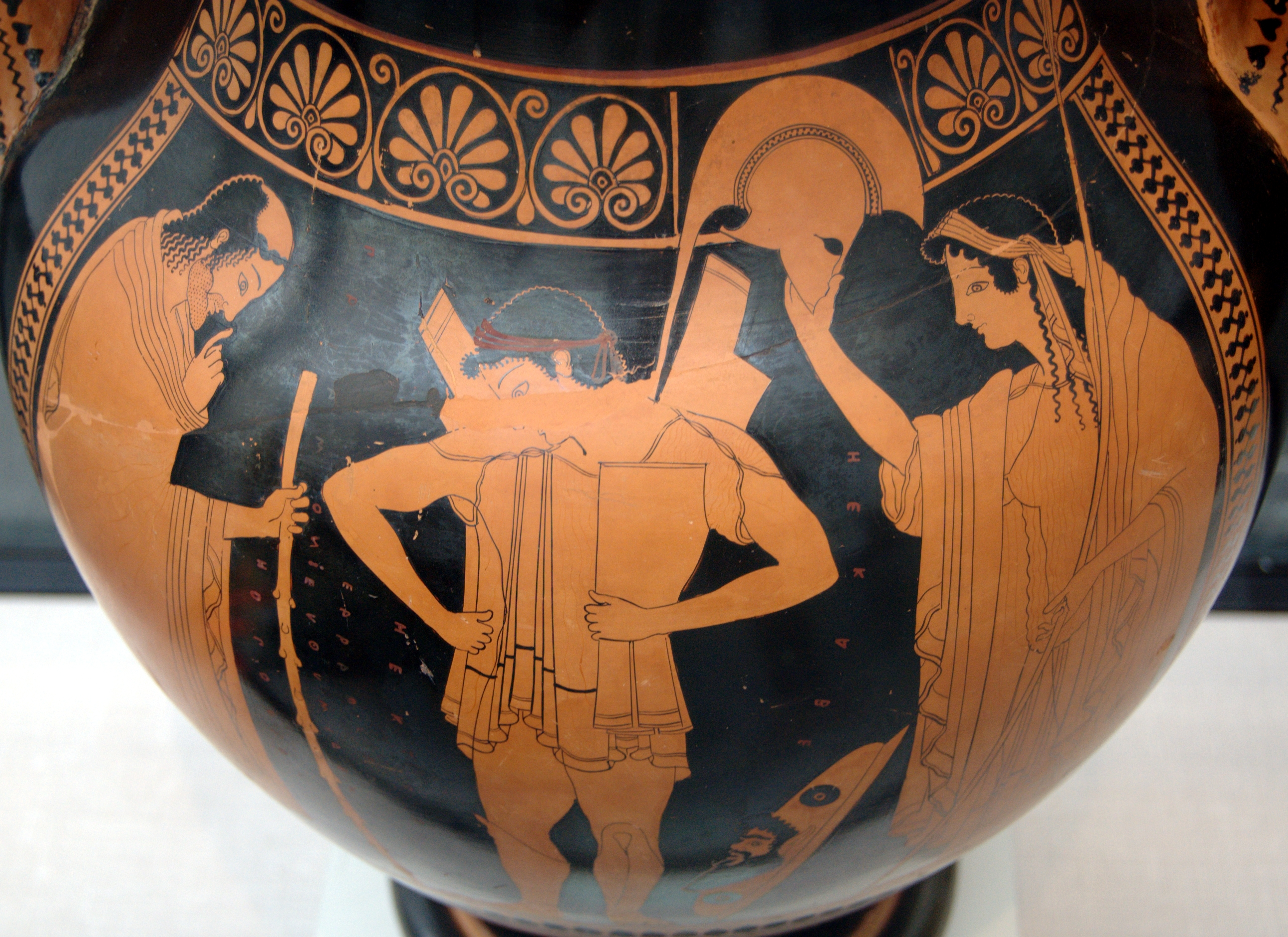
Vas Revelers,[45] d'Eutimides, ca. 510 ae
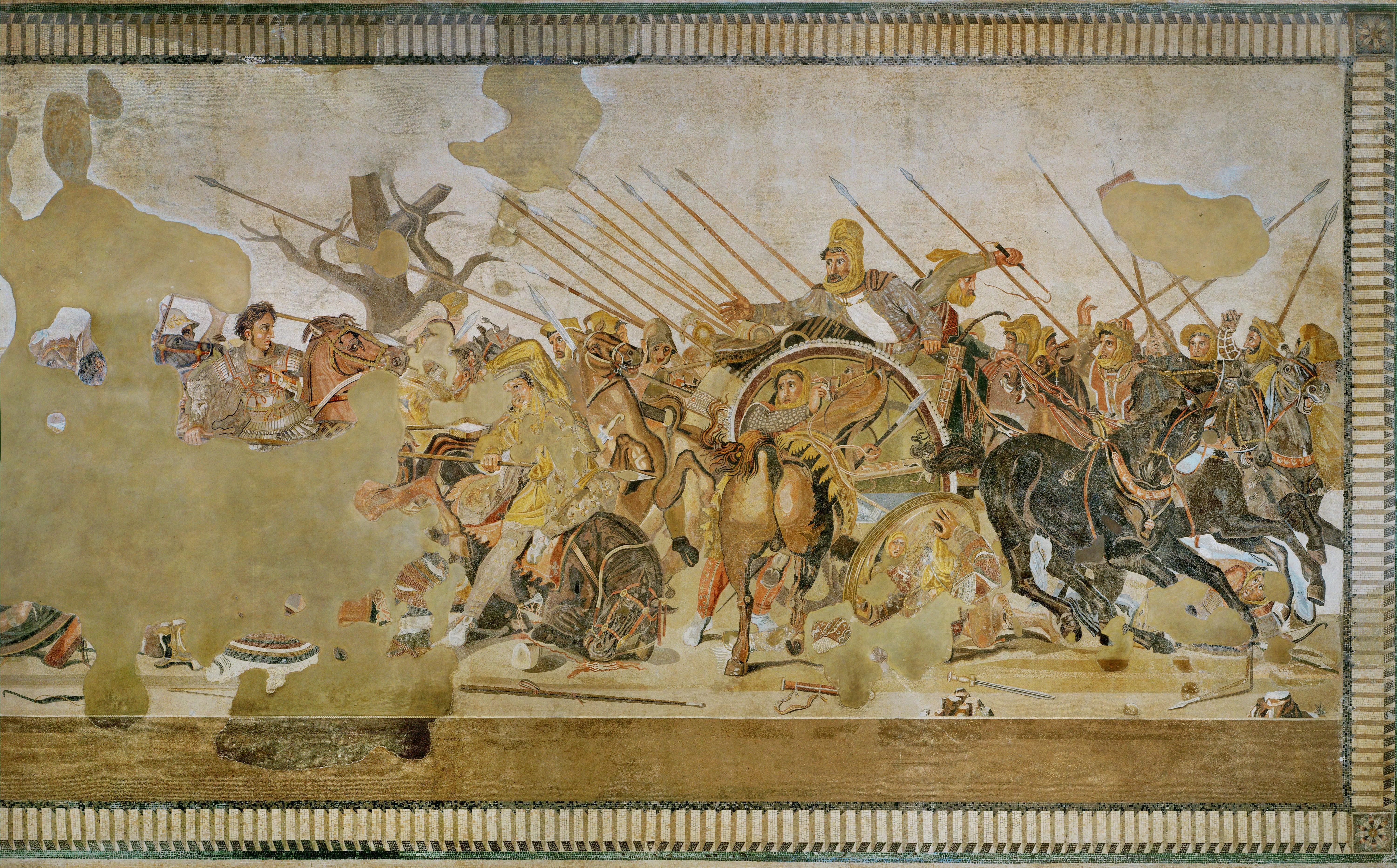
Mosaic d'Issos, que es considera la reproducció d'un model grec del segle iv aC (original d'Apel·les o de Filoxé d'Erètria)
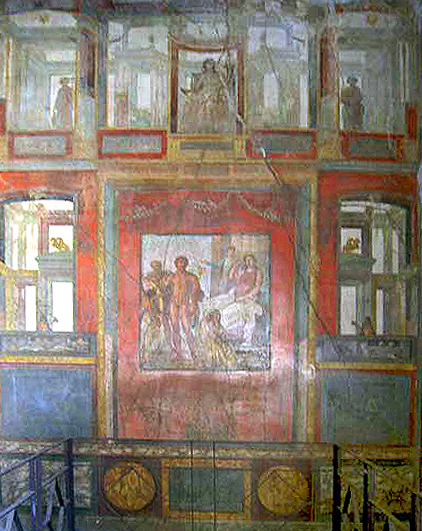
Fresc de la casa dels Vettii, abans del 79 de. Els diferents estils pompeians utilitzen, entre altres recursos, el color per a aconseguir efectes d'il·lusionisme arquitectònic

Pintura paleocristiana i romana d'Orient
La pintura paleocristiana i la seua continuadora, la romana d'Orient, van determinar la trajectòria de la pintura medieval tant en els aspectes iconogràfics i de simbolisme del color (mantell de la Mare de Déu, túnica de Crist) com en les tècniques (il·lustració de manuscrits, fresc, mosaic i tremp sobre taula) i els pigments preferits, que provenien de l'antiguitat i que tenien un altíssim preu: or per al groc (l'altre metall preciós, la plata, de molt diferent valor cromàtic, tenia un ús menor -Codex Argenteus-), porpra (reservada per als emperadors romans i prínceps de l'Església) per al roig, malgrat que hui el considerem un to intermedi entre blau i vermell ("es considerava el porpra una espècie de roig... el pigment vermell medieval sinòpia era conegut també com a pòrfir, el nom grec del porpra";... un matís roig fosc o carmí... es relaciona sovint amb la sang. Plini diu que «el color tiri [els fenicis -phoínikes- eren anomenats pels grecs amb el mateix nom que el tint i el mol·lusc que el produïa] és més preuat quan té el color de la sang coagulada, fosc sota la llum reflectida i brillant sota la llum transmesa». Al segle iii l'emperador Ulpià va definir com a porpra tots els materials rojos excepte aquells acolorits amb coccus o tints carmí) i lapislátzuli (blau ultramar) per al blau. Uns altres, introduïts en diferents èpoques i amb preus variables segons la disponibilitat, foren per al roig el vermelló ("el millor pigment vermell dels pintors medievals"), plom vermell, laques alitzarines, carmí; per al groc, l'indi, la gutagamba, el groc de Nàpols, l'orpiment, el groc de plom-estany ("el groc dels vells mestres"); i per al blau (que tenia menys alternatives), l'indi, l'esmalt blau, la malaquita i l'atzurita.
| « | ... per als frescs no hi ha més alternativa convincent i de bona qualitat que l'ultramar. L'indi sol ennegrir-se, i l'esmalt blau tenia fama de ser un material incòmode per treballar-hi. El substitut habitual, l'atzurita, no serveix per als frescs, perquè es torna verda en contacte amb l'aigua... pot aplicar-se a secco a la paret, però així resulta molt menys duradora i sol espellonar-se. Per això no hi ha massa blau als frescs medievals i del Renaixement. L'obra de Giotto a la capella de l'Arena a Pàdua (h. 1303) n'és una gloriosa excepció, en què no s'ha mirat despeses. Marcel Proust en la seua obra A la recerca del temps perdut diu d'aquells murals extraordinàriament preservats que "tot el sostre... i els fons dels frescs són tan blaus que sembla que el dia assoleiat ha creuat el llindar amb el visitant". A finals del s. XVI escassejaren durant un temps els subministradors d'atzurita, i això n'incrementà la demanda d'ultramar, cosa que significà que els italians, als ports dels quals n'arribava, se n'apropiaren de la major part. El subministrament de blaus fins fora d'Itàlia estava en crisi. No és si aquesta fou la raó perquè Pieter Brueghel el Vell no utilitzara atzurita ni ultramar sinó esmalt barat per a la túnica de la Mare de Déu en L'adoració dels Reis, (1564); però quasi un segle després Francisco Pacheco va escriure que a l'estat espanyol ni tan sols els pintors rics podien aconseguir ultramar. | » |

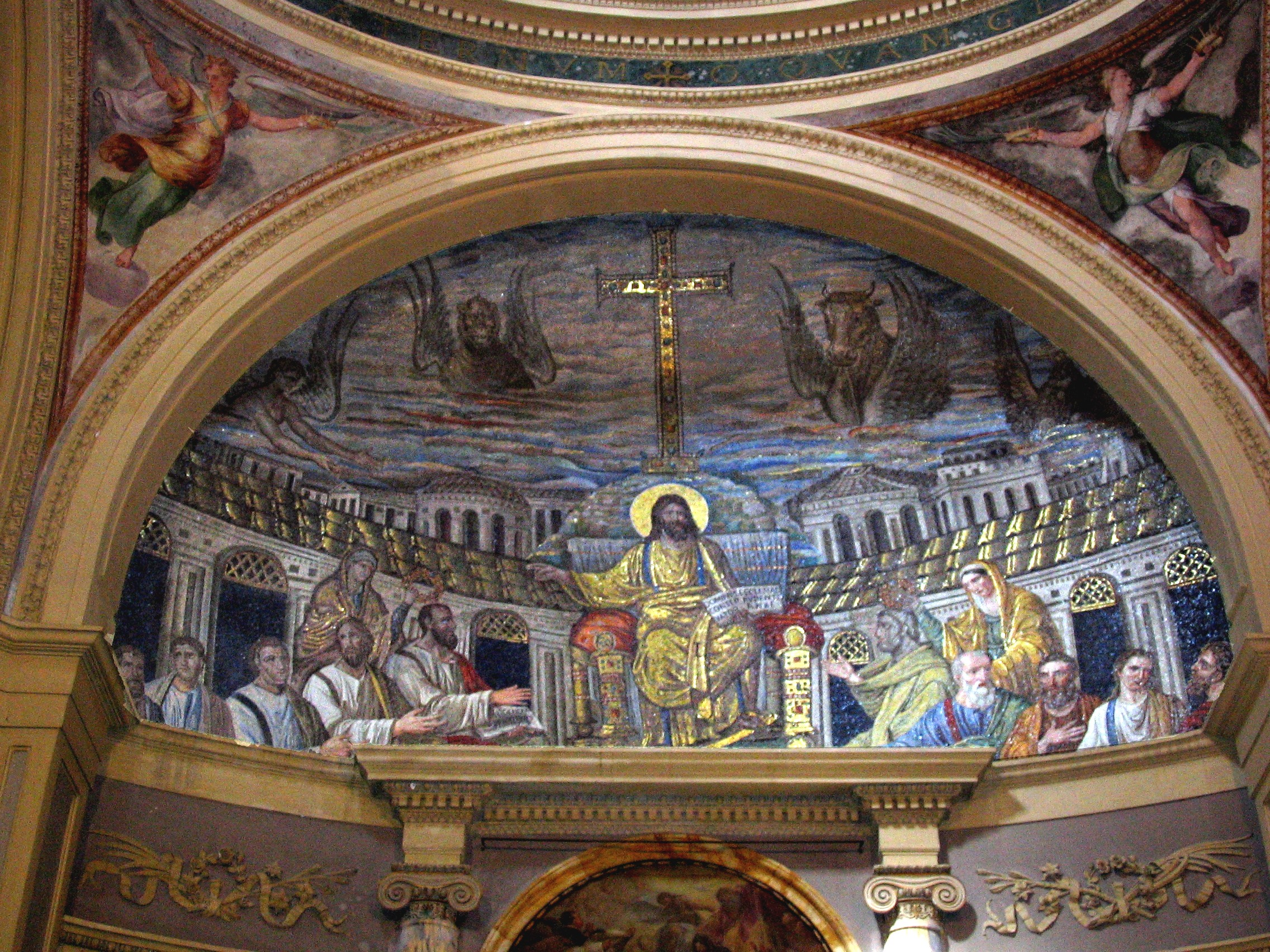
Mosaic de l'absis de la Basílica de Santa Pudenciana, ca. 390
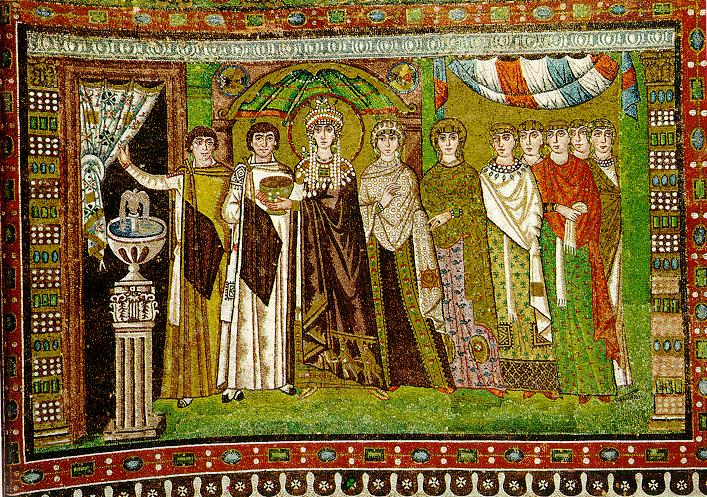
Mosaic de la comitiva de Teodora, a la Basílica de Sant Vidal de Ravenna, 546-548
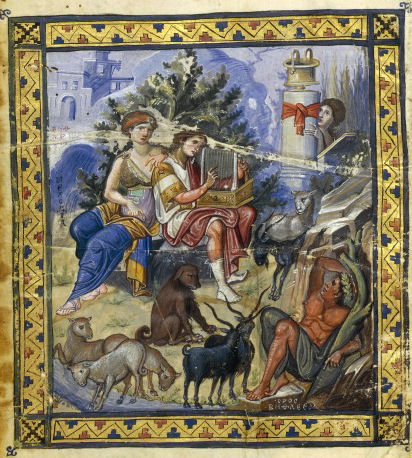
Manuscrit il·luminat del Psalteri de París,[49] s. X
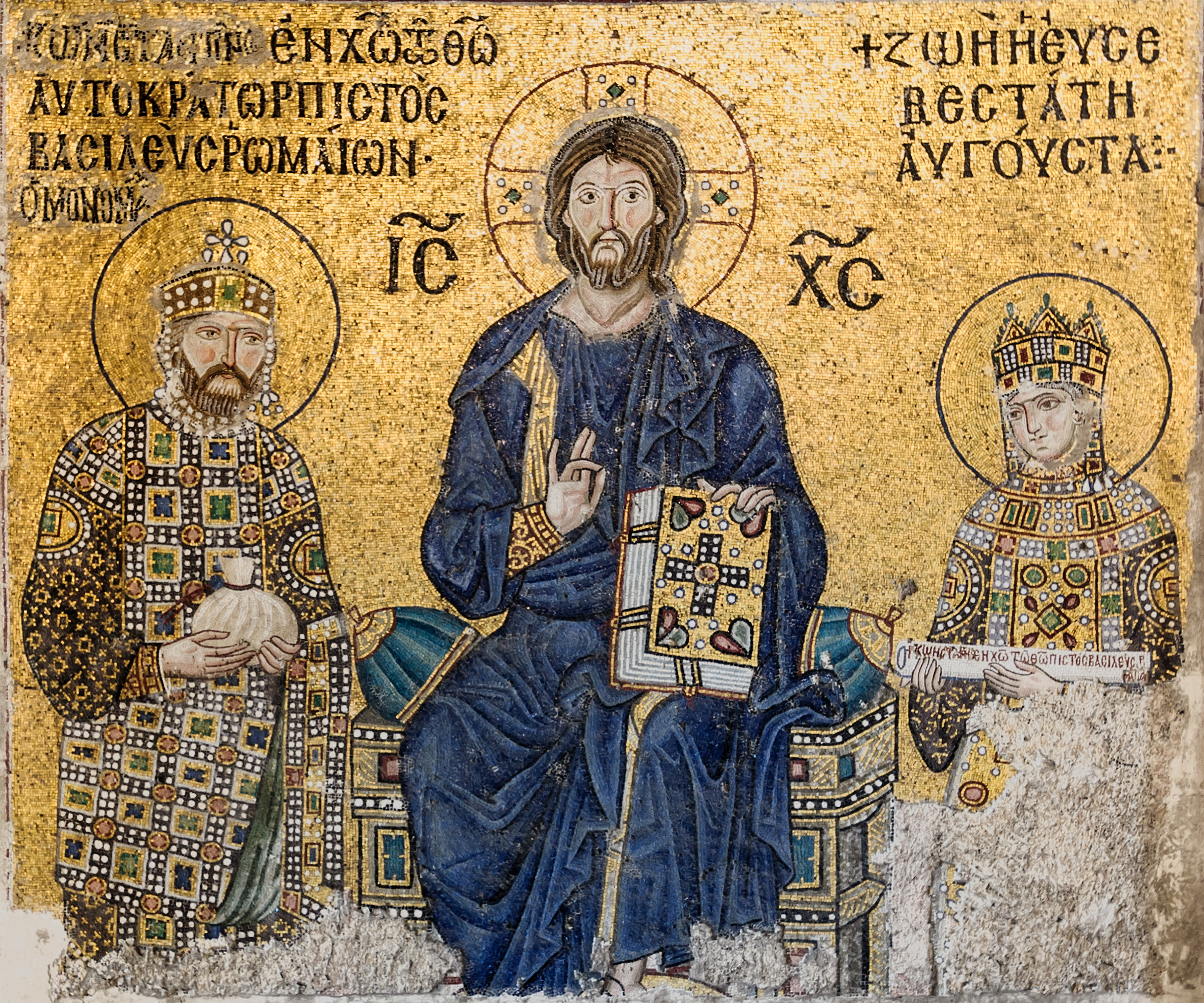
Mosaic de l'emperadriu Zoè, a Santa Sofia de Constantinoble, 1028-1042
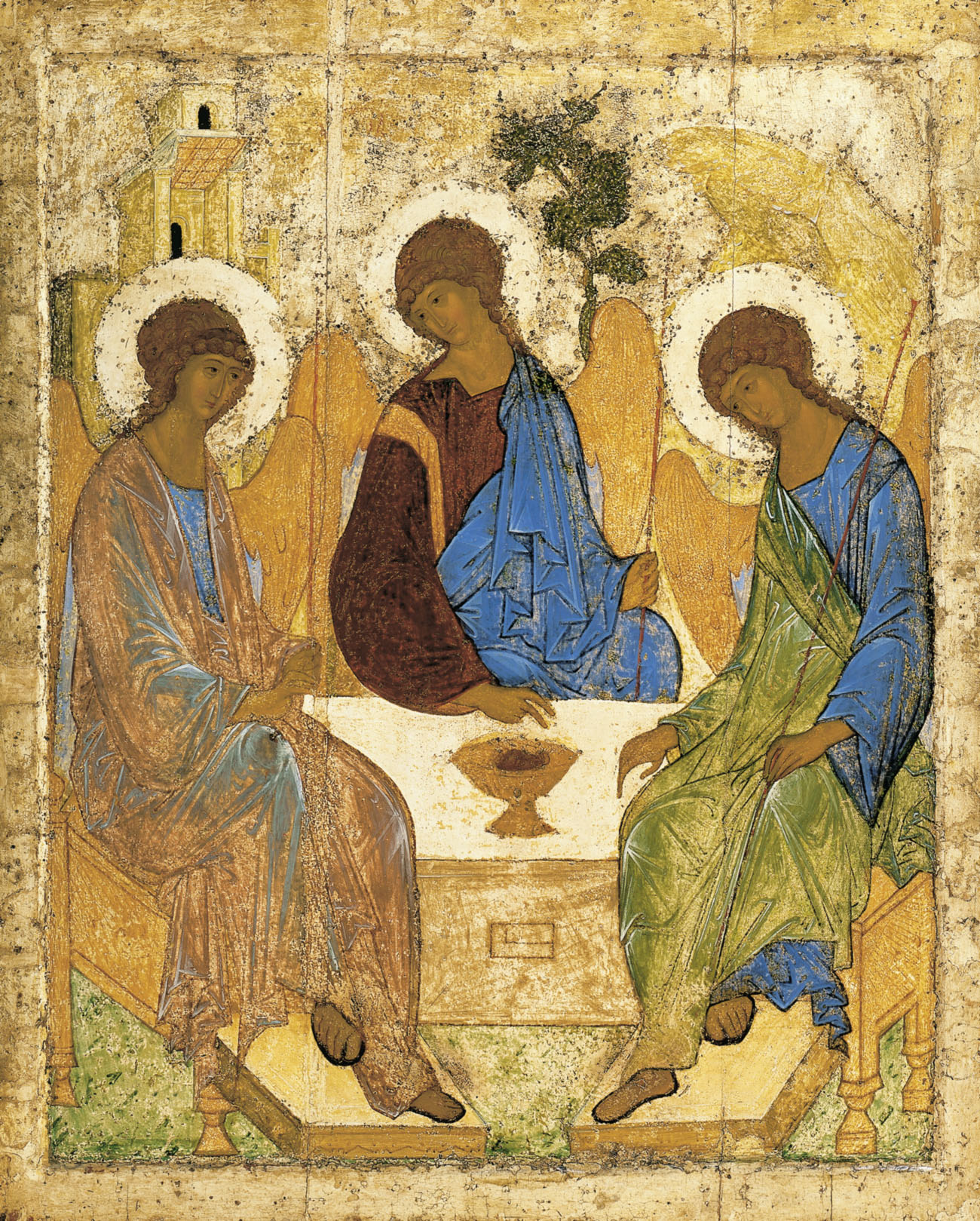
Icona de la Trinitat, d'Andrei Rubliov, 1411-1427
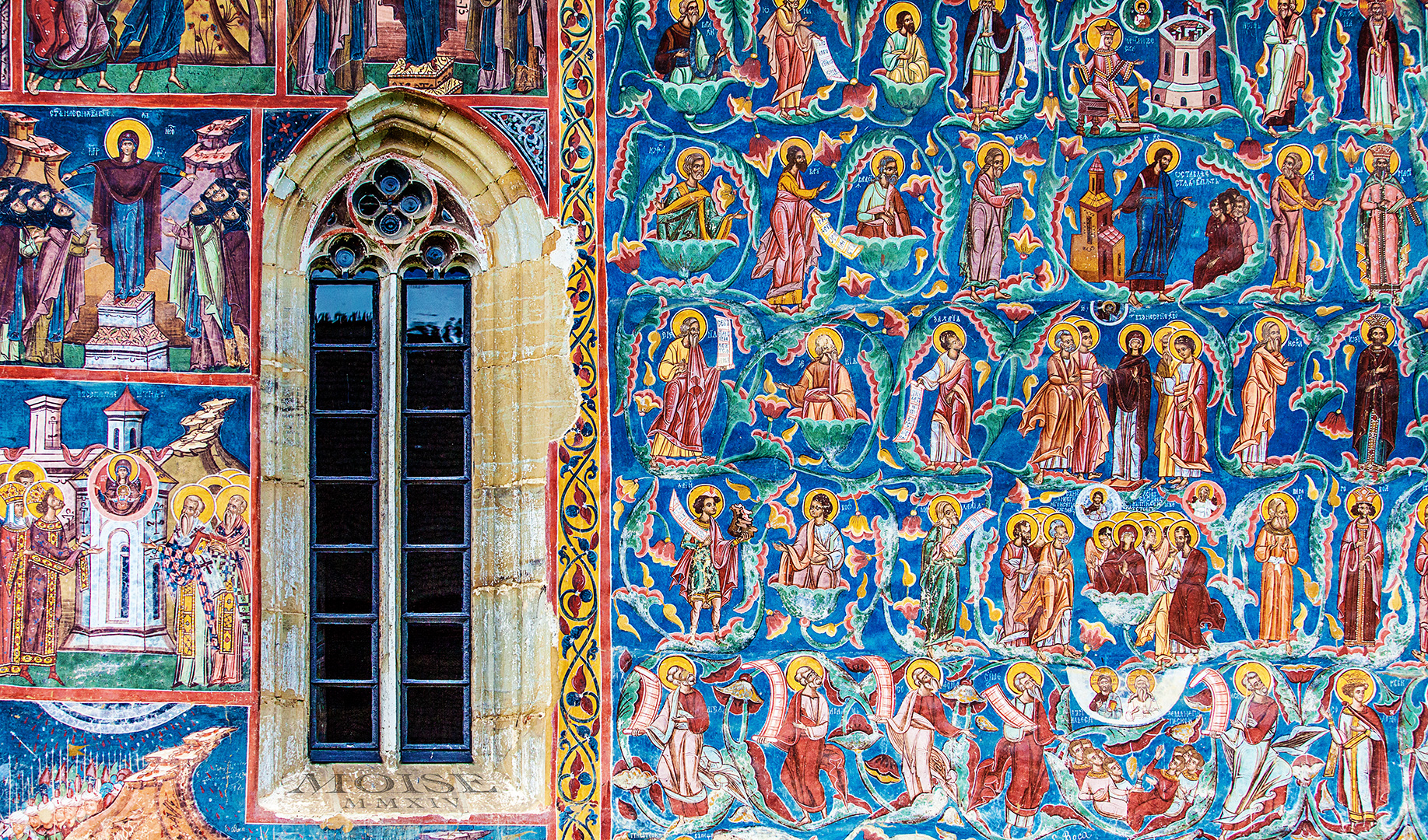
Frescs del monestir de Moldovita,[51] 1537

Alhora que en tot Europa es desenvolupava l'anomenat "gòtic internacional", el Renaixement italià es va definir en el Quattrocento per la troballa teòrica de la perspectiva geomètrica mentre que els primitius flamencs van realitzar la troballa artesanal de la pintura a l'oli, amb tots els guanys que aquesta permetia (detallisme i minuciositat: la pasta és més fluida i té un assecat molt més lent que cap altra tècnica; permet molts retocs) en els matisos cromàtics (més brillantor i possibilitat de veladures, encara que en l'època la limitació dels pigments disponibles els limitaven als blaus, vermells i verds). Les adquisicions (com la del Tríptic Portinari) i els viatges d'artistes (com el de Roger van der Weyden) van permetre el fructífer intercanvi entre tots dos nuclis artístics. El gust pel color passà a ser una característica distintiva de l'escola veneciana, beneficiada per la seua ubicació al major mercat de productes exòtics (com són els pigments) i per la inconveniència que la humitat permanent de la llacuna suposava per pintar al fresc (tècnica preferida per l'escola florentinoromana).
| « | En l'oli, cada partícula de pigment està "aïllada" per una capa del fluid, de manera que els pigments que interactuen químicament entre si en el tremp poden combinar-se de manera estable en l'oli. També, el pintor té més llibertat per fer barreges complicades de pigments en la paleta. I l'assecat lent d'aquestes pintures afavoreix el pintor naturalista, perquè li permet fusionar els tons i esfumar els contorns al llenç. Açò fa reeixir especialment la representació pictòrica dels tons de la pell. Willem de Kooning digué una vegada: "La carn motivà la invenció de la pintura a l'oli". Així, els nítids contorns típics de les obres al tremp donaren pas a nous estils, a mesura que els olis animaven el pintor a entrar en contacte físic amb els materials. Comentava un coetani de Tiziano que cap al final de la seua vida pintava "més amb els dits que amb els pinzells". Un canvi de mitjà, però, comporta un canvi en la caixa de pintures. Els olis, com qualsevol mitjà aglutinant, no assimilen el pigment cru sense modificar-ne l'aparença. Com que l'índex de refracció dels olis difereix del del rovell de l'ou, els pigments no tenen necessàriament el mateix color en tots dos mitjans. L'ultramar en l'oli és més negre que en el tremp d'ou; per recuperar el seu blau llambrenc cal barrejar-lo amb una mica de blanc de plom. Dresprés d'aquest insult a la seua puresa, l'ultramar havia de perdre la seua mística medieval. També el roig -la joia de l'edat mitjana- llueix menys vibrant en l'oli, i se'n donà preferència a les laques roges. La malaquita verda és massa transparent en l'oli pel seu baix índex de refracció, i solia mesclar-se amb blanc de plom o groc plom-estany per restaurar-ne l'opacitat. Un verd alternatiu anomenat resinat de coure, una sal de coure d'àcis orgànics que es troben en resines d'arbres, es feu popular a mitjan segle xv. Aquestes conseqüències de l'ús dels olis es coneixien al nord d'Europa des de finals del segle xiv: un manuscrit d'aquesta època, el Liber diversarum artium [Llibre de les diverses arts], adverteix que, en l'oli, l'"atzur" (ultramarí o atzurita) s'enfosqueix, l'indi no s'asseca i el roig s'ha d'usar amb plom vermell. Aquesta adulteració d'aquell roig, adés preciós, haguera horroritzat els artistes medievals. ... Els venecians adoptaren el llenç com a suport principal en la dècada de 1440, abans que la esta d'Itàlia, encoratjats per la presència d'una florent indústria naval que produïa veles. Potser la tendència de l'aire humit i salobre de la llacuna a fer malbé els frescs reforçà aquesta preferència. La textura aspra del llenç afavoria els contorns imprecisos, en lloc de la precisió amb què els florentins treballaven en els plafons... Tintoretto… experimentà amb les possibilitats que oferia aquesta textura; abandonà les grosses capes d'algeps emprades per a allisar el llenç, per explorar-ne el teixit granulós i aconseguir efectes que guanyaven en força en veure's de lluny. Tiziano usava aquest gra per aconseguir una mena de barreja òptica, deixant veure les capes interiors entre els espais de la superfície rugosa coberts per pinzellades... Des que Giovanni Bellini introduí a Venècia les tècniques a l'oli al 1470, els pintors venecians les empraren per a crear colors agosarats i lluminosos... Vasari ens diu que ... Giorgione, Tiziano i Sebastiano del Piombo es formaren al taller de Bellini, de qui aprengueren a fer riques i complexes gradacions de color amb moltes capes de veladures. En Tiziano aquest estil n'arriba a l'apogeu: algunes obres seues tenen una amalgama de capes de pintura que resulta quasi impossible d'interpretar. «Veladures, trenta o quaranta!», diuen que exclamà una vegada. Segurament exageren, però sols una mica: una anàlisi de la capa negra del bisbe Averoldi en la Resurrecció (1519-1552) ha revelat nou veladures distintes entre l'algeps i el vernís, que incorporen blanc plom, roig, negre de fum, atzurita i laca violeta. Tiziano utilitza el color com a mètode constructiu: no amb fins decoratius o simbòlics, sinó com el vertader mitjà d'expressió artística. Els seus quadres són composts i cohesionats pel color; no feu cas de [les] restriccions [de les regles de composició]: en Retablo Pesaro (1519-1528) la Mare de Déu s'asseu a la dreta, mentre sant Pere n'ocupa la posició central, i l'equilibri pictòric s'hi assoleix contraposant la Mare de Déu i -horror!- una bandera. Però, quin joc de primaris brillants hi aporta l'harmonia que l'ull reclama! El vestit roig de Maria combina amb la bandera roja, mentre que la túnica blava ens duu a les robes de sant Pere, en sorprenent contrast amb una túnica groga. Els intensos colors locals d'aquesta i altres obres primerenques de Tiziano provenen de la "pintura cromàtica" del segle xv, amb els seus lluents primaris isolats, els contrasts albertinos de roigs i verds, blaus i grocs. La capacitat de reconciliar aquests matisos estridents és quasi miraculosa en Tiziano. | » |

La paleta de colors sembla no haver-se usat en l'antiguitat o l'edat mitjana: els colors es preparaven en petits dipòsits, el nombre dels quals va de la mitja dotzena que apareixen en un text anglés del segle xiv als deu o onze que apareixen en una escena flamenca del segle xv, que representa la vida de Zeuxis. Bocaccio (De claris mulieribus) en descriu una en mans d'una pintora, i dos manuscrits borgonyons del segle xv presenten il·lustracions amb el que sembla una paleta en mans de dues pintores, també dones. En Sant Lucas pintant la Mare de Déu de Niklaus Manuel Deutsch (de qui se sap que usava més de vint pigments diferents), apareix una paleta en mans del pintor i una altra més gran que està preparant-li un assistent. Vasari ressenya l'ús de paletes per Lorenzo di Credi, company de Leonardo al taller de Verrocchio, indicant que feia un gran nombre de barreges, graduant-les de la més clara a la més fosca amb troppo i veramente soverchio ordine: arriba a tenir trenta mescles a la paleta, per a cadascuna de les quals usava una brotxa diferent. Els testimoniatges de l'època palesen que es procurava ordenar els colors de manera que entre el negre i el blanc hi hagués la major separació possible, i les barreges se solien fer abans de dipositar-se en la paleta. Les paletes tonals amb colors preparats són típiques dels segles xviii i xix.

"El color de Tiziano, el dibuix de Miguel Ángel", proclamava Tintoretto com el seu ideal pictòric. Sempre, però, es va reivindicar el mestre florentinoromà com un gran colorista i no sols "un escultor que pinta"; si se'n tenia cap dubte, es va dissoldre amb les restauracions recents dels frescs de la Capella Sixtina, que van rescatar la potència dels colors originaris.
| « | En la dècada de 1670 el pintor holandés Samuel van Hoogstraten es planyia: "Voldria tenir un pigment verd de tanta qualitat com el roig o el groc. La terra verda és massa feble, el verdet [verdet] es massa rude i la cendra [verd malaquita] dura molt poc". Diego Velázquez sembla coincidir amb aquest plany perquè mai utilitzà un pigment verd pur, sinó que els barrejava a partir d'atzurita i ocre groc o groc de plom-estany. Els manuals de pintura solien ser molt explícits sobre com mesclar verds per als diferents usos; en The Compleat Gentleman [El caballero completo] (1622) de Henry Peachman apareix aquest consell: "Per a un verd fosc i trist, com el de les fulles interiors dels arbres, barregeu indi i rosa. Per a un verd clar, rosa i masticot [ací groc de plom-estany]; per a un verd mitjà i color herba, verdet i rosa." | » |

Gradualment van anar arribant als pintors innovacions tècniques referents als pigments, als aglutinants o a la seua aplicació (redescobriment de l'encàustica, invenció dels colors pastel i els llapis -que van tardar molt a substituir els tradicionals carbonet i sanguina-); però el predomini de l'academicisme en la formació i l'enquadrament professional dels pintors va fer que en general el color cedís davant el dibuix, fins i tot es buscà conscientment l'"ennobliment" de la pintura amb capes homogeneïtzadores de vernís que apagaven els colors vius cap a tons mel o fusta. L'oposició entre un corrent oficial, "acadèmic", que acaparava els encàrrecs oficials, i els corrents alternatius, que podien o no trobar suport en el mercat de l'art (el rococó es defineix com un art d'espais privats) o restringir-se al gust dels artistes, cada vegada més conscients de la seua pròpia individualitat, va arribar fins a la reivindicació de la seua condició de "rebutjats" (els maleïts, Salon des Refusés) i la cerca de l'escàndol (épater le bourgeois). Buscar espais va portar a l'abandó del taller com a únic lloc de treball per trobar la llibertat de creació a l'aire lliure, davant dels models de la natura (plen air), la qual cosa acabà produint decisives transformacions en la concepció dels colors i la llum.

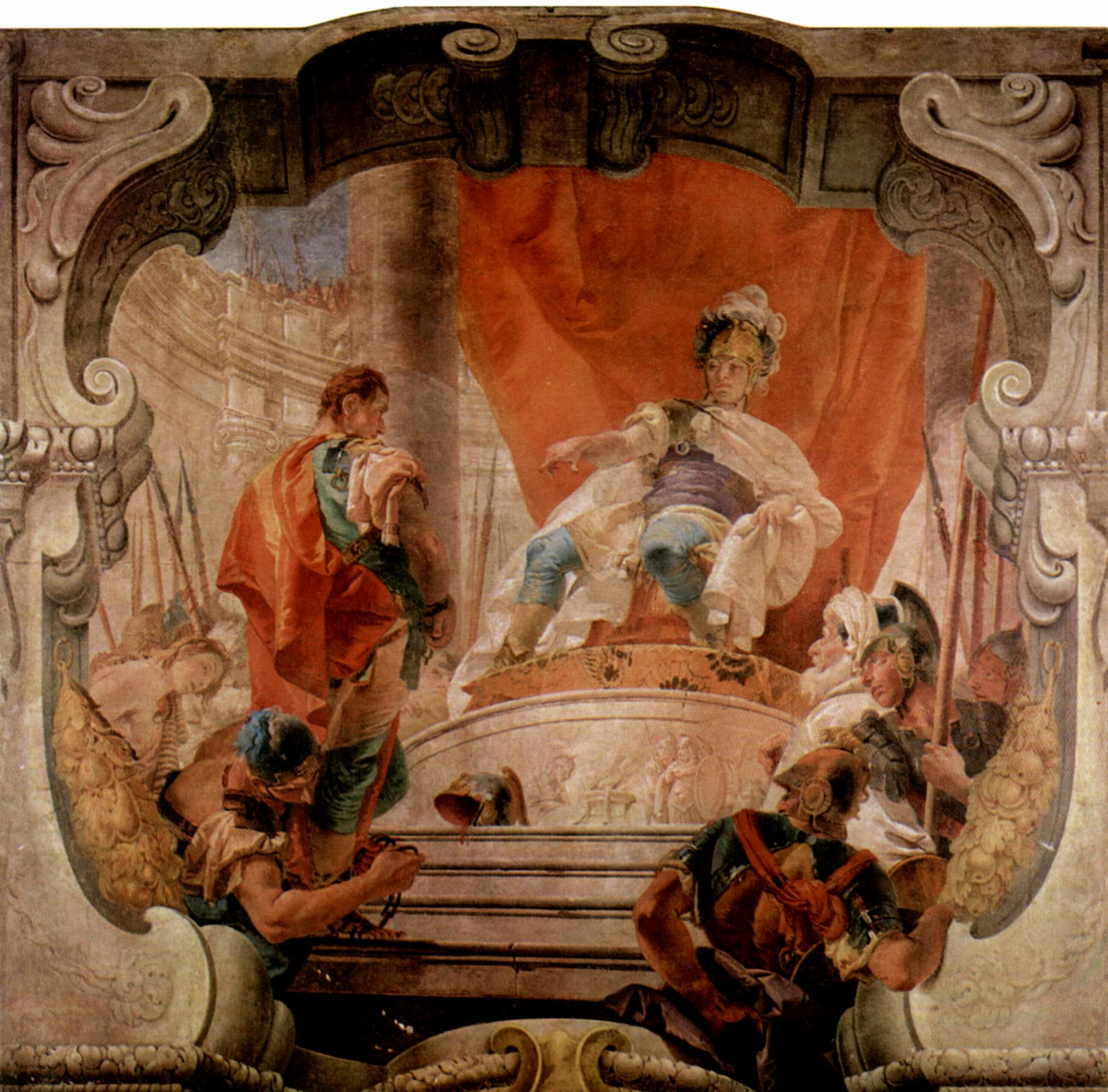
Escipió i l'esclau, de Tiepolo, 1731
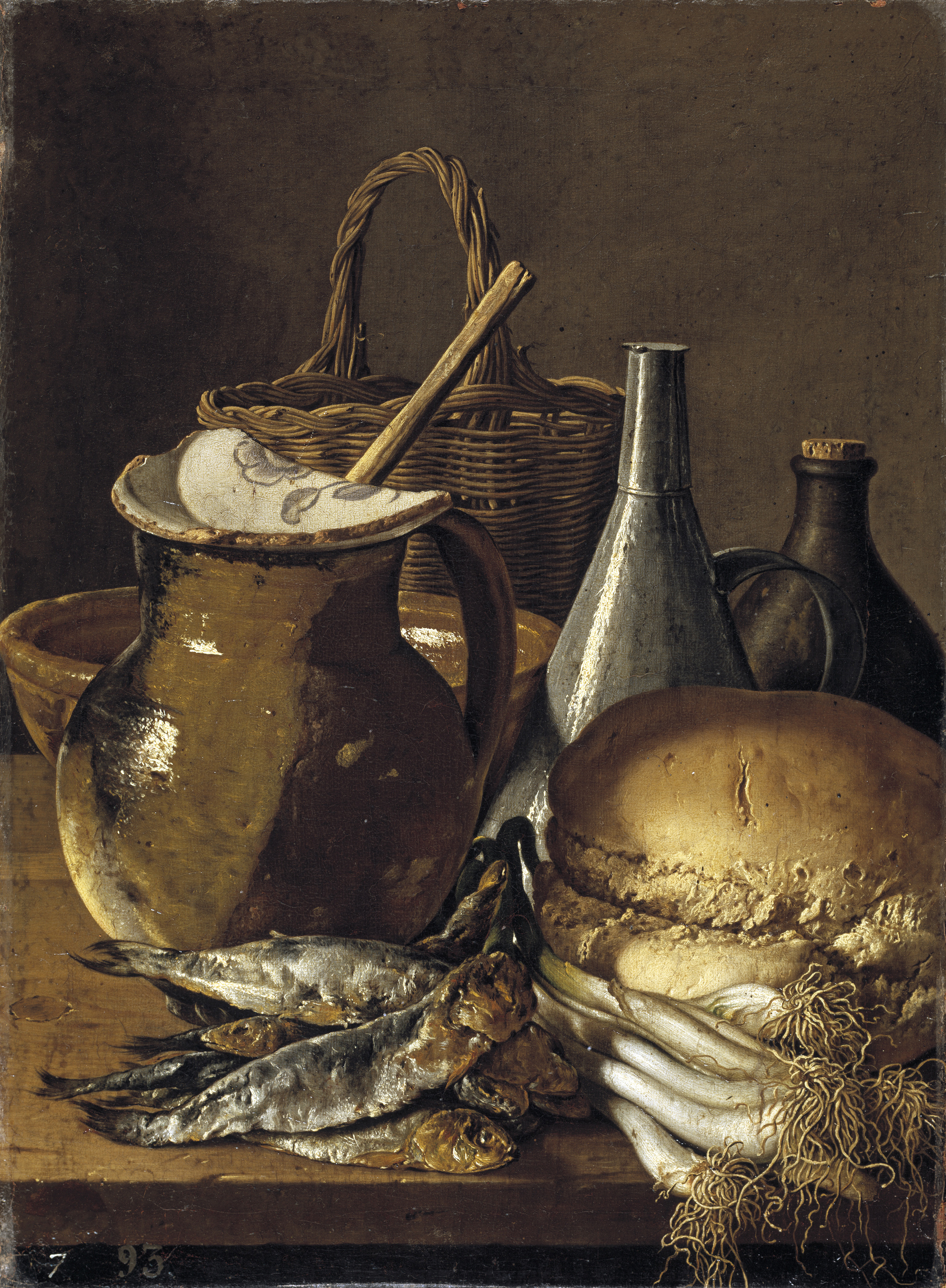
Natura morta amb peixos, cebes, pa i objectes diversos, de Luis Egidio Meléndez, ca. 1760
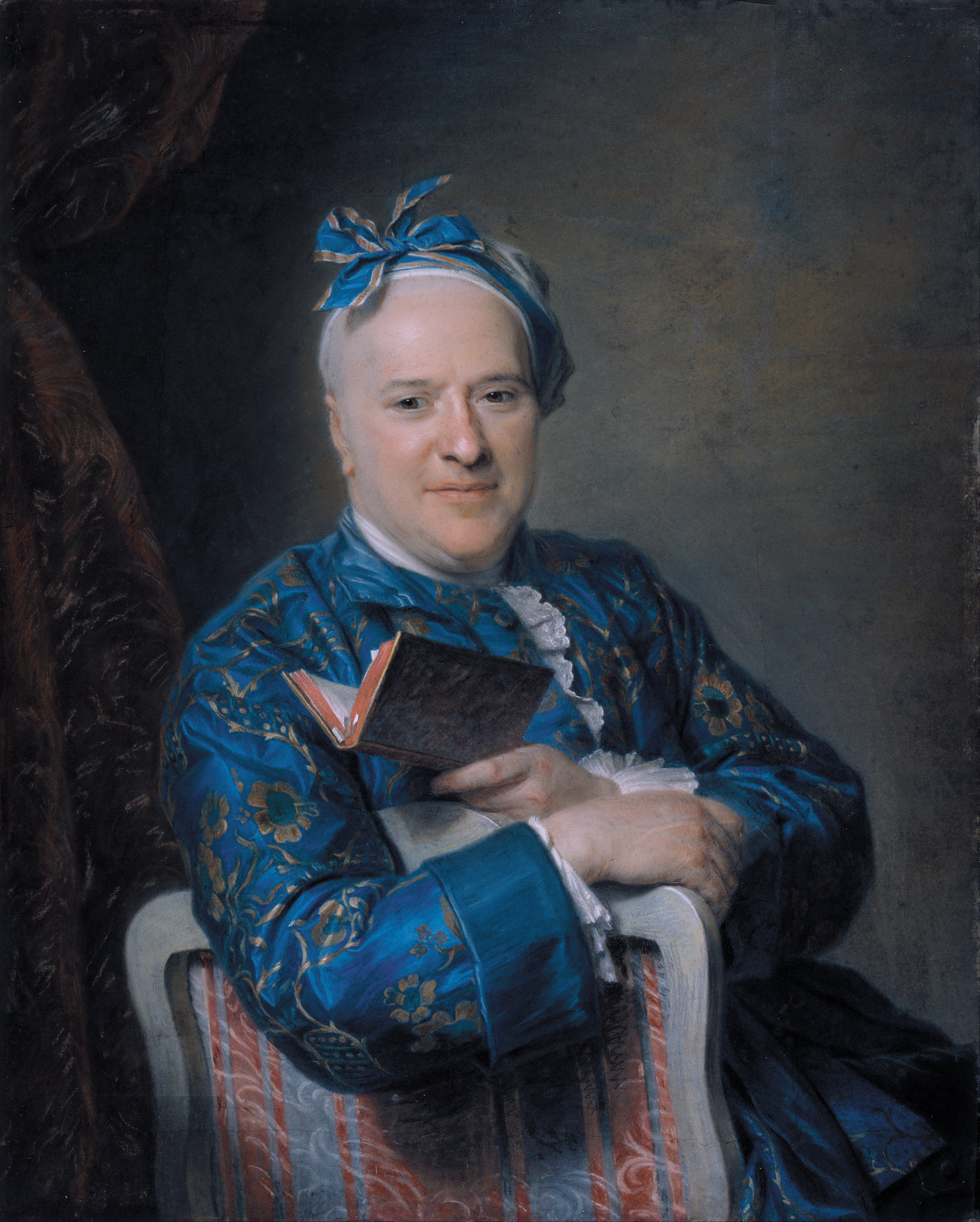
Retrat de Pierre-Louis Laideguive, de Maurice Quentin de La Tour, 1761
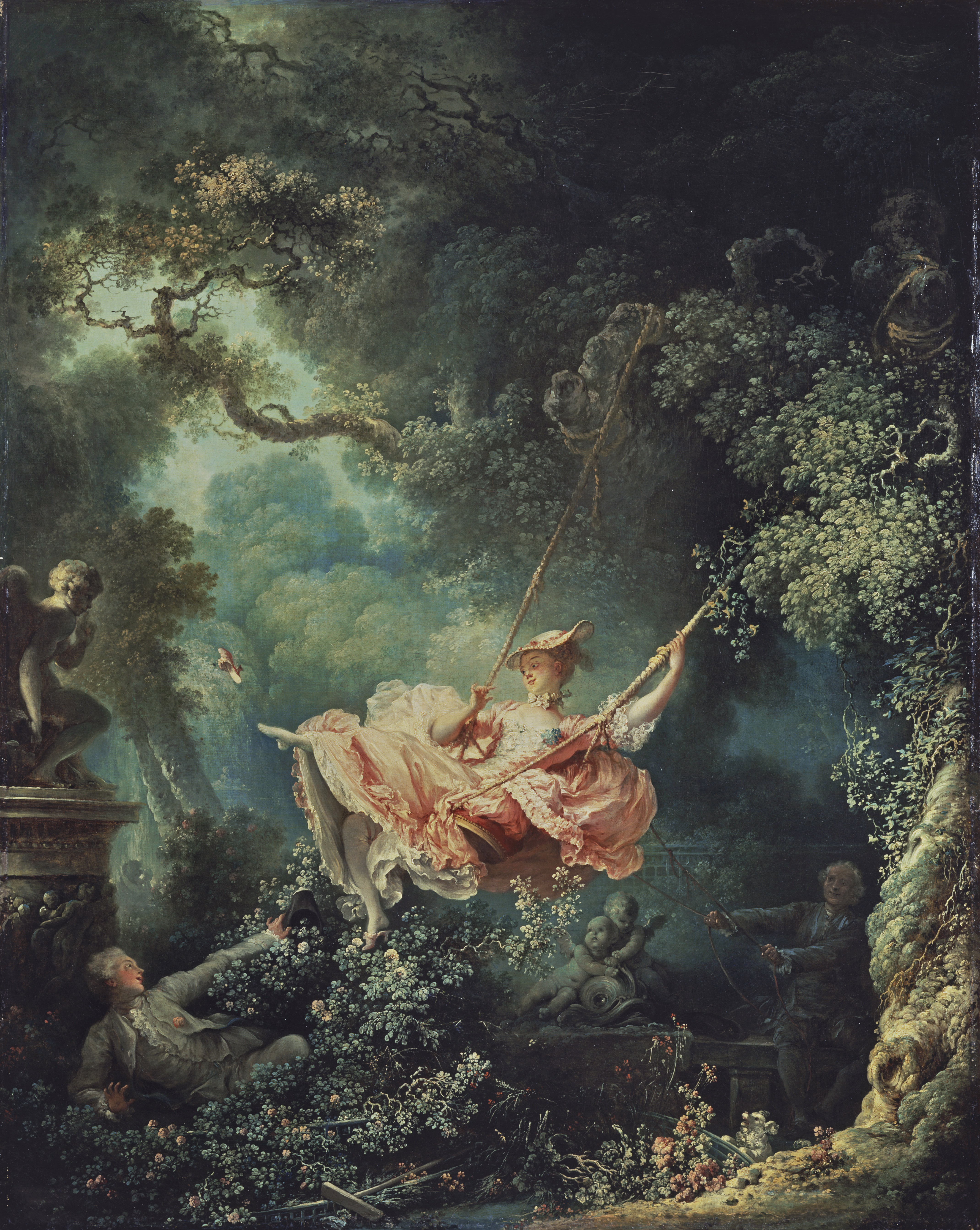
El gronxador, de Fragonard, 1767
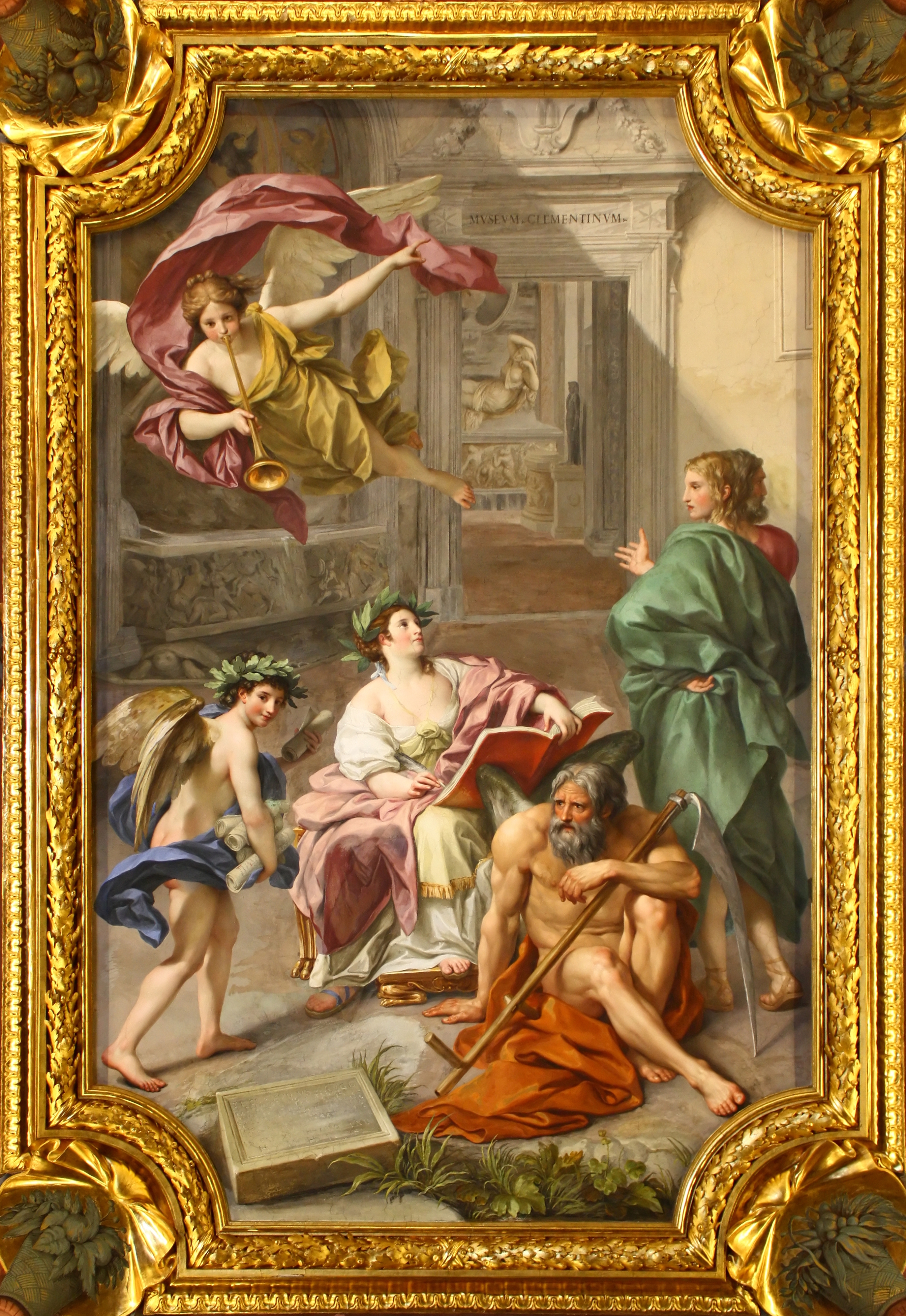
Triomf de la Història sobre el Temps, de Mengs, 1772-1773
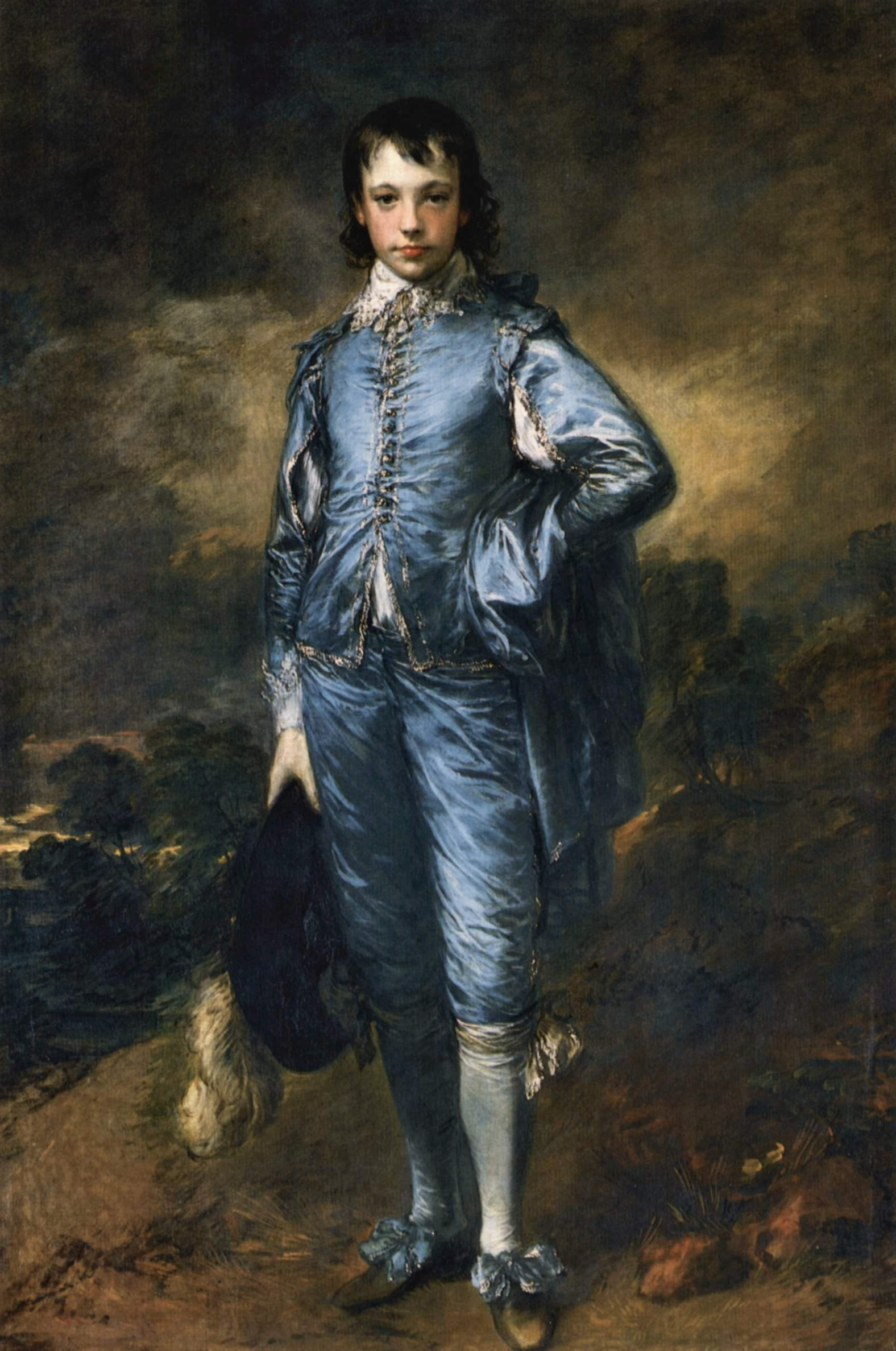
El jove blau, de Gainsborough, ca. 1770
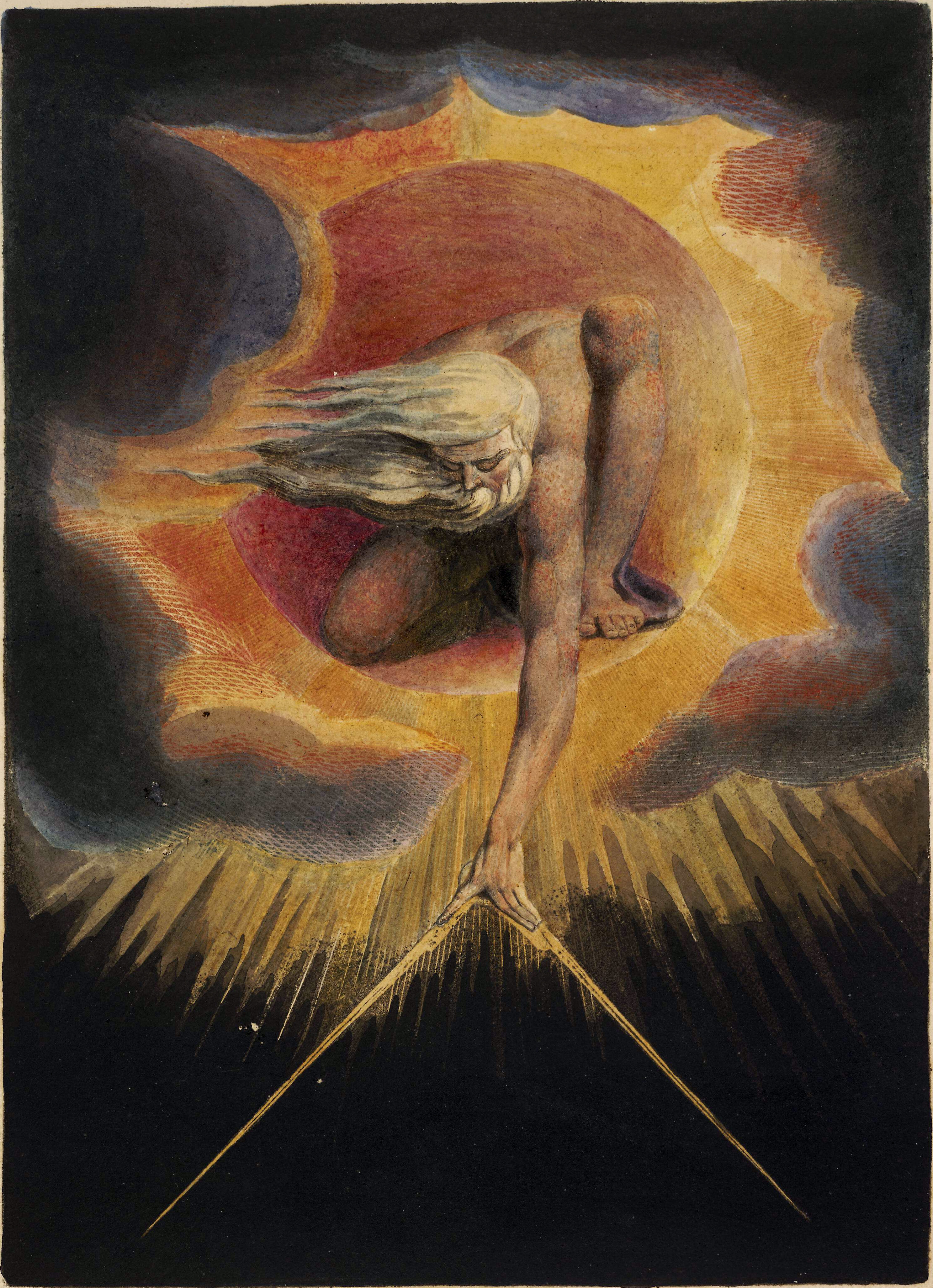
L'ancià dels dies, de William Blake, 1794
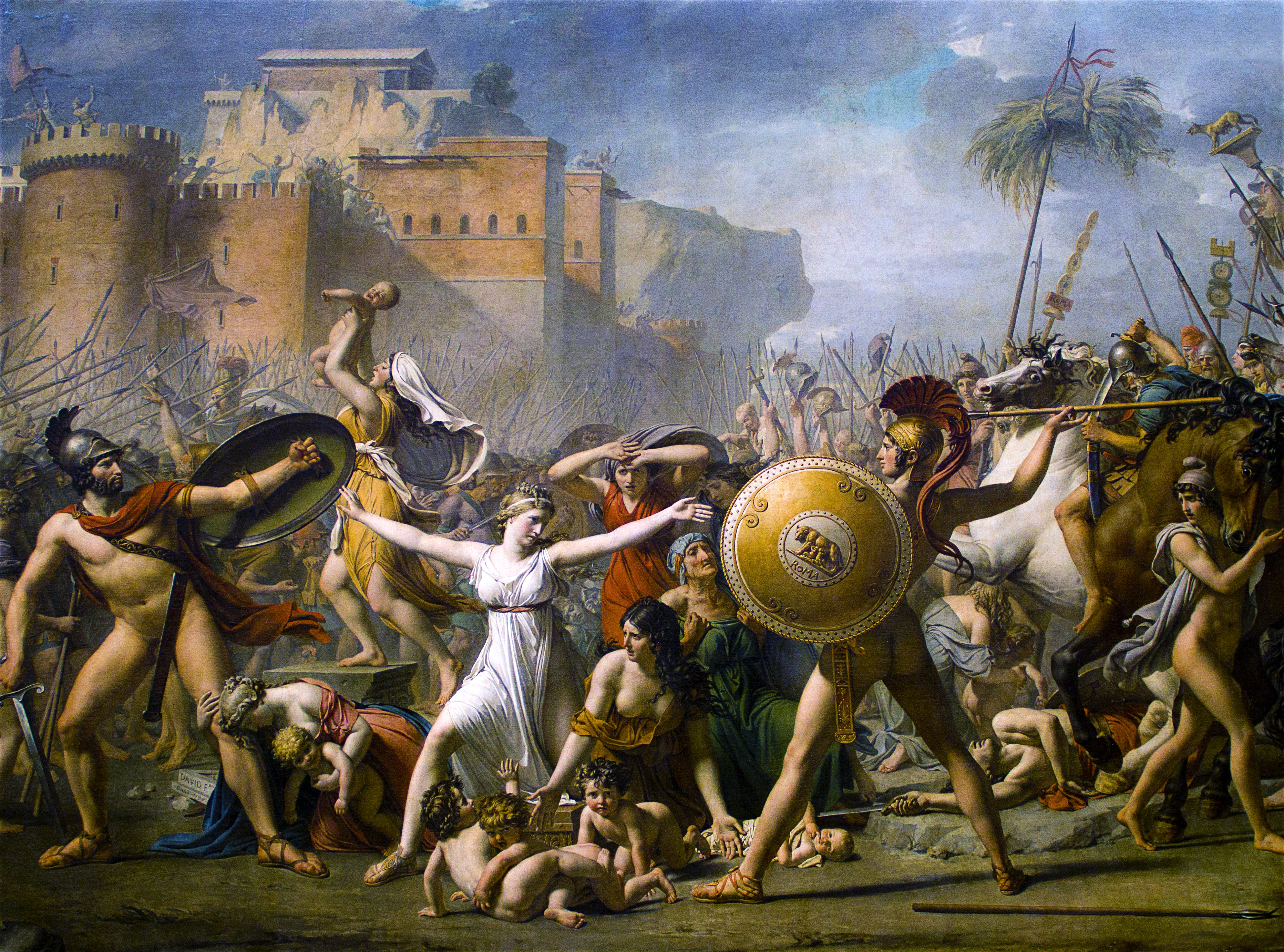
Intervenció de les sabines,[60] de David, 1799
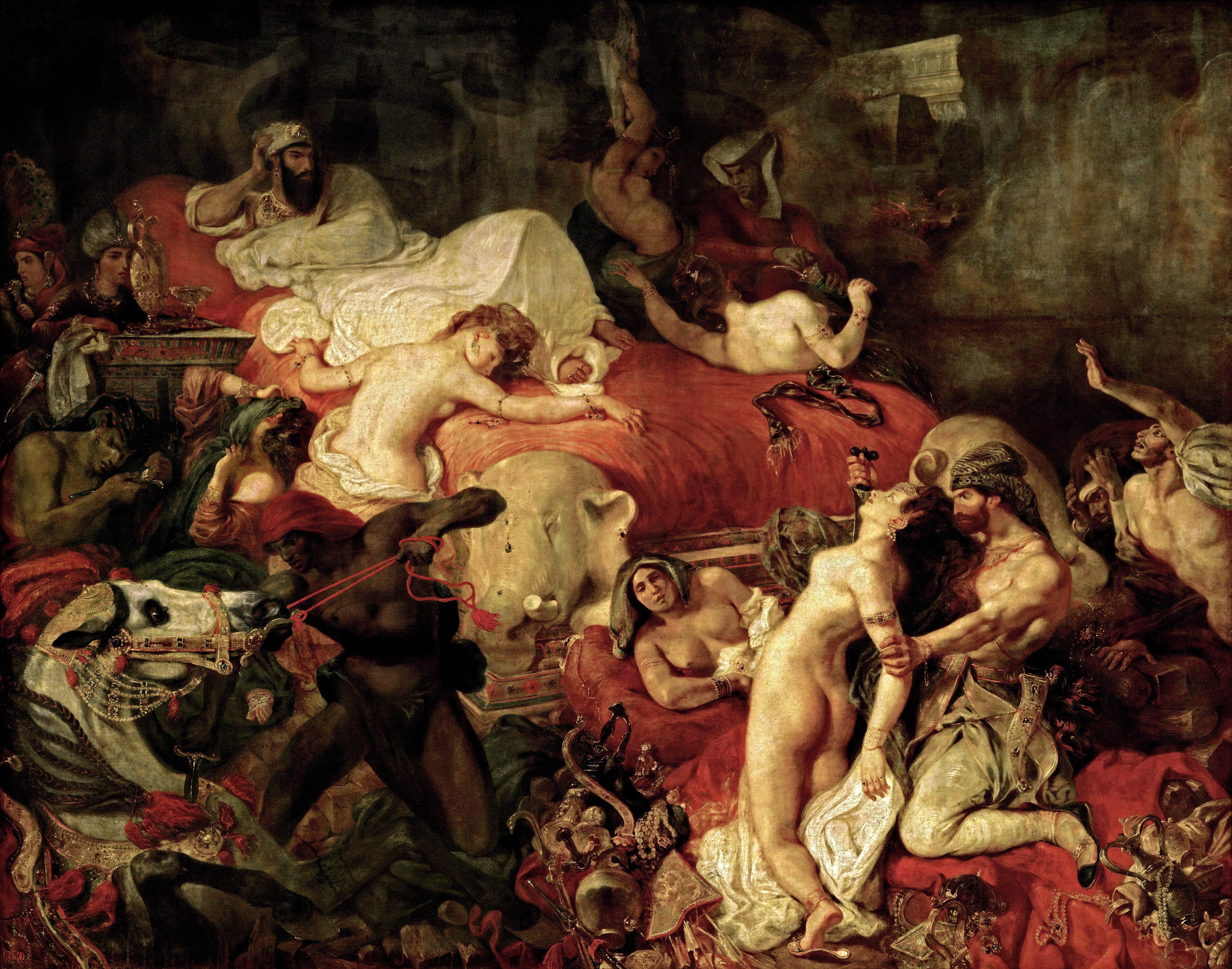
La mort de Sardanàpal, de Delacroix, 1827
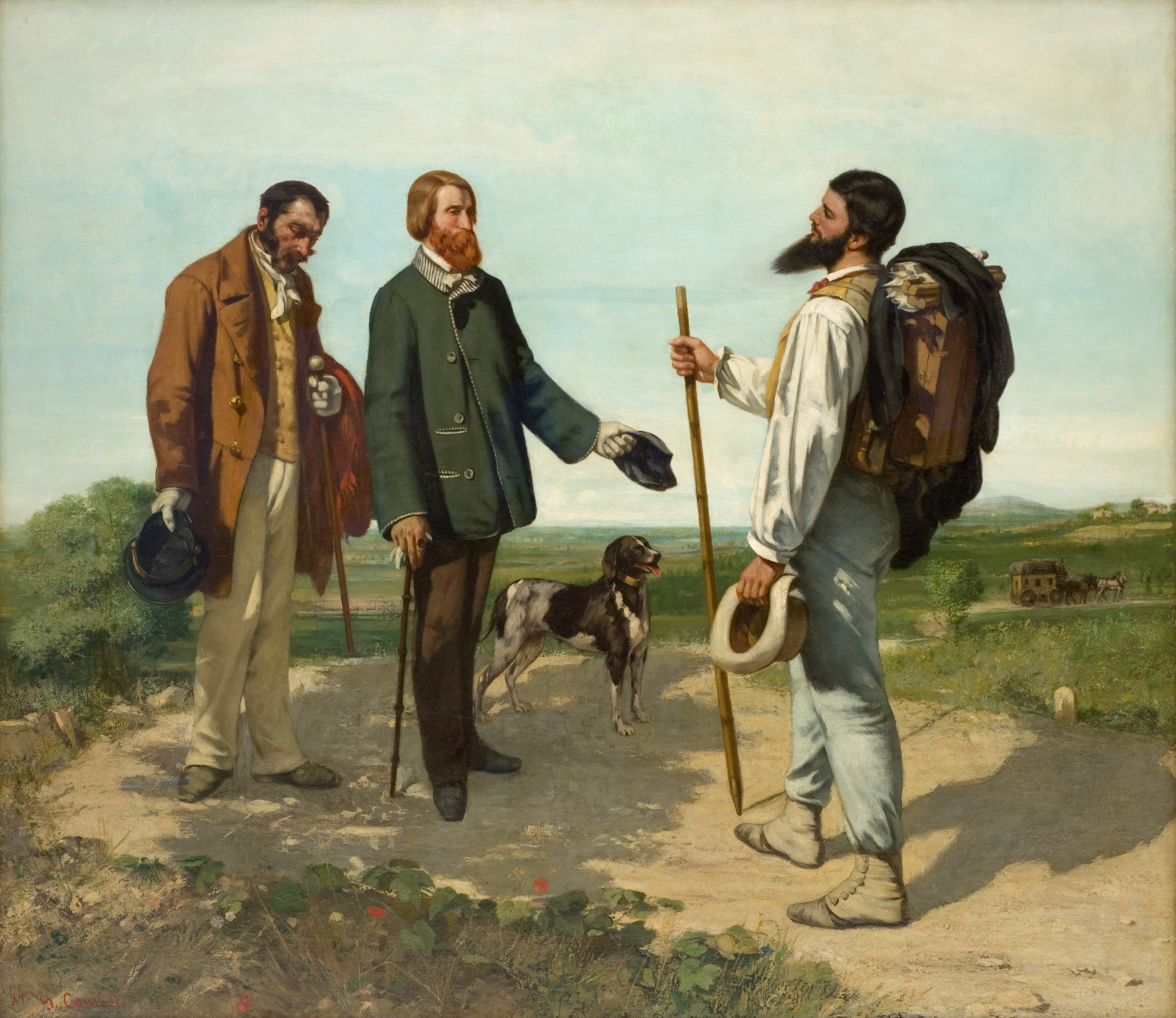
Bonjour, Monsieur Courbet,[61] de Courbet, 1854
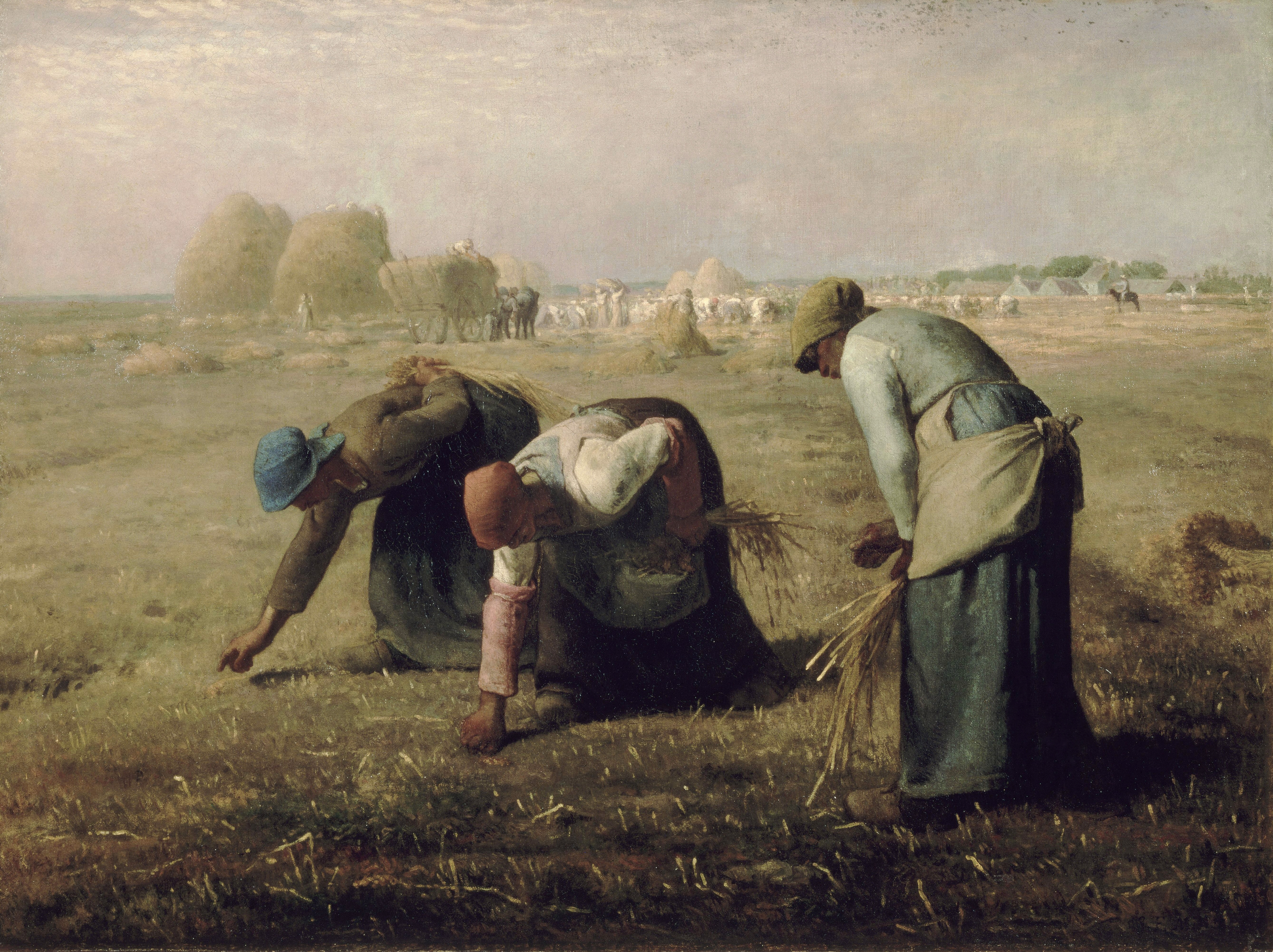
Les espigadores, de Millet, 1857
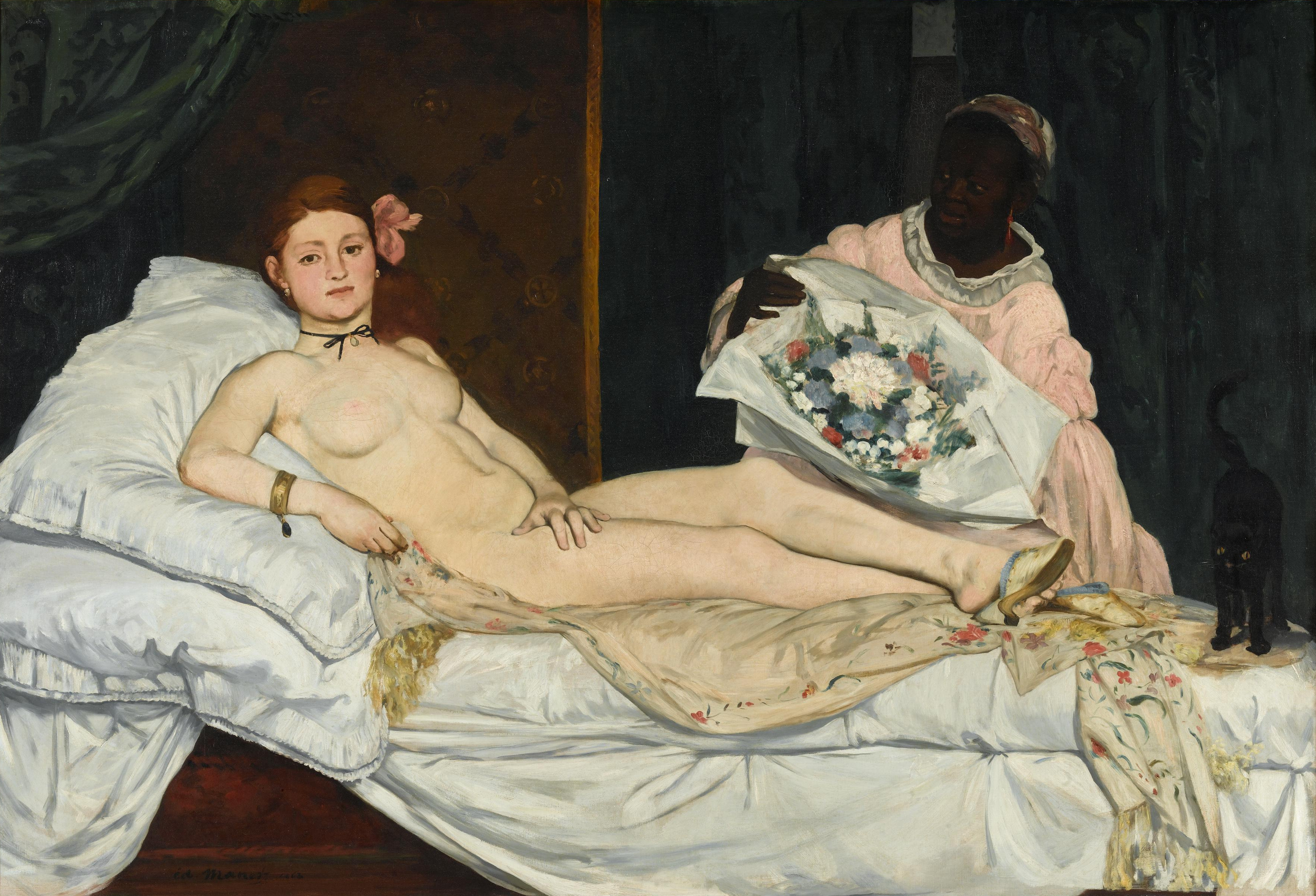
Olympia, de Manet, 1863
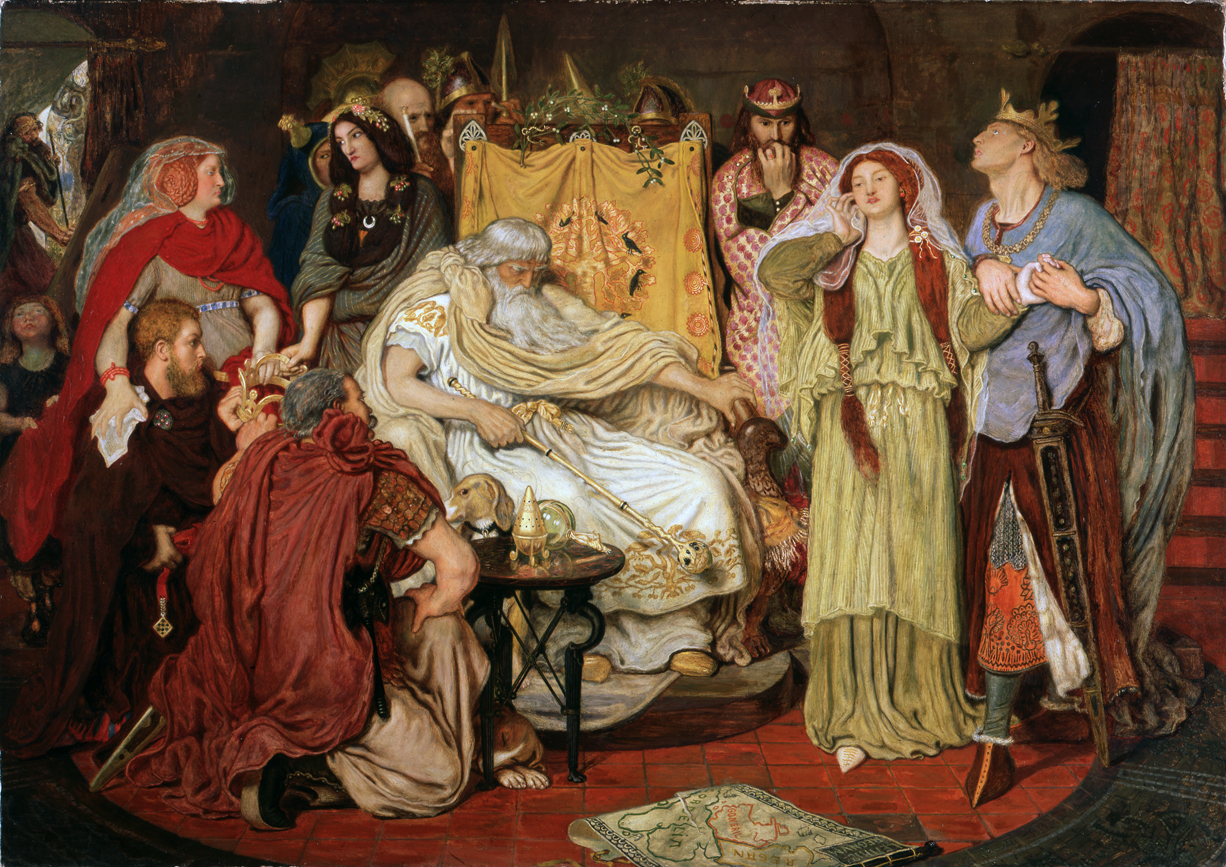
La poció de Cordèlia de Ford Madox Brown, 1866
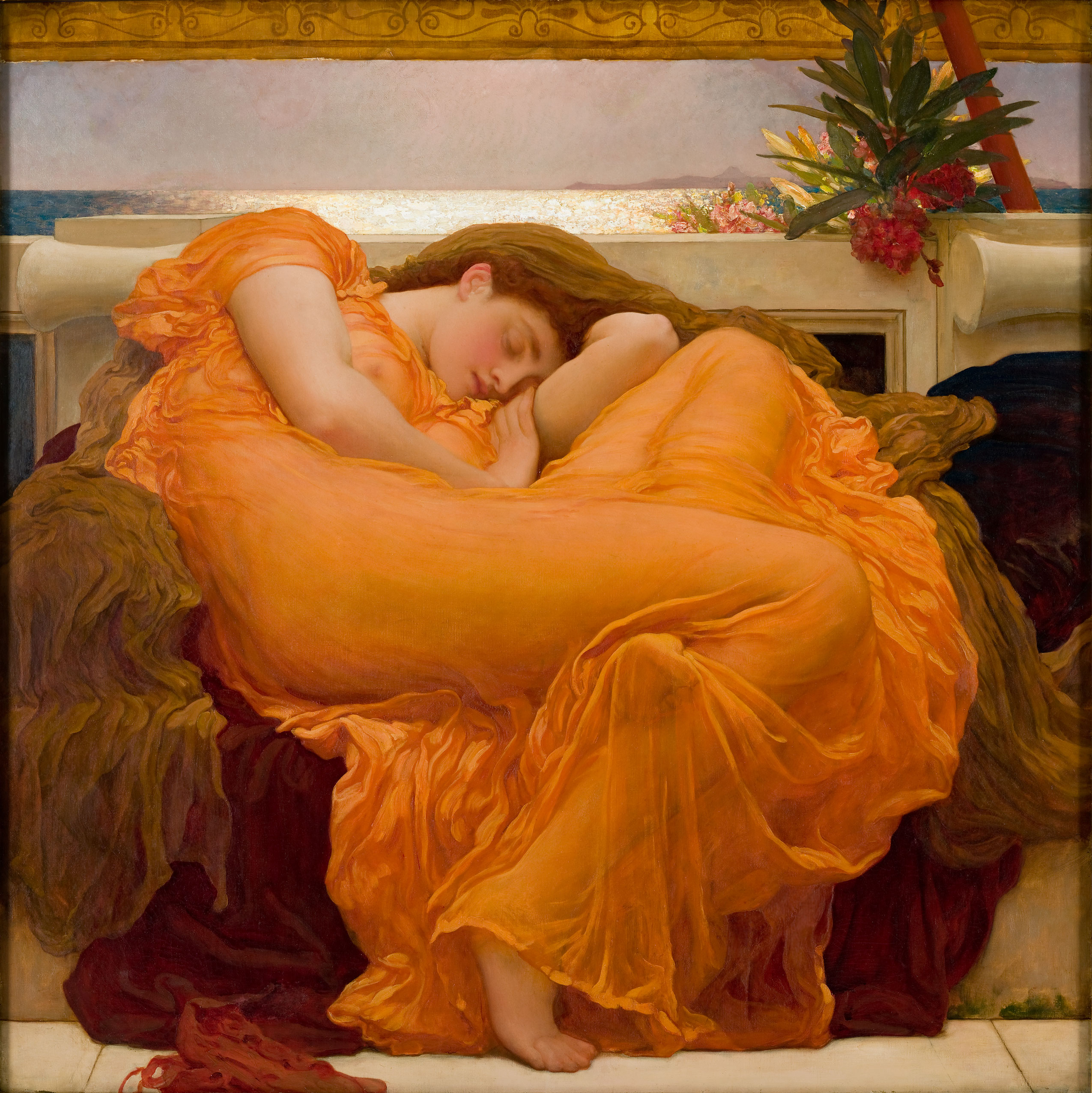
Flaming June, de Frederic Lord Leighton, 1895

Fou molt significativa una anècdota que va enfrontar dos competidors en l'exposició anual convocada per la Royal Academy el 1817, i que permetia donar els últims retocs amb els quadres ja penjats, en els denominats "dies del vernís". John Constable, queixant-se de la gosadia de J. M. W. Turner, que havia afegit una impactant pinzellada de mini al mig del seu quadre, va resumir perfectament l'impacte de la nova imatge: [veig que] ha estat aquí, [perquè] ha disparat la seua arma. També són significatius els efectes amortidors del color vernissat, que a més de la preservació de la pintura pretenien "ennoblir-la".
| « | Turner s'apoderava dels nous pigments tan aviat com els químics els subministraven. Blau cobalt, verd maragda, verd viridià, roig taronja, cromat de bari, groc, taronja i escarlata crom, així com les noves laques grogues i roges; utilitzava cada material als pocs anys d'aparéixer. Això significava arriscar-se a un desastre: un gravador de l'època, J. Burnet, comentà que Turner gosava emprar aquells pigments nous mentre que d'altres no. Una conseqüència desafortunada en fou que cap a finals del XIX la poca estabilitat d'alguns pigments nous ha deixat algunes obres de Turner en un estat lamentable. | » |

Obertura del pont de Waterloo, de Constable
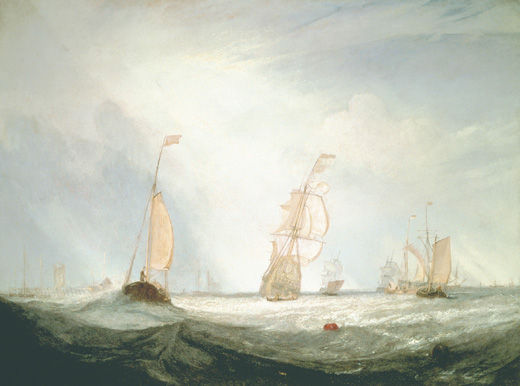
Helvoetsluys, de Turner

Goya, colors entre dues èpoques
Igual que un altre pintor espanyol decisiu per a l'art contemporani (Picasso, les primeres èpoques del qual es denominen per colors -rosa, blau-), les fases de l'obra de Goya s'oposen en un marcat contrast cromàtic: l'època en què va pintar cartrons per a tapissos és de tons alegres i l'emparenten amb el rococó (quan el jove pintor protagonitza un brillant ascens professional i social); l'època en què va pintar les pintures negres és de tons ombrívols que prefiguran estils molt posteriors fins i tot al romanticisme (quan està sumit en una desesperança personal i col·lectiva: a la seua sordesa se sumen les catàstrofes històriques, que no se solucionen, sinó que continuen després de la Guerra de francés).

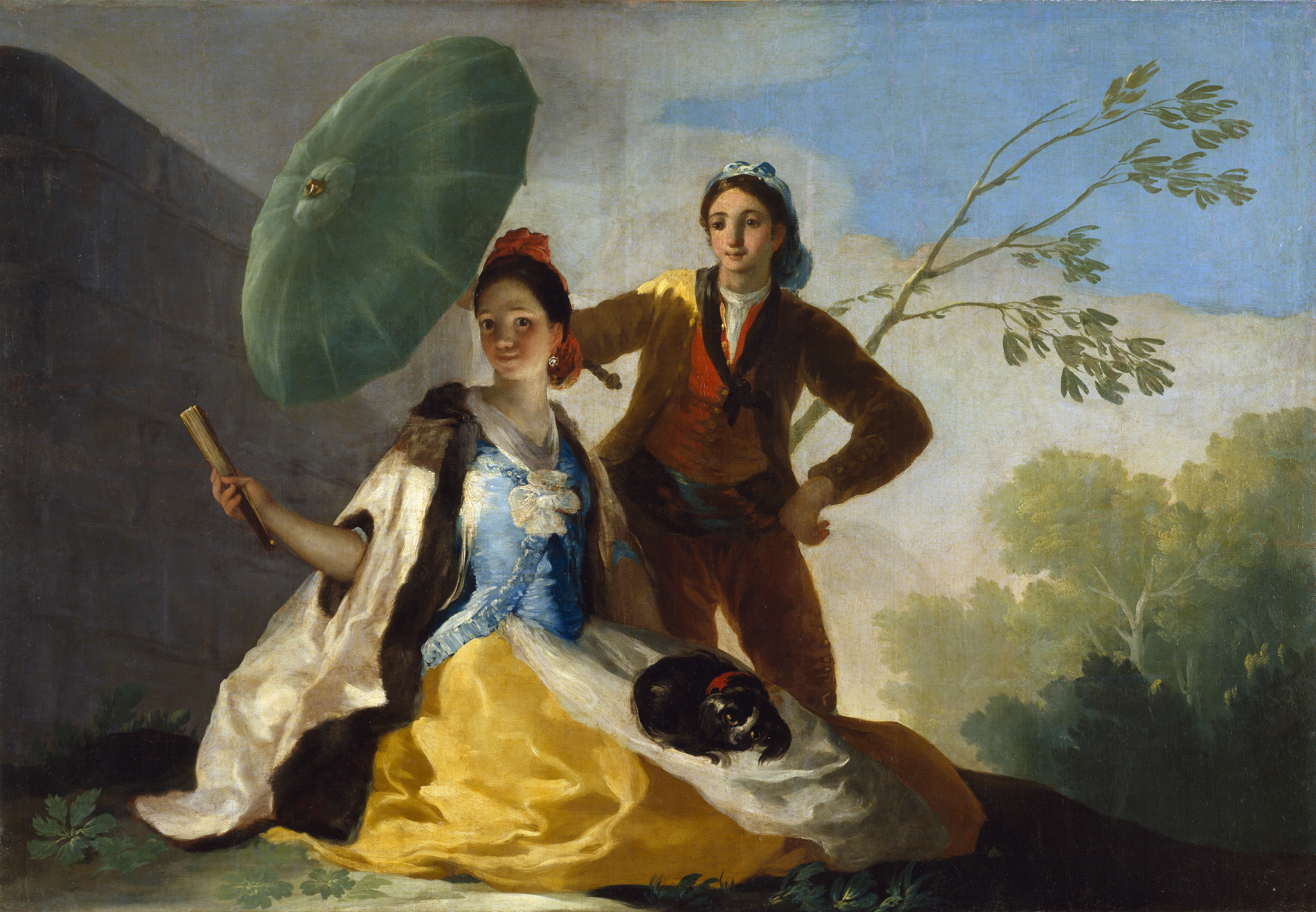
El para-sol, 1777
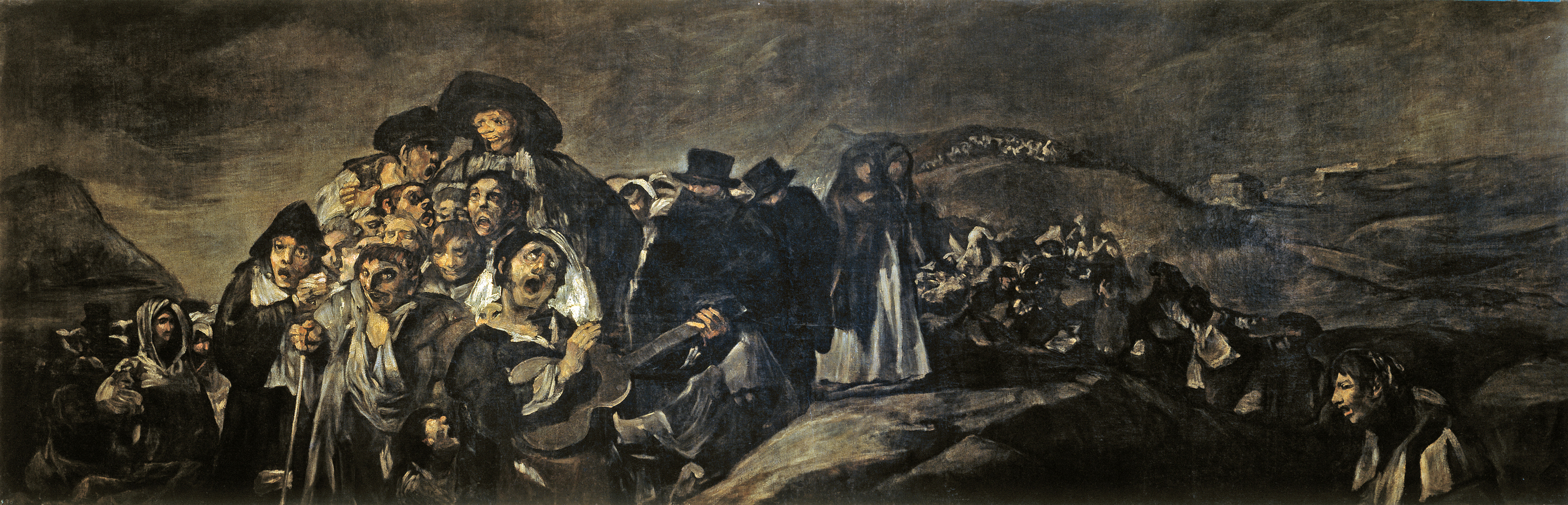
La romeria de Sant Isidre, 1819-1823

Pintura impressionista, postimpressionista i de les avantguardes
| «                | Sense els tubs de pintura no hi hauria hagut ni un Cézanne, Monet, Sisley o Pissarro. ... Les ombres no són negres; cap ombra és negra... El blanc no existeix en la natura. Admets que hi ha un cel un cel damunt d'aquella neu. El teu cel és blau. Aquest blau s'ha de veure en la neu. De matí hi ha verd i groc al cel... de vesprada, en la neu han d'aparéixer el roig i el groc. | » |
| — Auguste Renoir | |   |

| «               | Si tots els grans pintors coloristes d'aquest segle pogueren compondre un estendart amb els seus colors favorits, el resultat en seria segurament un Matisse. | » |
| — Pablo Picasso | |   |

El nom triat el 1911 per denominar un grup de pintors expressionistes alemanys (Der Blaue Reiter, "el genet blau") era significatiu tant per la importància que es donava al color, com per la desvinculació de l'aparença dels objectes representats.
A partir de la huaniao hua ('pintura de flors i insectes', des del segle X a la Xina), es van desenvolupar altres modalitats de pintures, com la monocroma shuǐ mò huà o sumi-i ('de tinta rentada', tant a la Xina com al Japó i altres països d'Extrem Orient), que usava la mateixa tinta negra que la cal·ligrafia xinesa o japonesa i es considerava una ocupació pròpia de shì dàfū ('funcionaris erudits') i intel·lectuals.

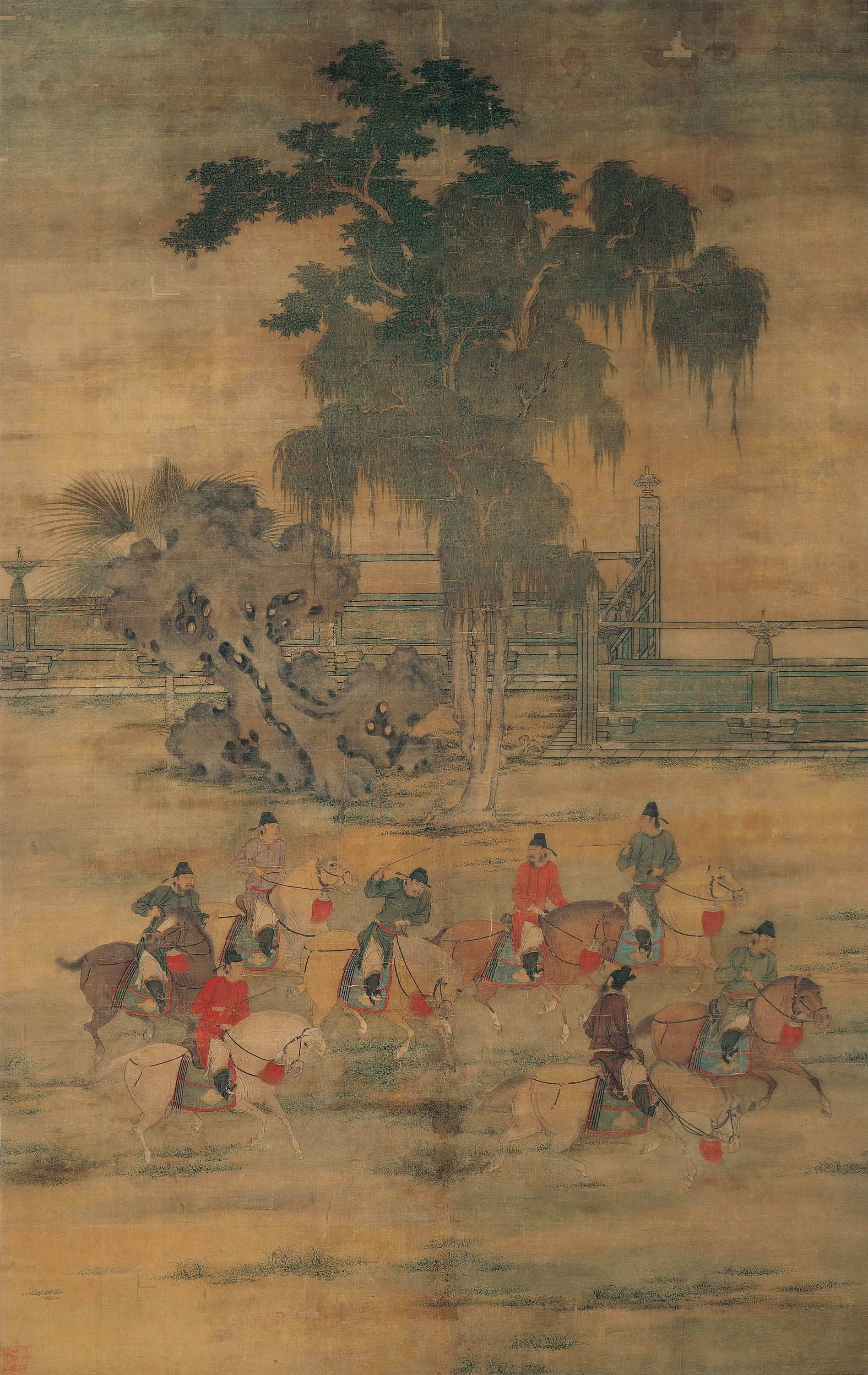
Vuit cavallers en primavera, de Zhao Yan,[66] s. X
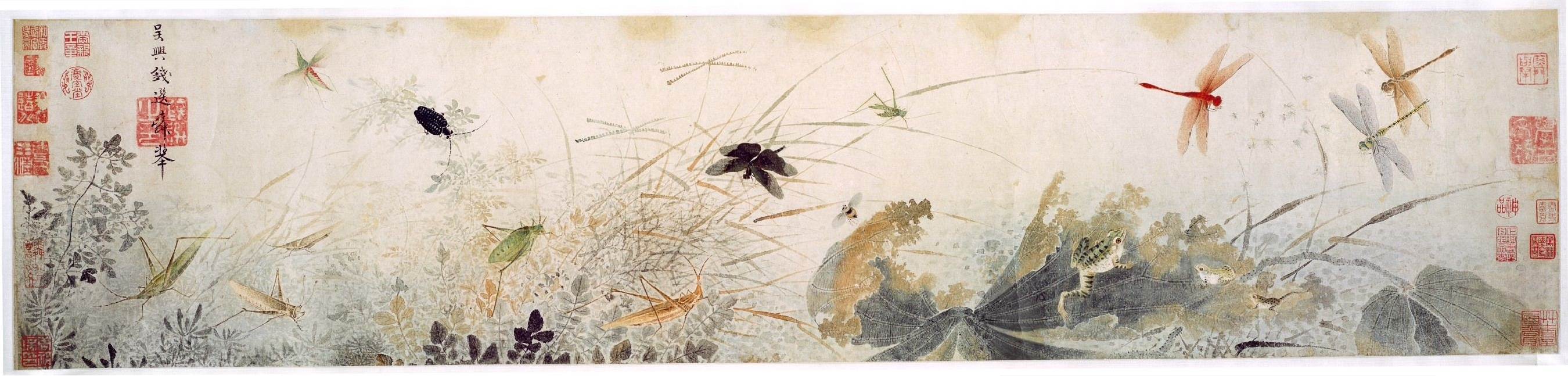
Tardor primerenca, de Qian Xuan,[67] segona meitat del s. XIII
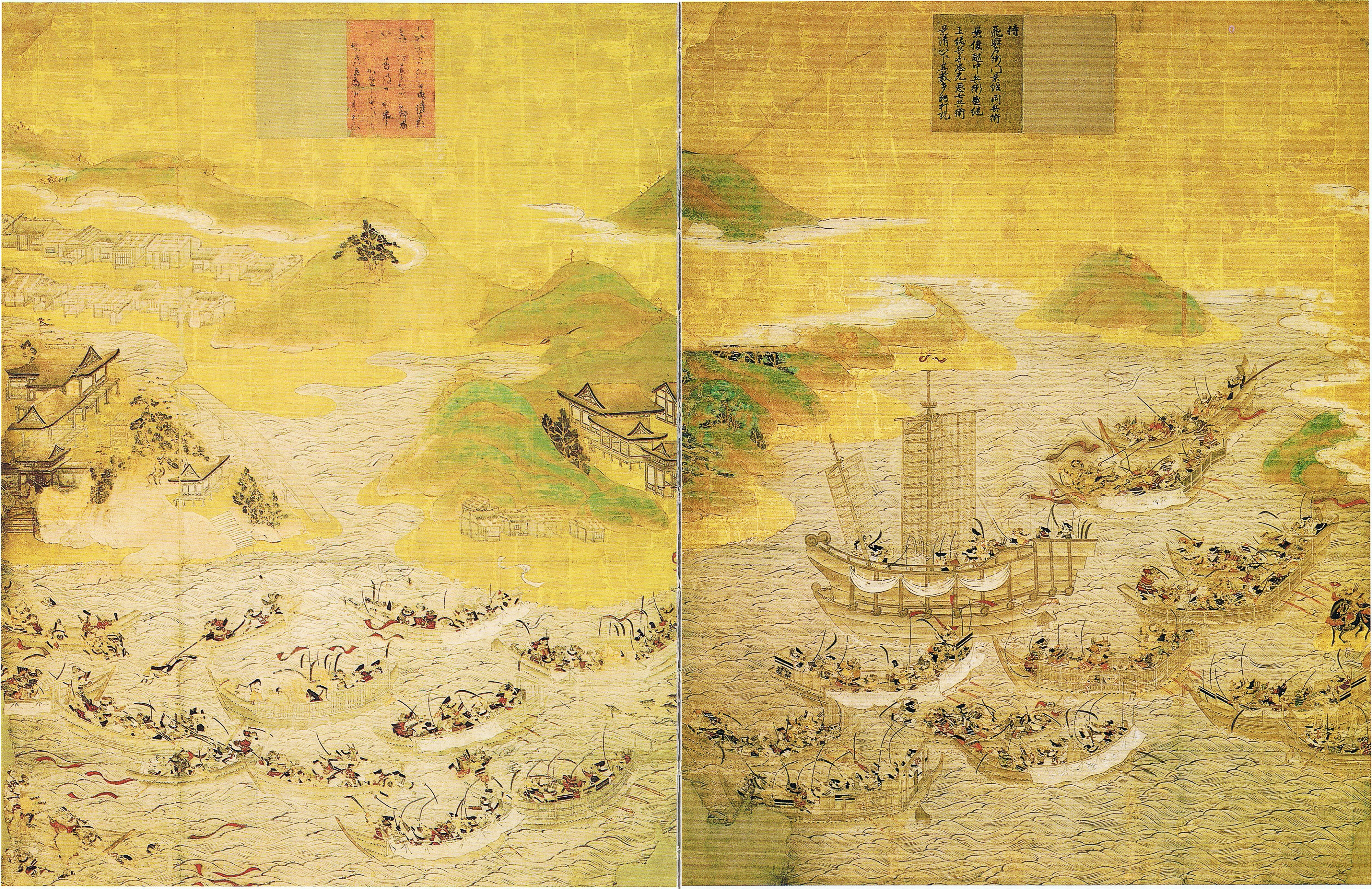
Batalla de Dan-no-ura, s. XII
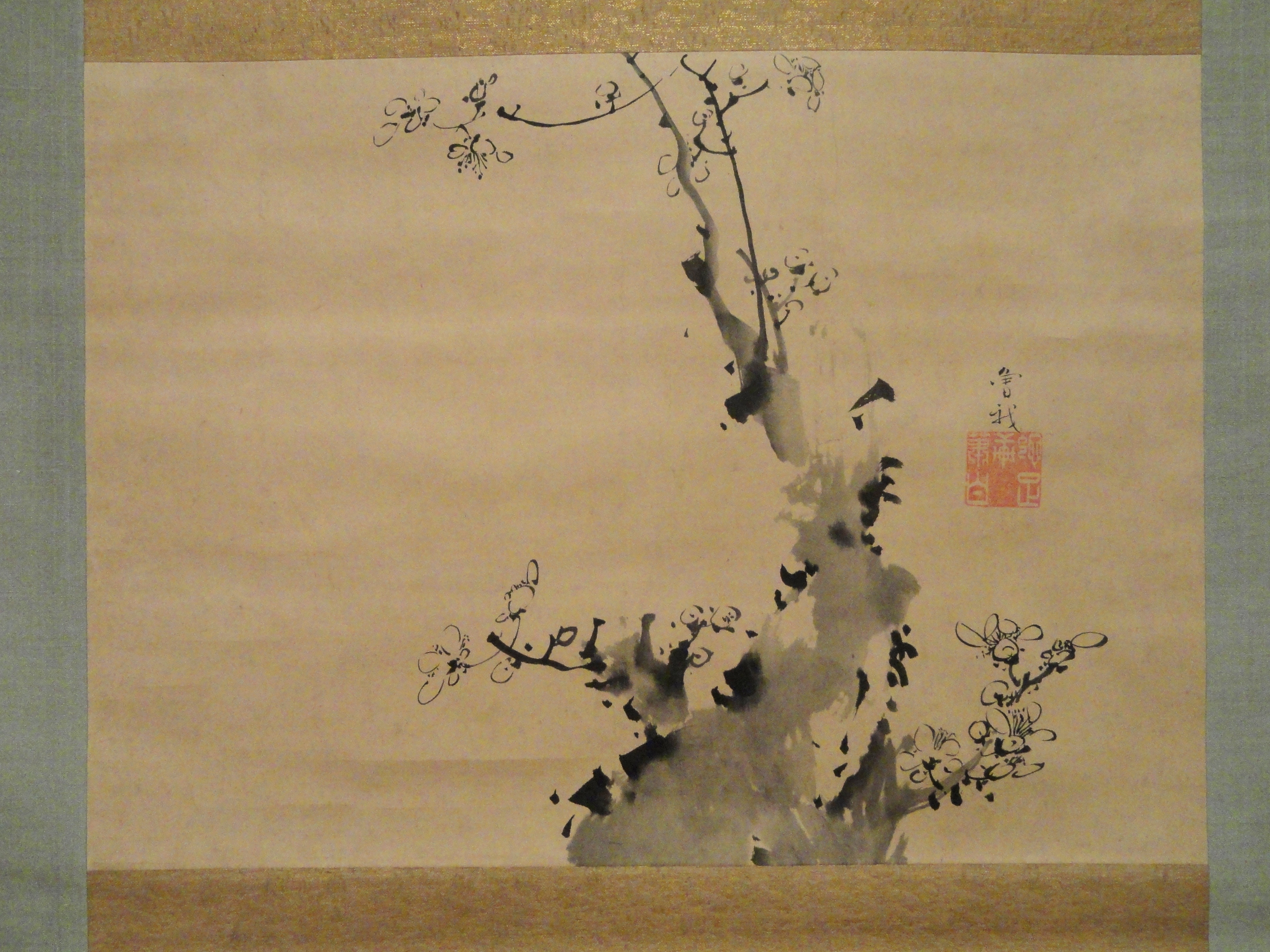
Rama florida de prunera, de Soga Shōhaku,[68] ca. 1770

Pintura precolombina americana

En la ceràmica precolombina "la tècnica més comuna va ser la de pigmentacions amb colors vermellosos, marrons, blancs i negres; d'origen vegetal o mineral, sobre el fons natural de l'argila, fixats amb pinzell i sovint pel procediment del negatiu, en què es cobria prèviament el cos de l'atuell amb resines o ceres, per netejar després i deixar al descobert les parts que havien de ser impregnades de pintura, després del bany de color uniforme al qual se sotmetia l'objecte." Molt més significativa cromàticament fou la pintura mural de Mesoamèrica: "El color fou el principal recurs decoratiu de les arts i l'arquitectura maia, que des del preclàssic mitjà (ca. 900-300 ae) començà a lluir façanes bicromes, i fins i tot policromes, que poc temps després es combinaren amb iconografies pintades de gran complexitat".
| « | L'àmplia paleta cromàtica usada pels pintors de Bonampak és sorprenent; els artistes produïren colors variats en tons, saturacions i matisos, de manera que les seues representacions tingueren la màgia del colorit de la realitat natural, a més de la imaginada. L'evidència de 30 combinacions de minerals que produeixen colors diferents... demostra que el que diferencia els artistas de pintura mural de la pintura en terrissa és la preocupació plàstica pel color com a mitjà expressiu, i un important valor artístic de les pintures rau en el llenguatge del color, més que no en la línia... Això resulta encara més sorprenent si considerem que la cultura maia florí en un medi molt limitat en recursos minerals a partir dels quals obtenir pigments; la península de Yucatán geològicament és formada per una placa de roques calcàries i dolomites. | » |

Els anomenats blau maia i verd maia són dos pigments obtinguts artificialment, amb una base inorgànica (argiles com la palygorskita o la saponita) sobre la qual un pigment orgànic (vegetals, com saba d'arbre o la planta de l'indi) es fixa de manera permanent, i s'hi aconsegueix una extraordinària resistència a la intempèrie i a l'atac d'àcids.
| « | Les Relacions geogràfiques de Yucatán assenyalen que el pal tinta era un producte d'exportació durant l'època colonial. El Còdex Florentí esmenta un color verd fosc anomenat yauhtli o yayauhqui, que es fabrica barrejant els tints blau i groc. El verd maia es pogué fabricar així, en afegir blau indi a la tinta groga de l'herba paràsita anomenada en maia k'an-le kay, i en nàhuatl zacatlaxcalli (cuscuta americana). Francisco Hernández en la seua Historia de las plantas de Nueva España, esmenta que dels filaments de zacatlaxcalli "es prepara un tint groc que serveix per a l'art dels pintors". Els filaments madurs "es matxuquen, es marinen en aigua i es modelen en forma de petxines per ser usats com a pigments". Sahagún descriu que d'aquesta planta s'obté un color groc claro en forma de coca, d'ací el nom". | » |

Els frescs de Teotihuacán es realitzaven sobre una capa fina d'estuc. Els pigments n'eren minerals triturats i l'aglutinant bava de figuera de pal. Els temes més freqüents n'eren animals sagrats i escenes de culte, com l'execució de ritus de fertilitat pels governants.

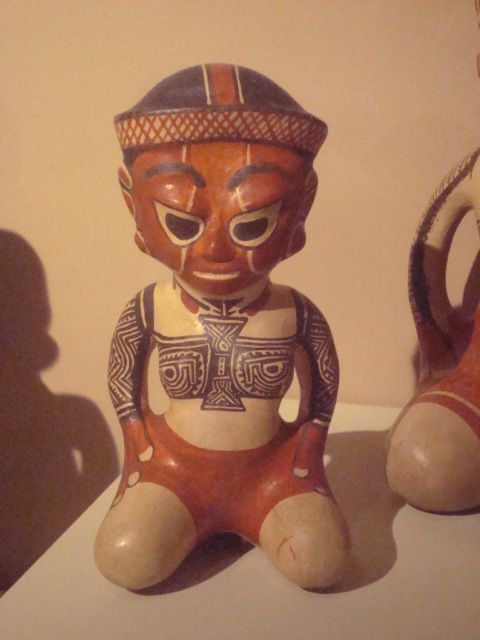
Ceràmica nicoyana, Gran Nicoya (Costa Rica), 800-1350
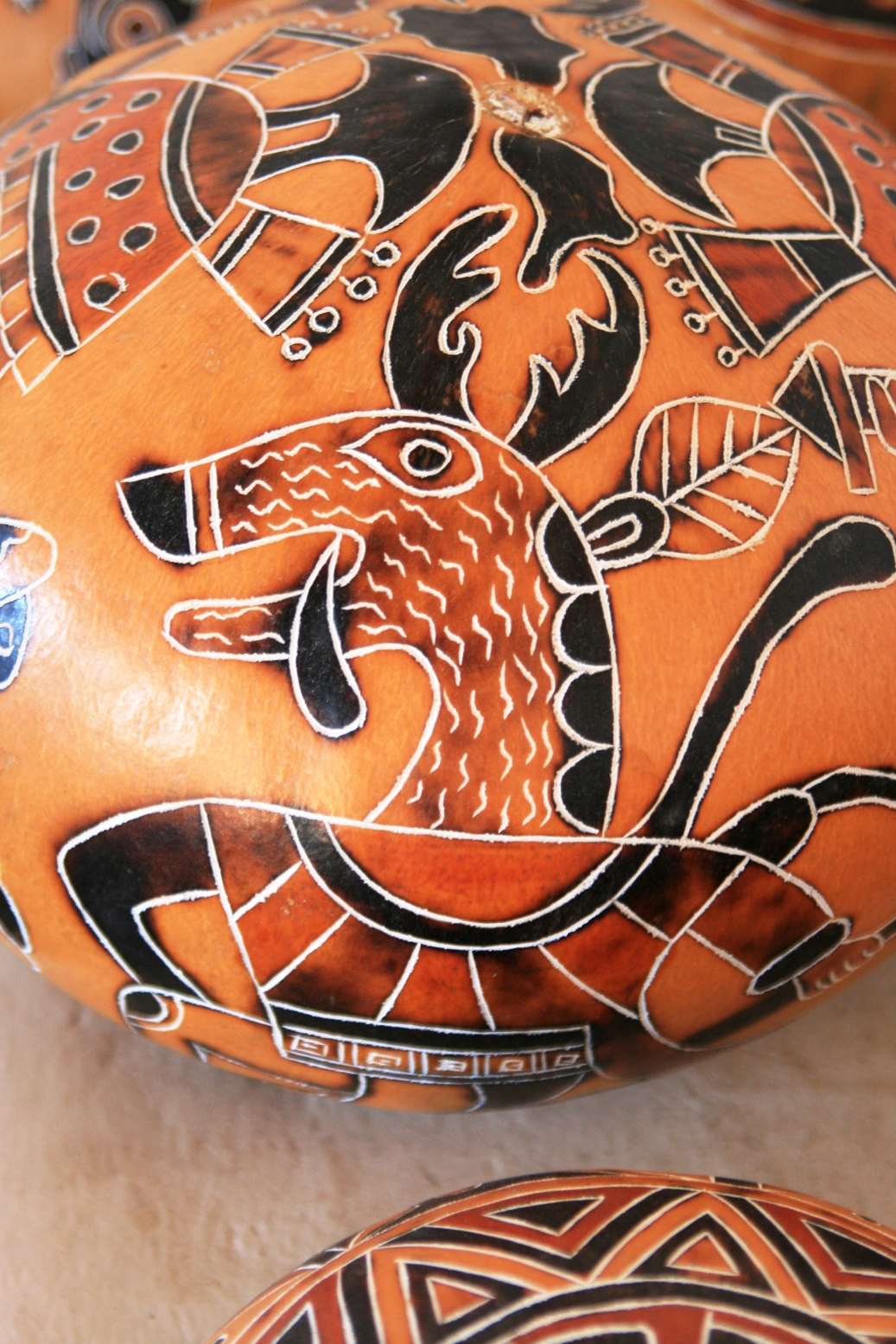
Ceràmica moche, tombes reials de Sipán
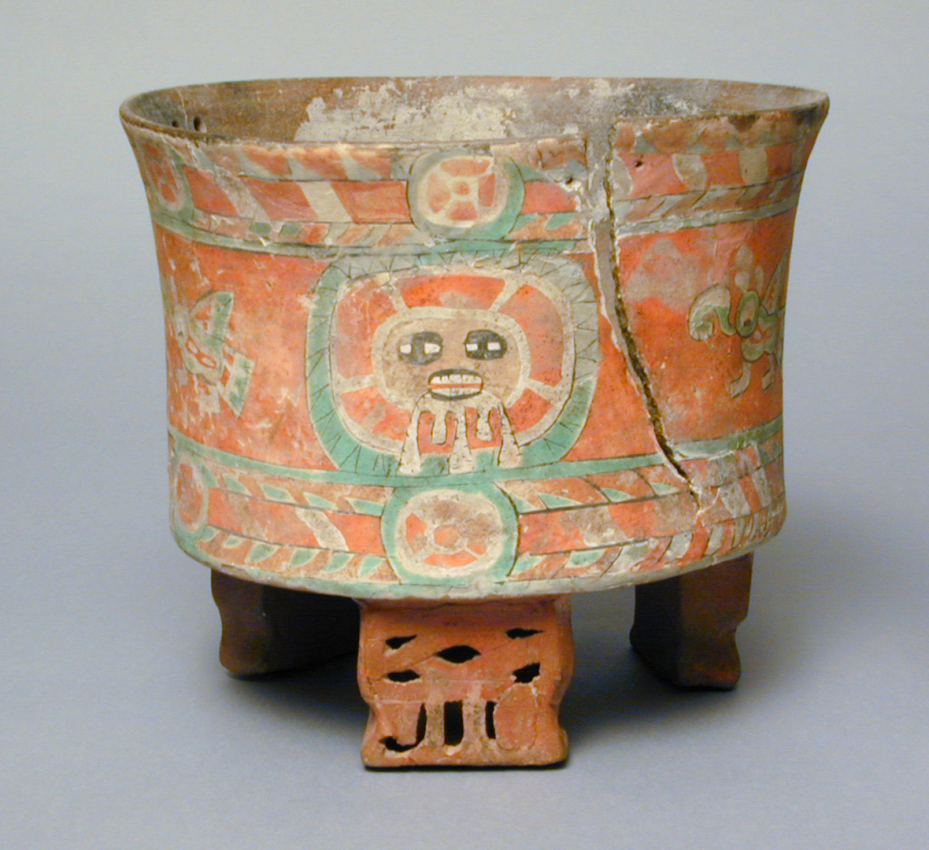
Trípode procedent de Teotihuacán
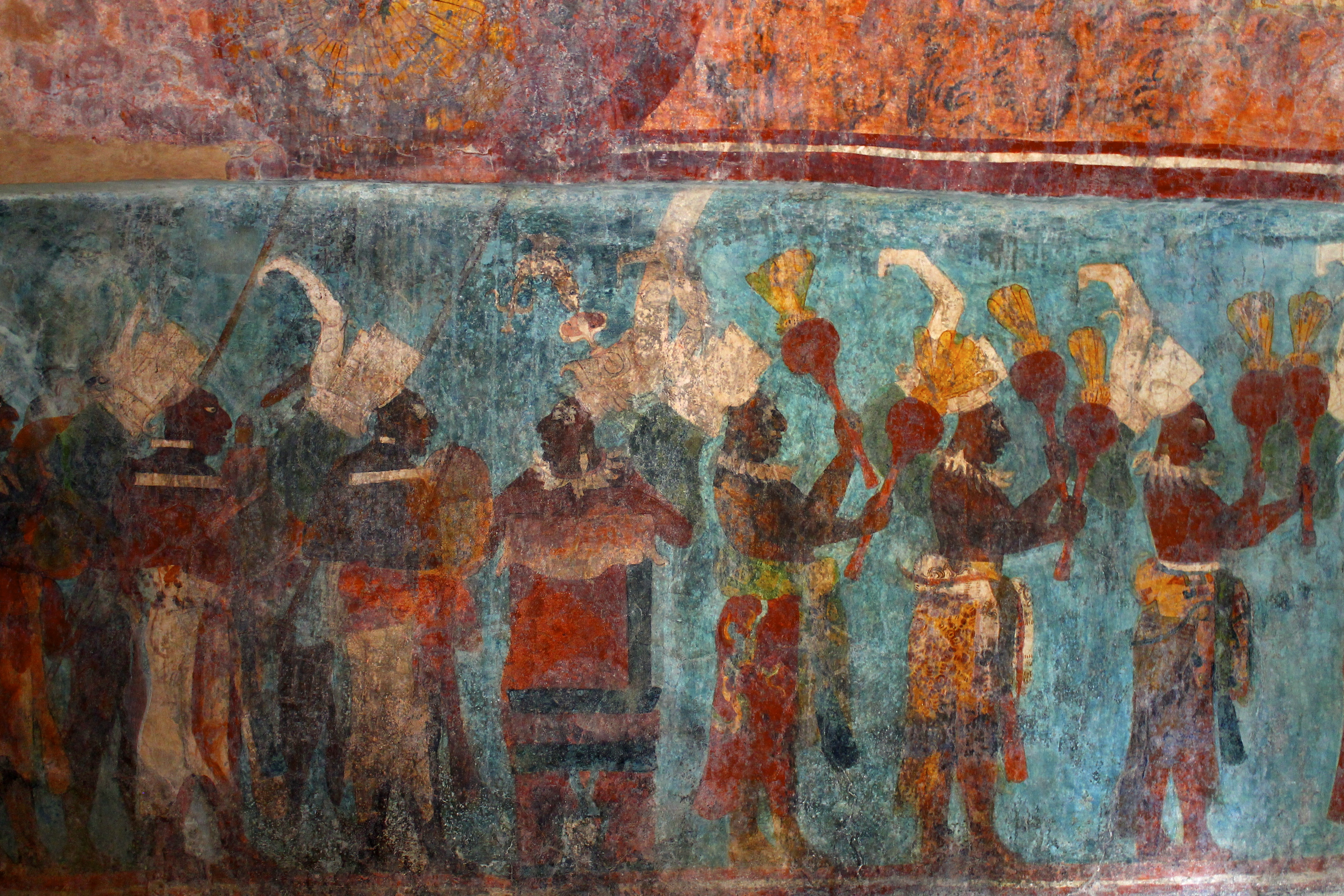
Músics i dansaires, Bonampak, s. VIII, tècnica amb pigment blau maia
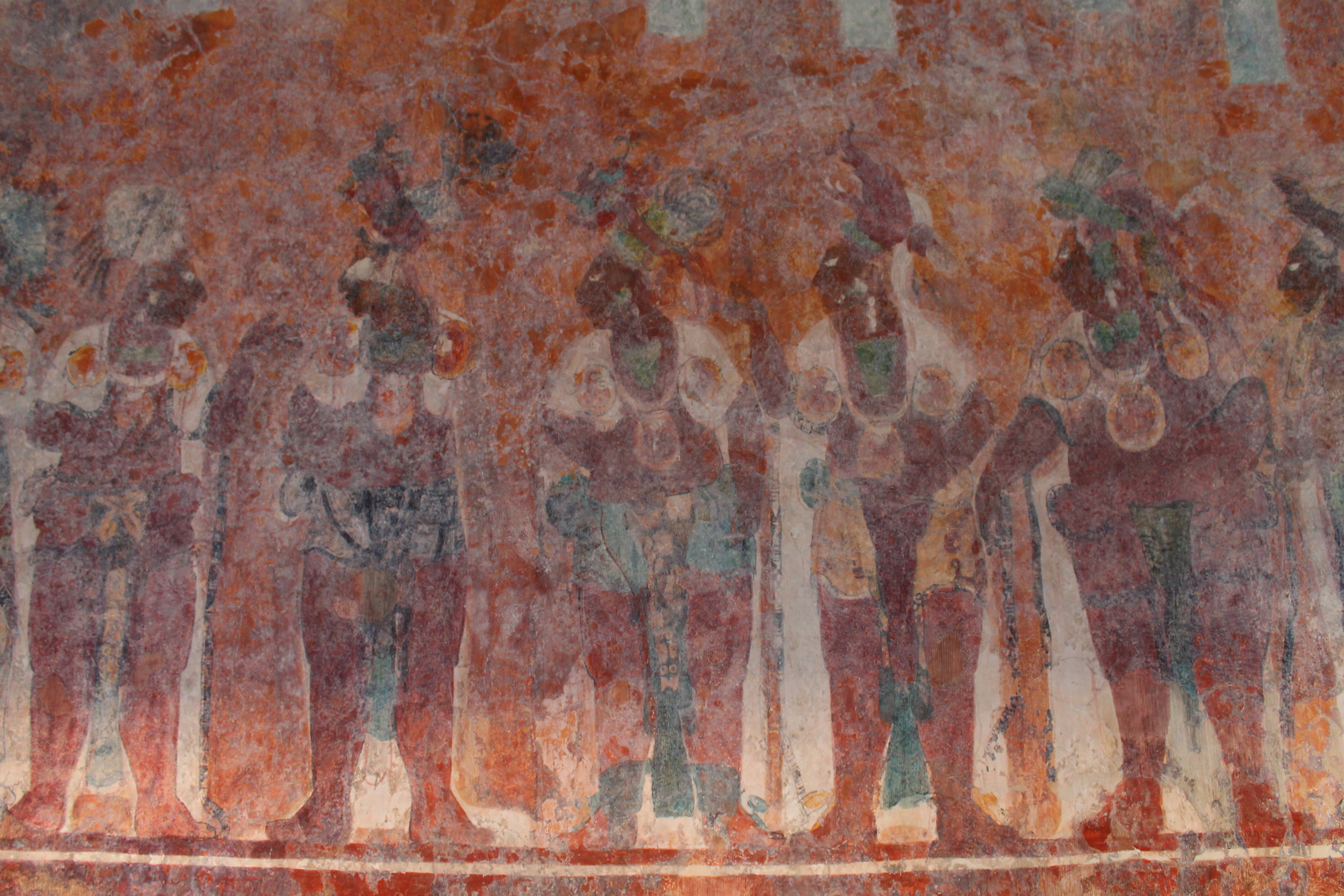
Bonampak
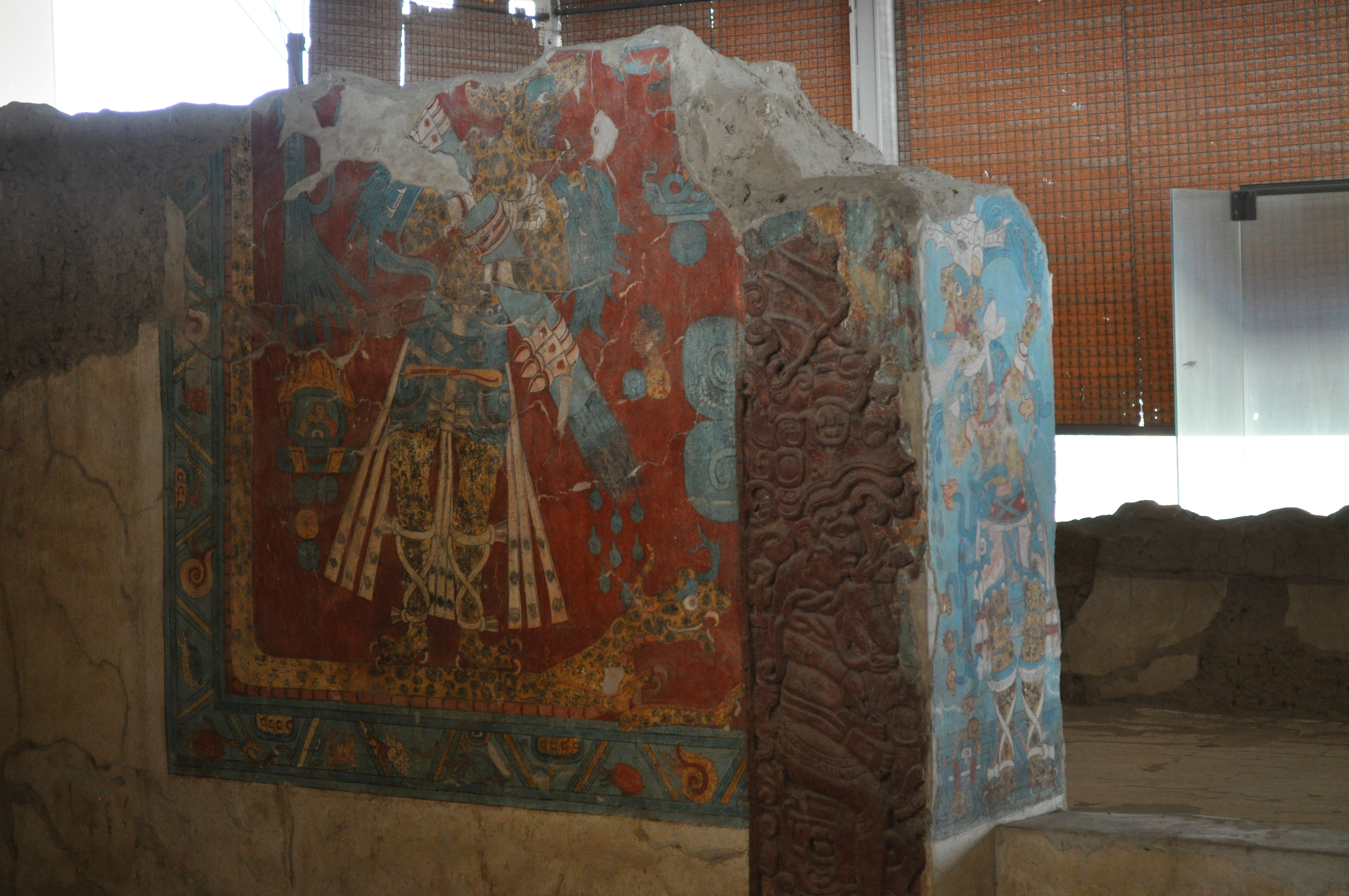
Cacaxtla, mural de l'home jaguar al Pòrtic A
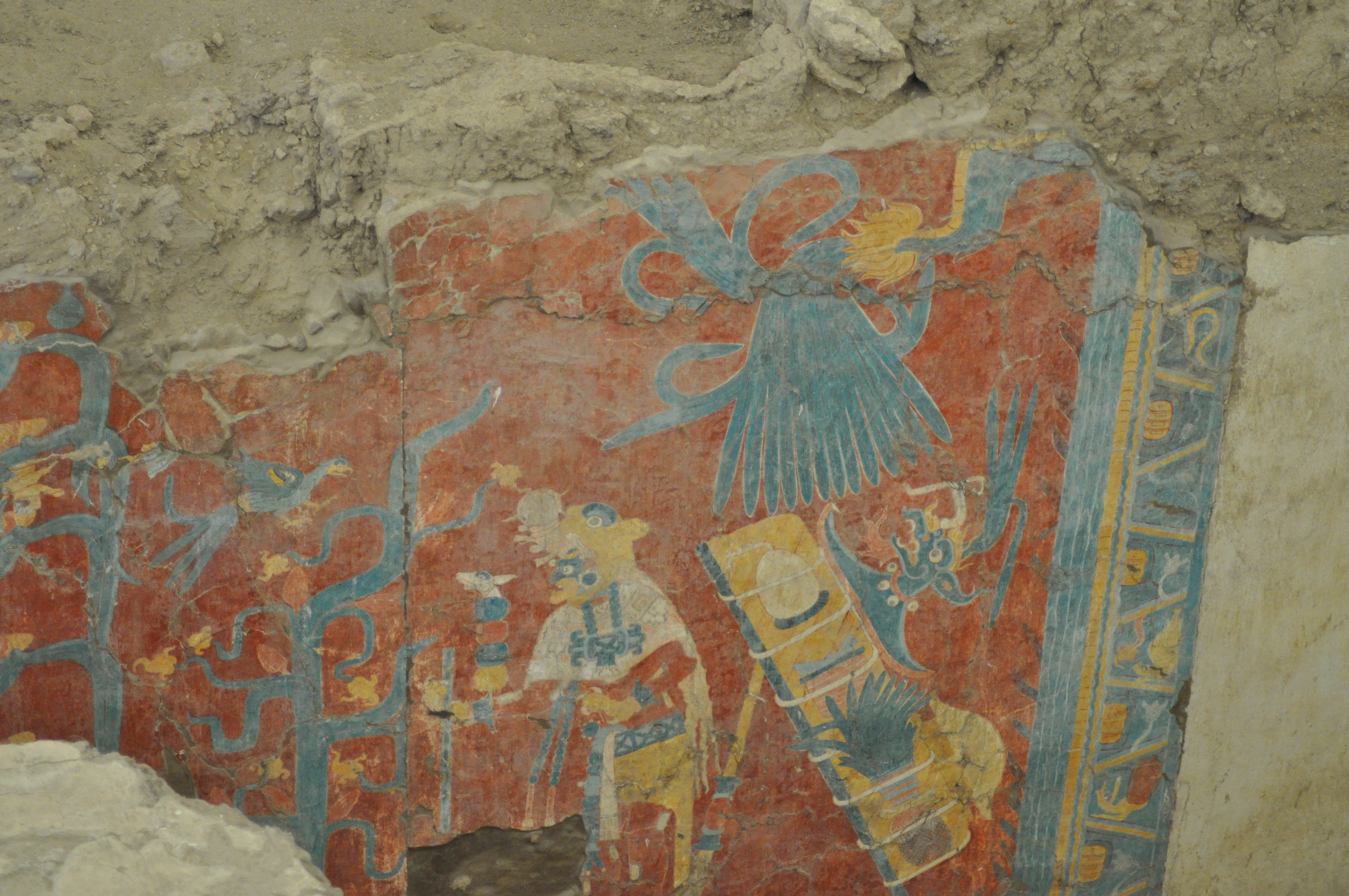
Cacaxtla, mural del templo Roig
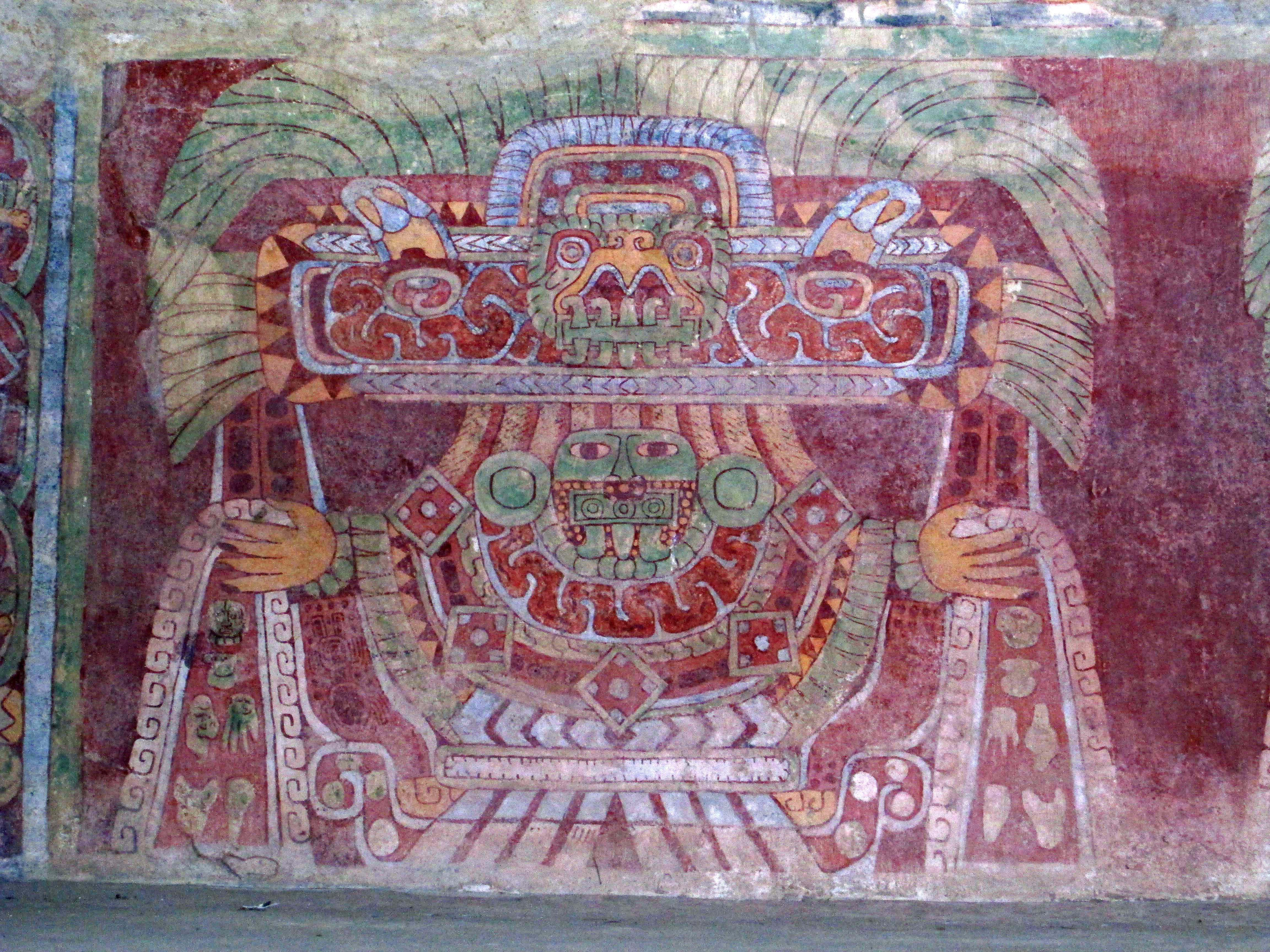
Fresc de la denominada "Gran Dea" o "Dona Aranya" de Teotihuacán (Tetitla)
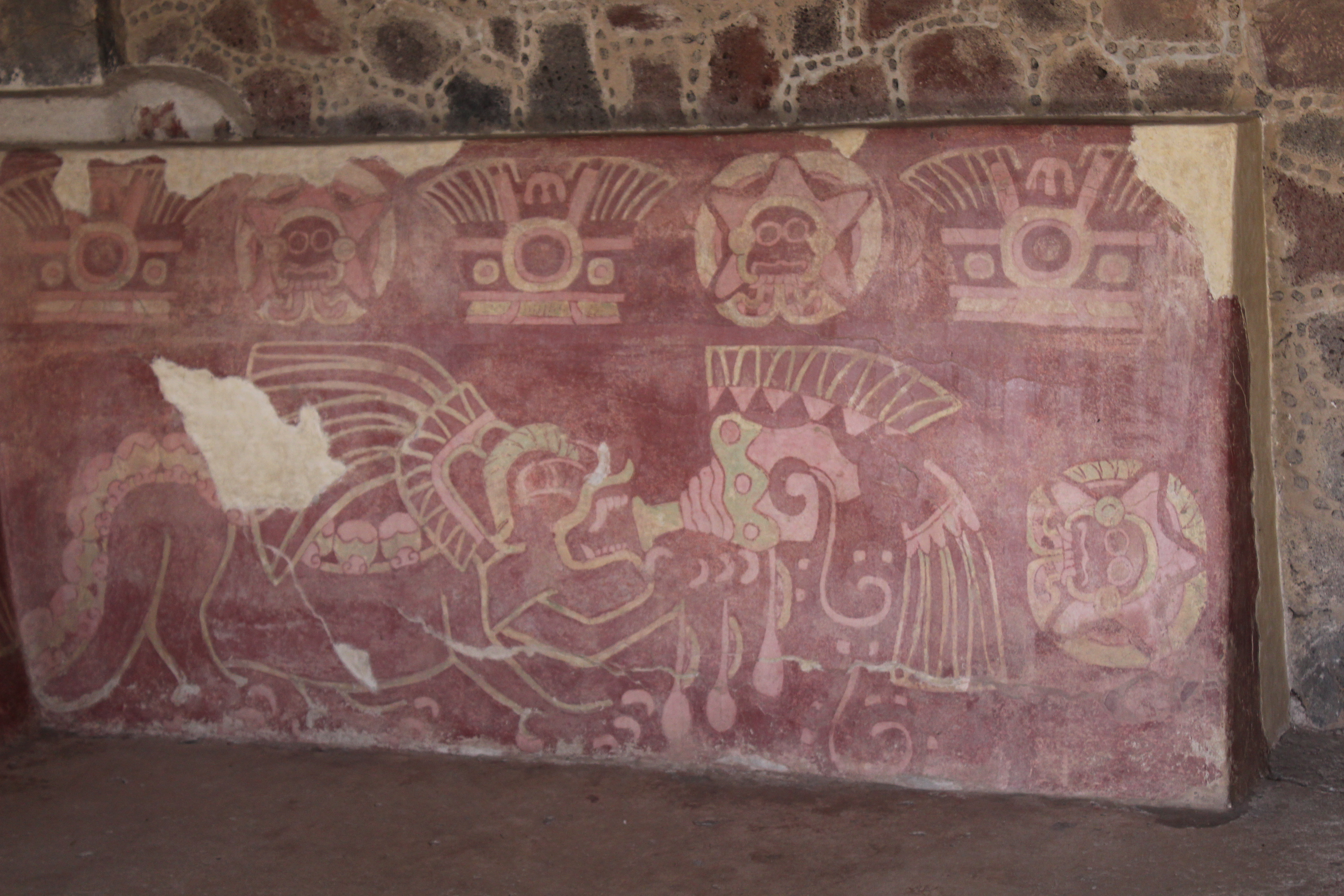
Teotihuacán, mural del Conjunt de los jaguars
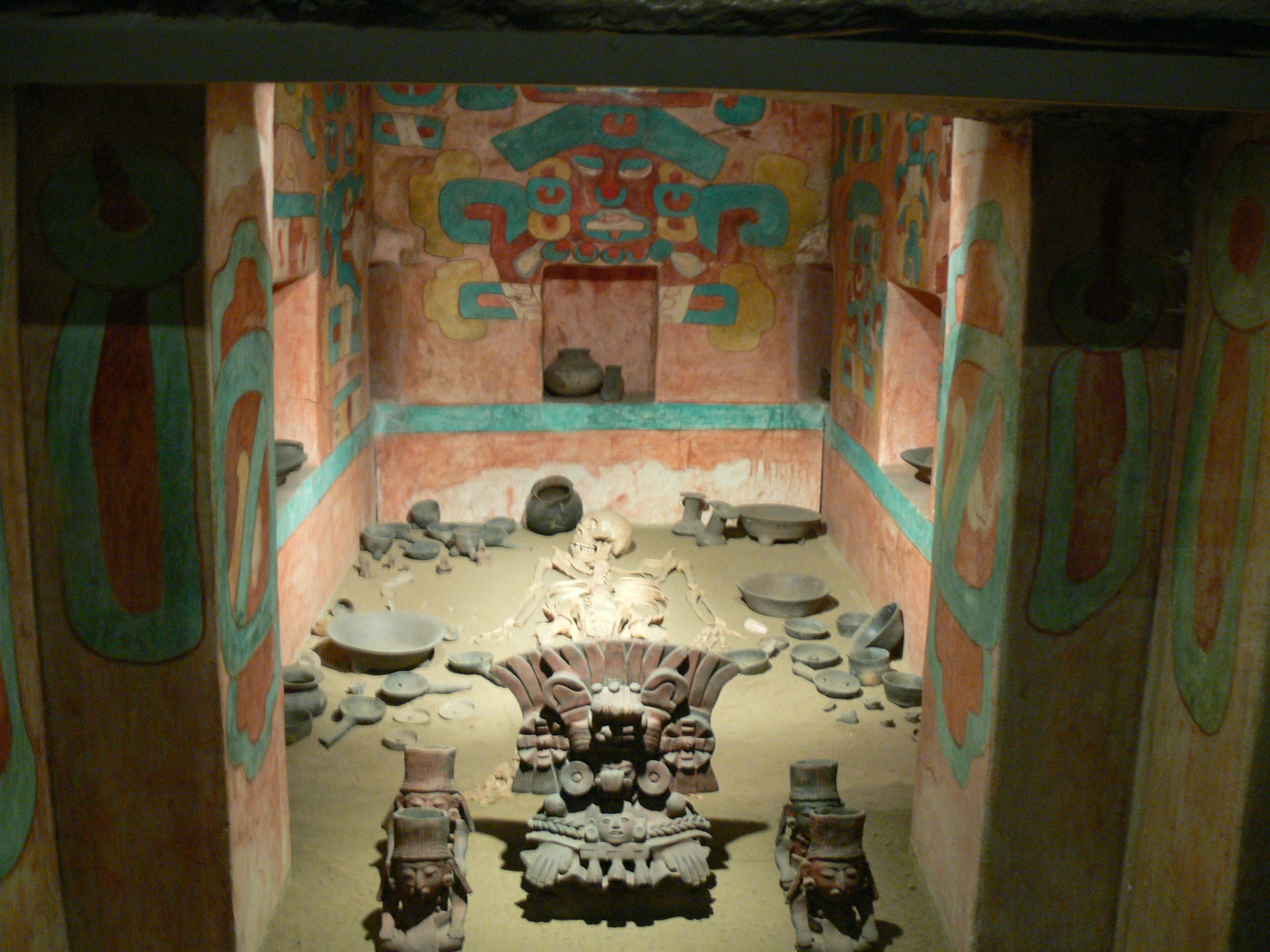
Reproducció de la tomba 105 de Monte Alban